# Lijst van personen betrokken bij de Belgische Opstand
Dit artikel bevat een lijst met personen die een rol speelden tijdens of rond de Belgische Revolutie in 1830. Merk overigens op dat het enkel gaat om mannen.

## A
| - Abraham Jacob van der Aa - Frederik Nicolaas Lucretius Aberson | - Albrecht Nicolaas van Aerssen Beijeren van Voshol - Marie Abts-Ermens | - Johan Daniël Cornelis Carel Willem d'Ablaing van Giessenburg - Andries Laurens Akersloot van Houten - Joseph-Olivier Andries |  |

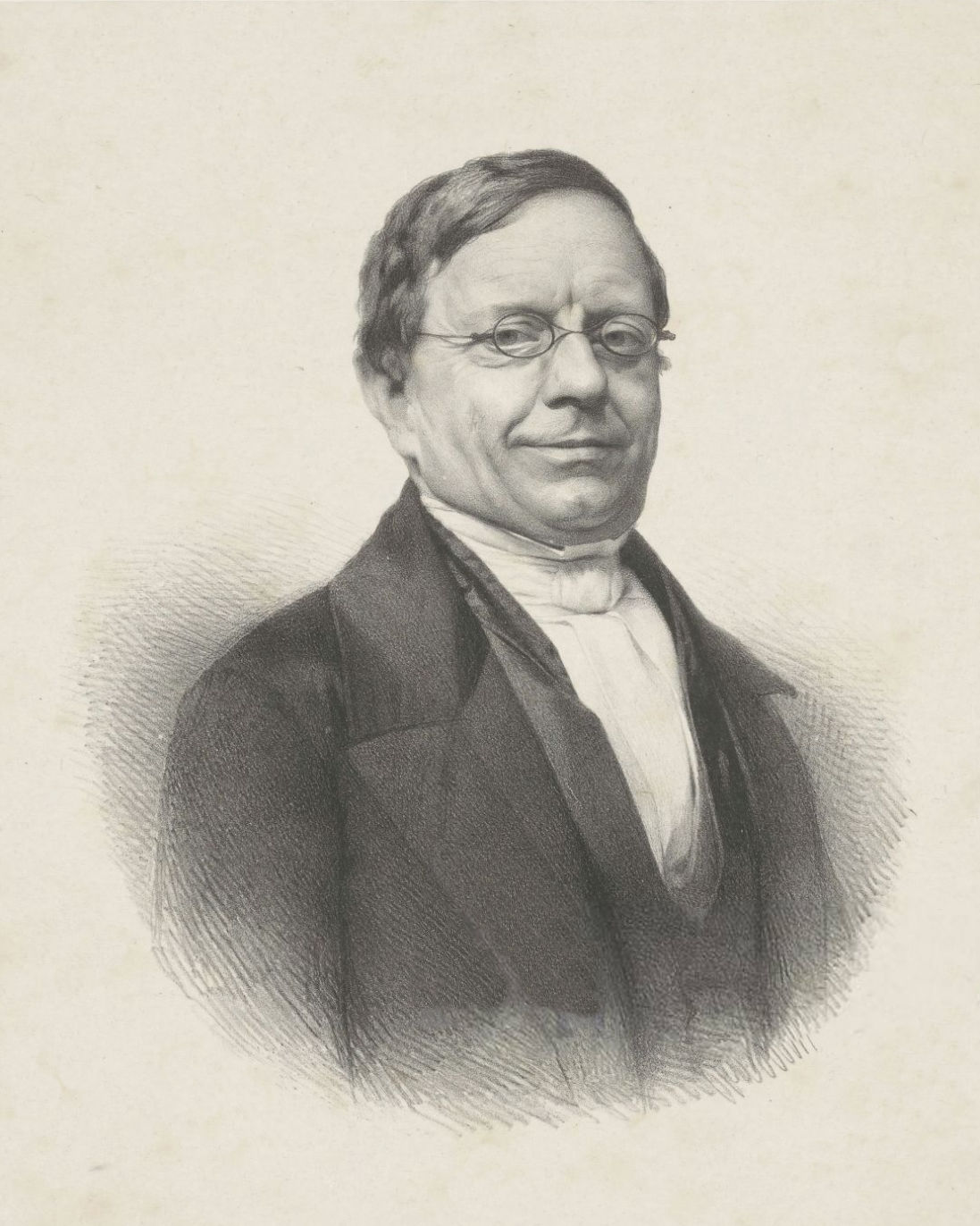
Abraham Jacob van der Aa
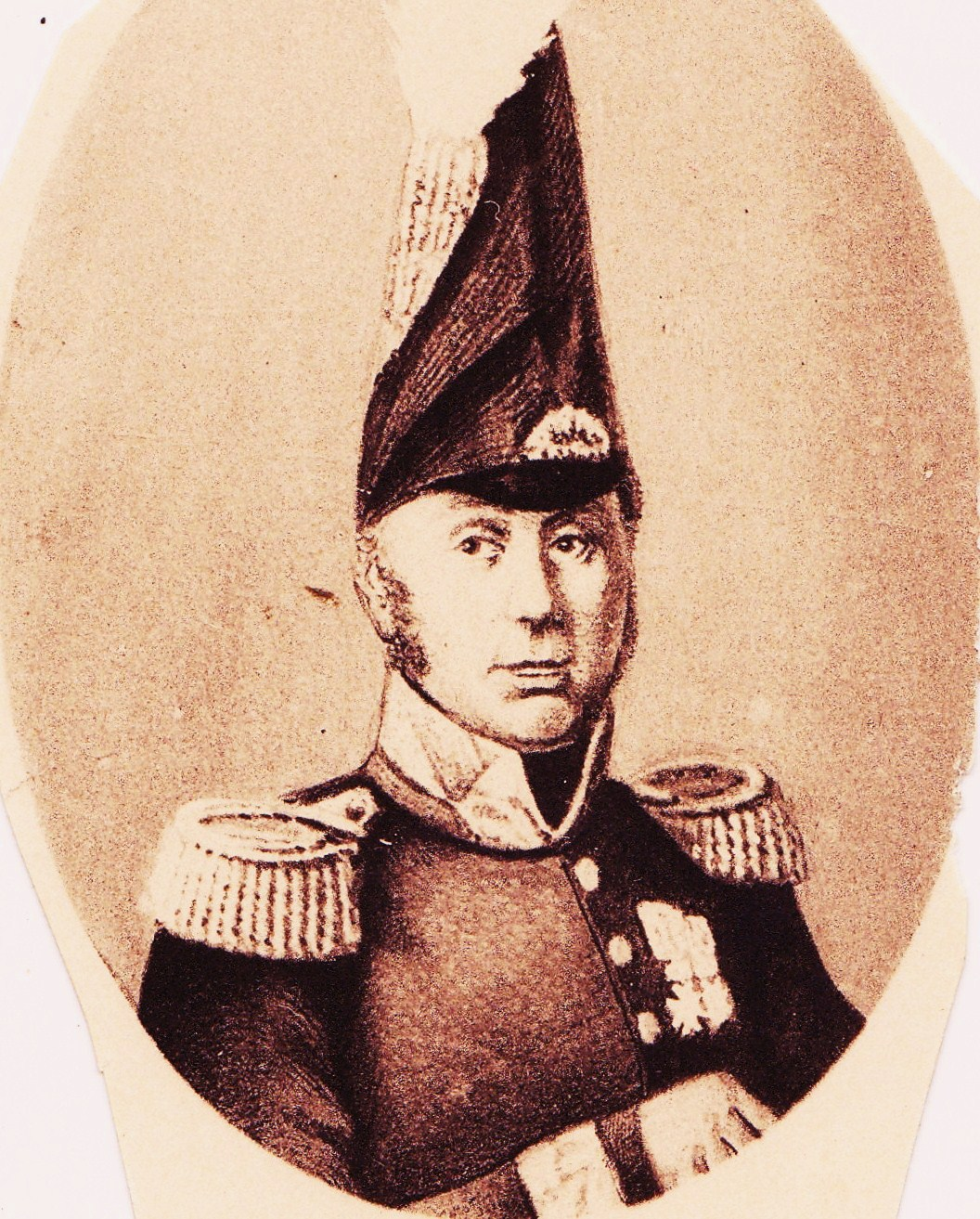
Frederik Nicolaas Lucretius Aberson
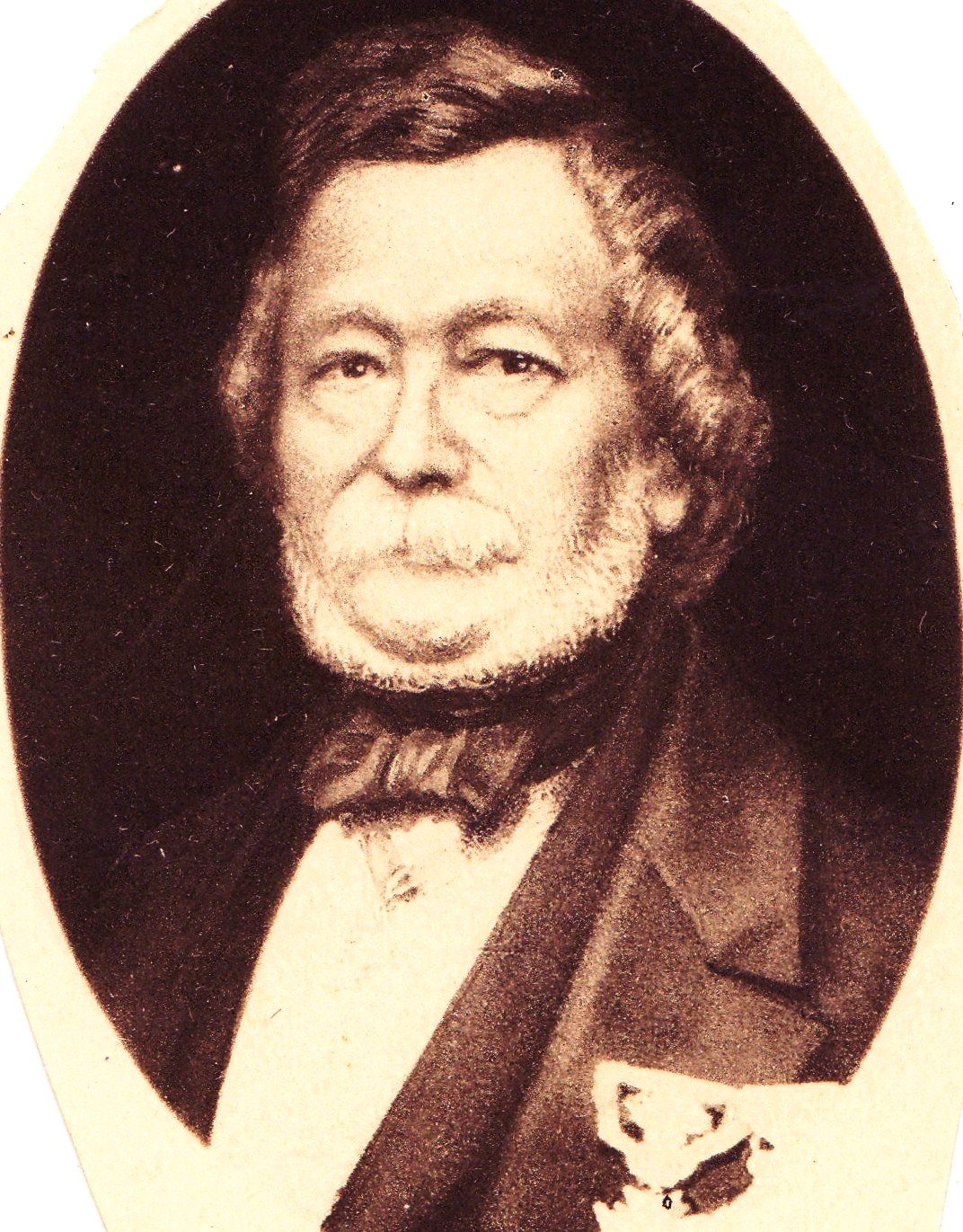
Andries Laurens Akersloot van Houten
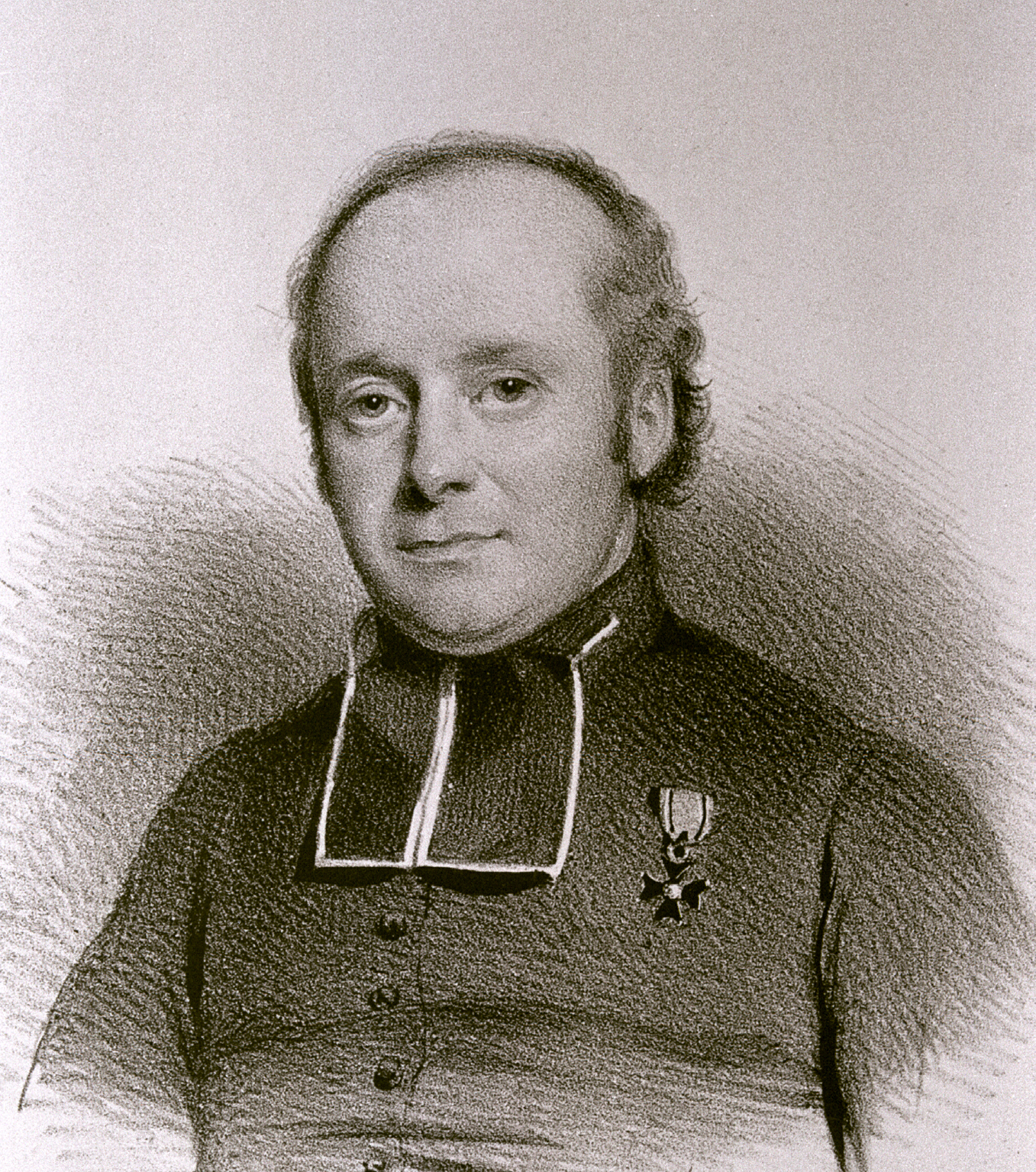
Joseph-Olivier Andries

## B
| - Karel August Eugène Napoleon de Beauharnais - Diederik Jacobus den Beer Poortugael - Henri Belletable - Augustin Daniel Belliard | - Willem Bentinck (1795-1861) - Volkier Marius François Bentinck tot Nijenhuis - Frans Jozef Beyts - Joannes Petrus van Blarkom - Pieter Rijnhart Boelen - Hijbo Everdes de Boer | - Laurens Adriaan Boers - Kolonel Borremans - Andreas Charles van Braam Houckgeest - Constantijn Philippe de Brauw - Gijsbert Carel Rutger Reinier van Brienen van Ramerus (1807-1871) | - Egtbert Brinck - Maurice de Broglie - Joseph le Bron de Vexela - Charles de Brouckère - Henri de Brouckère - Huibert Jacobus Budding - Filippo Buonarroti - Marcus Busch - Gérard Buzen |  |

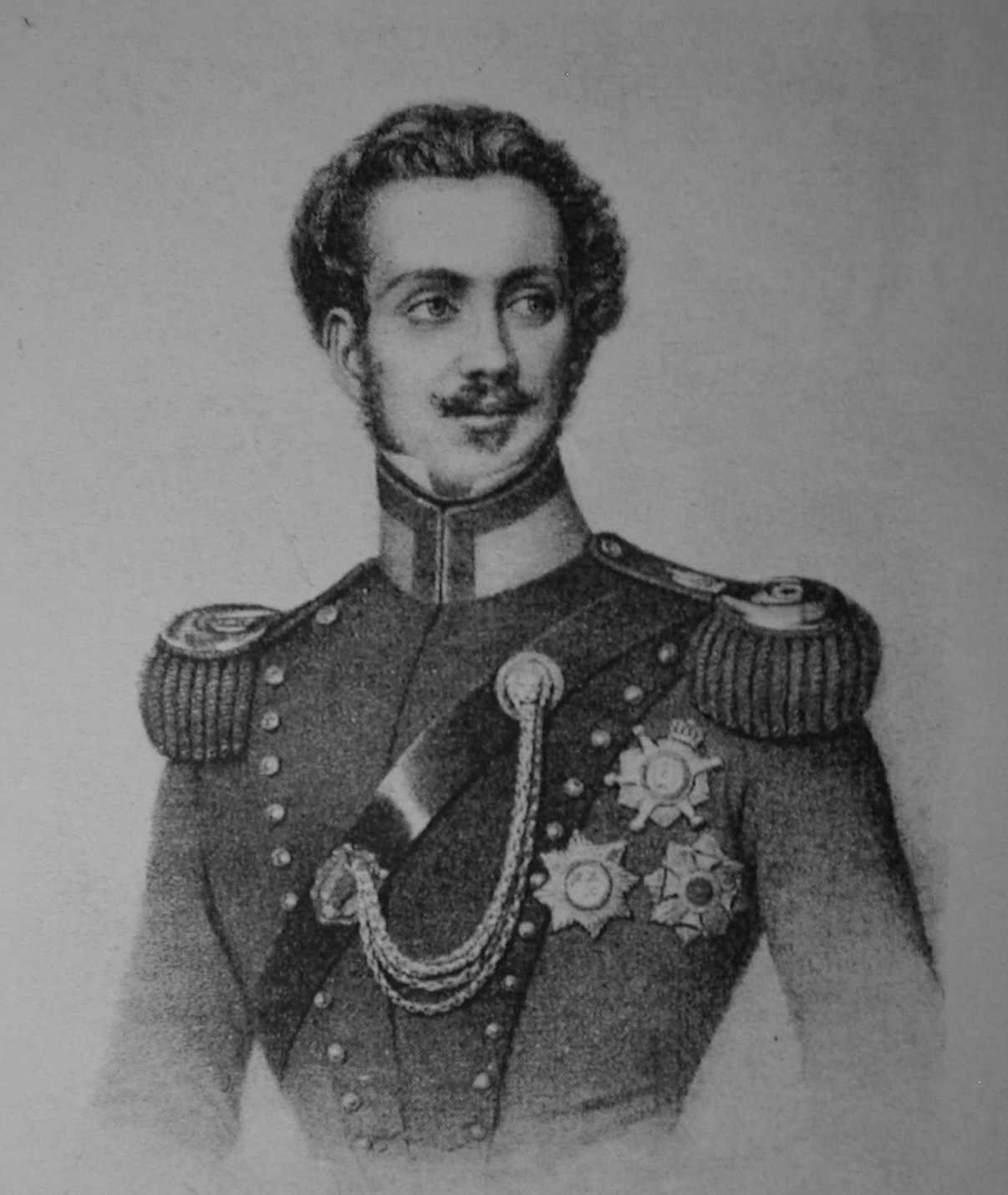
Karel August Eugène Napoleon de Beauharnais
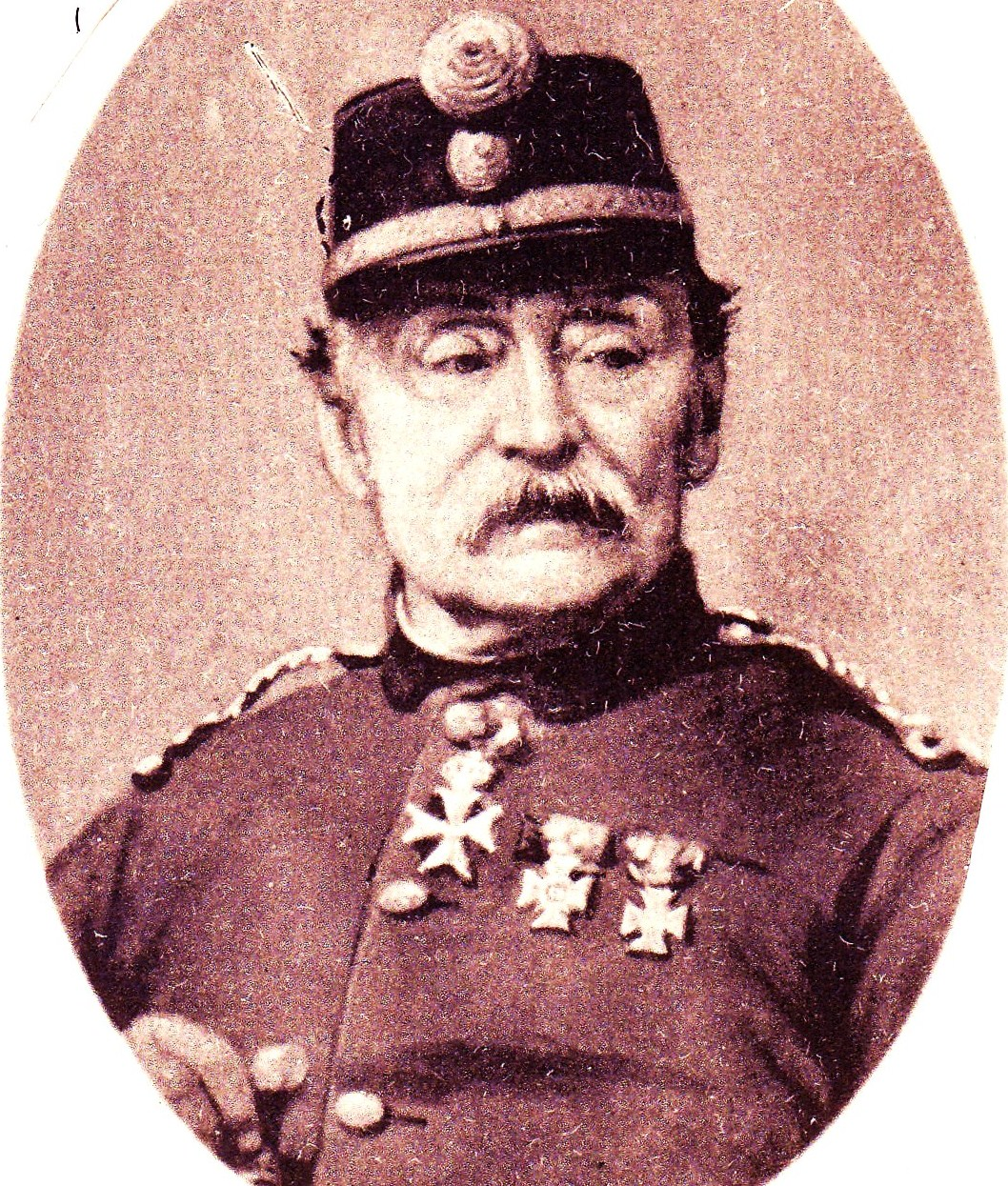
Diederik Jacobus den Beer Poortugael
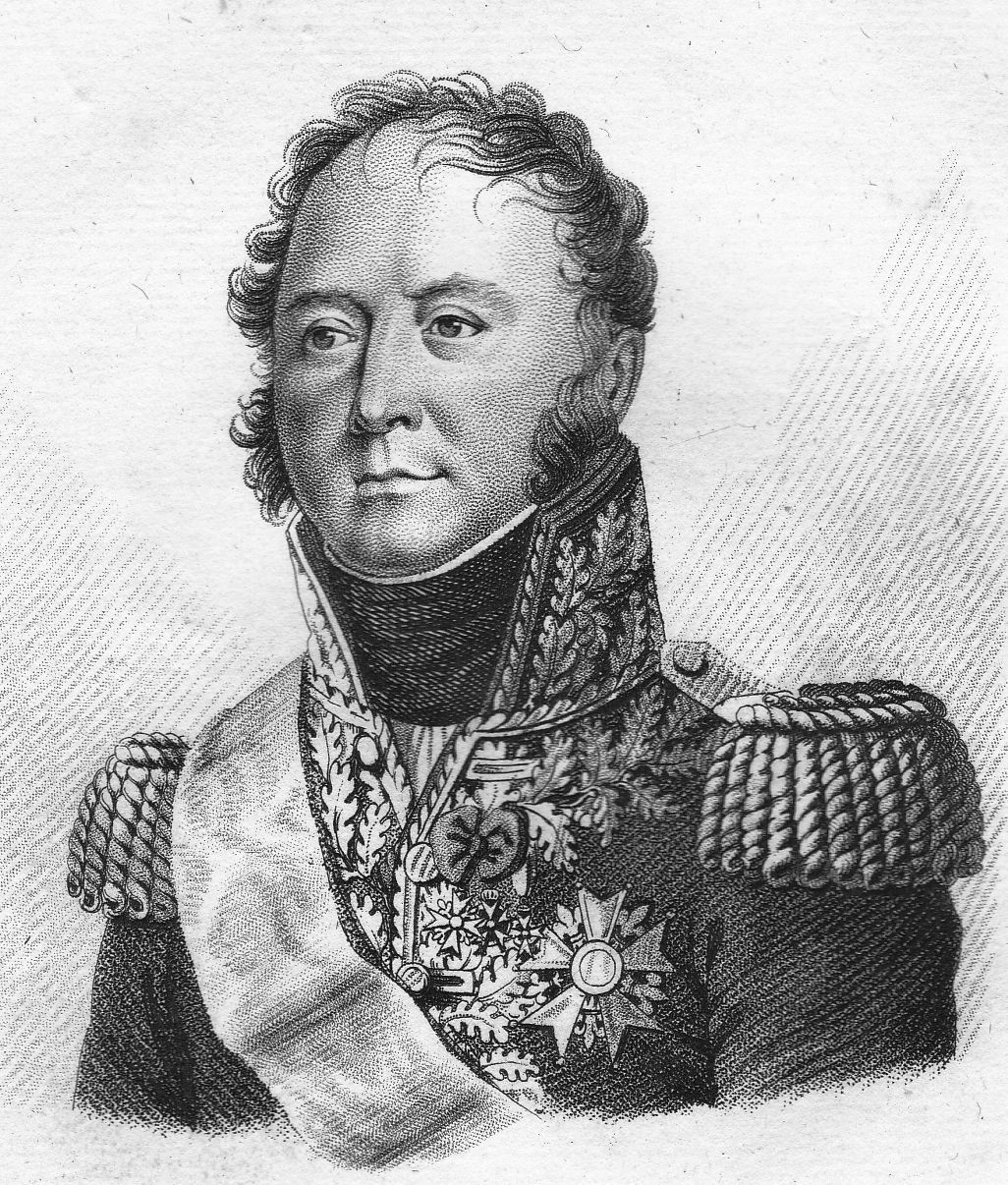
Augustin Daniel Belliard
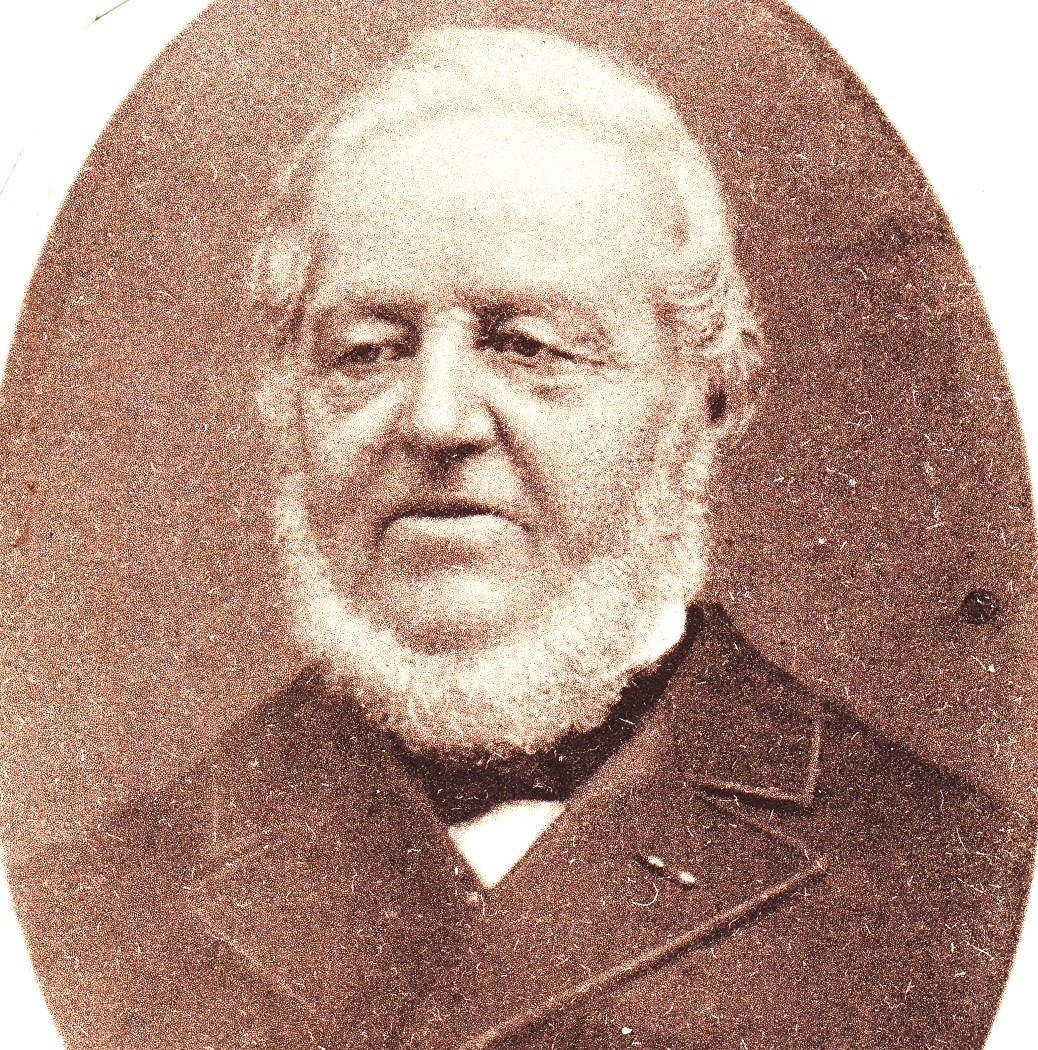
Volkier Marius François Bentinck tot Nijenhuis
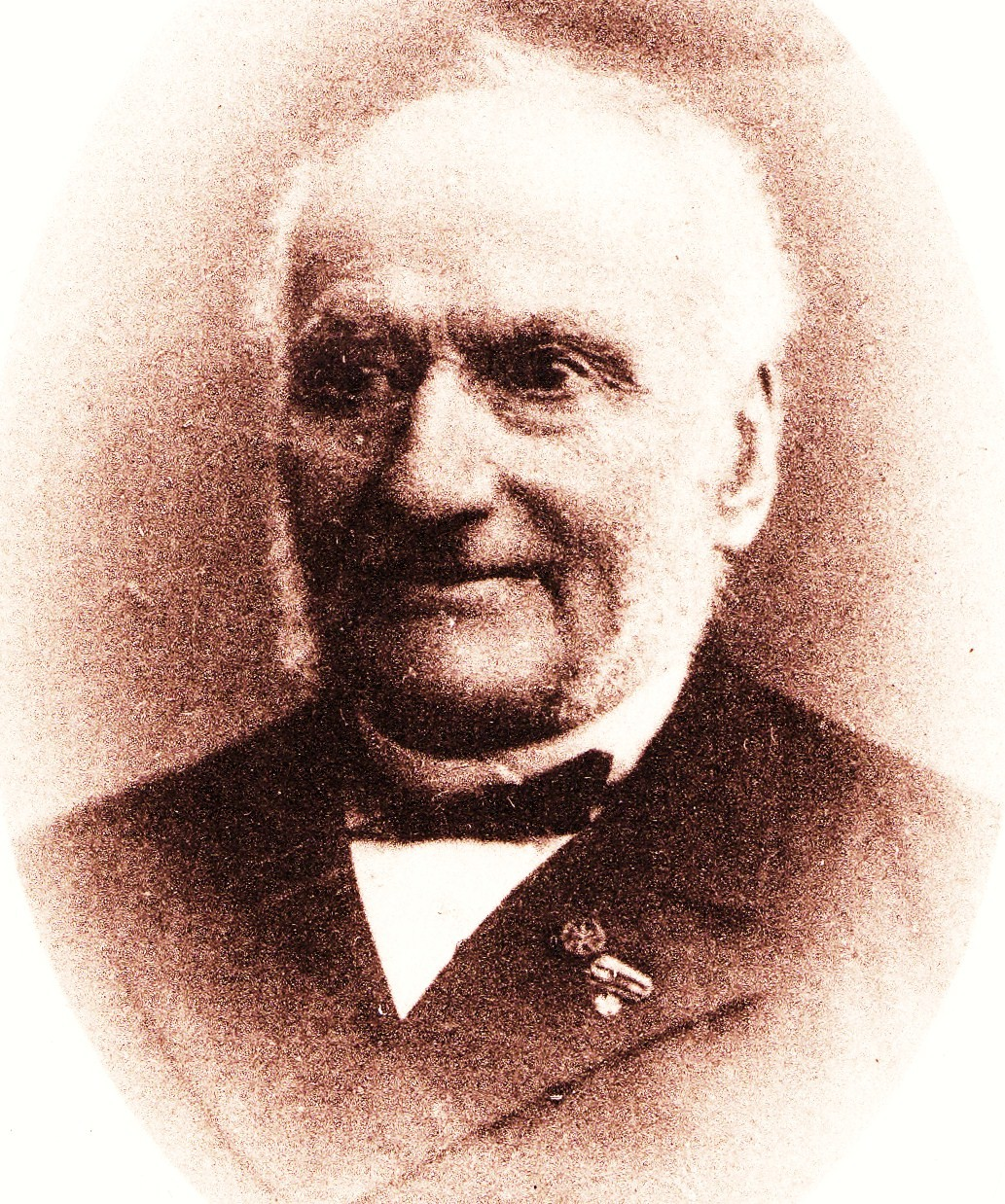
Joannes Petrus van Blarkom
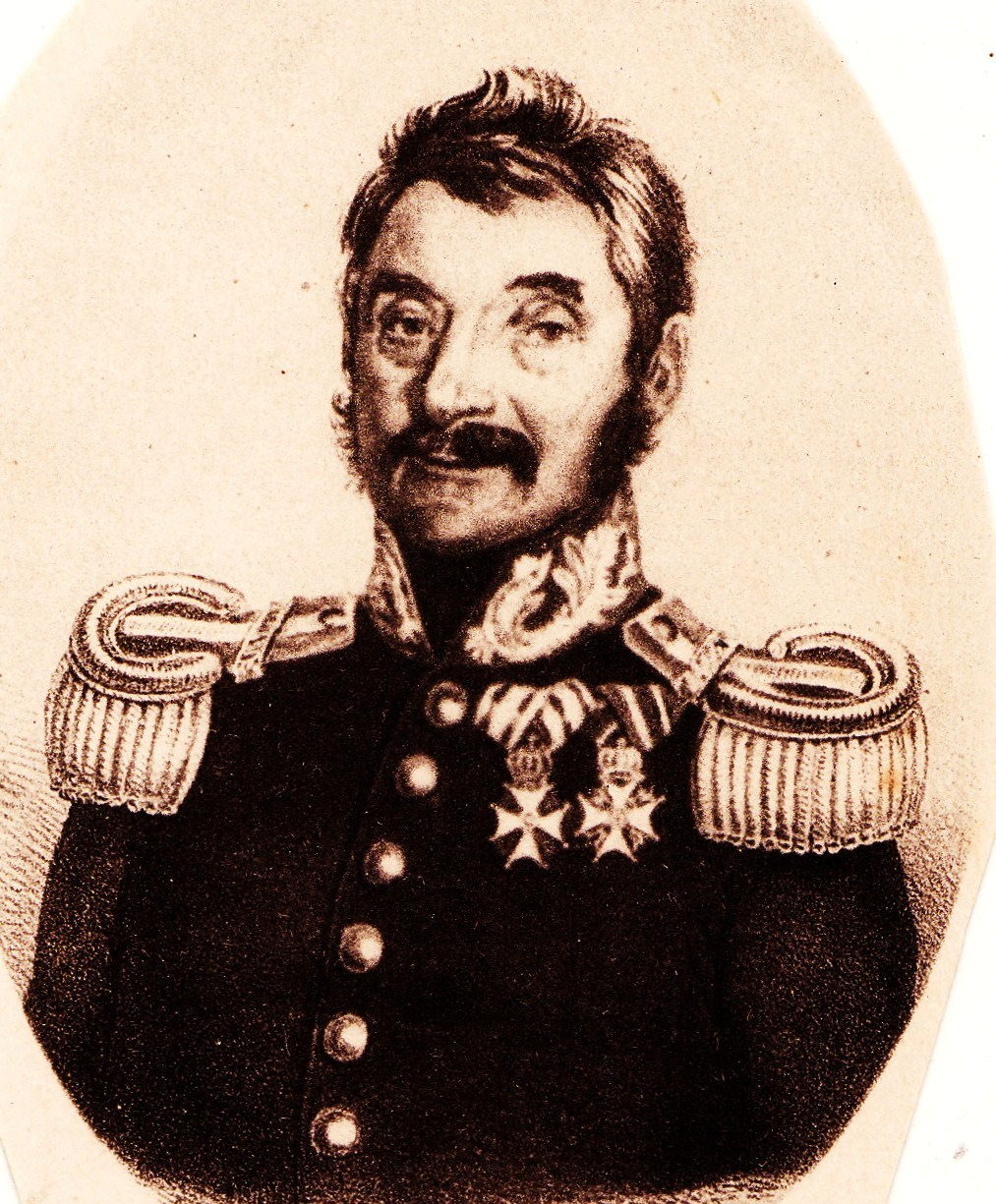
Hijbo Everdes de Boer
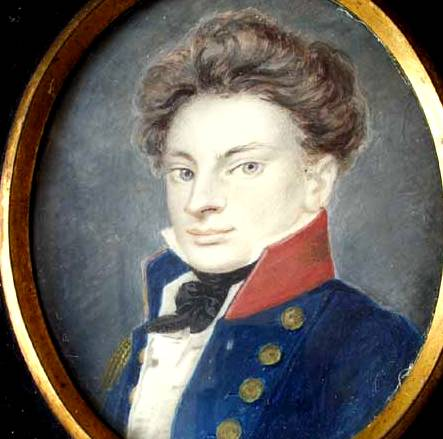
Laurens Adriaan Boers
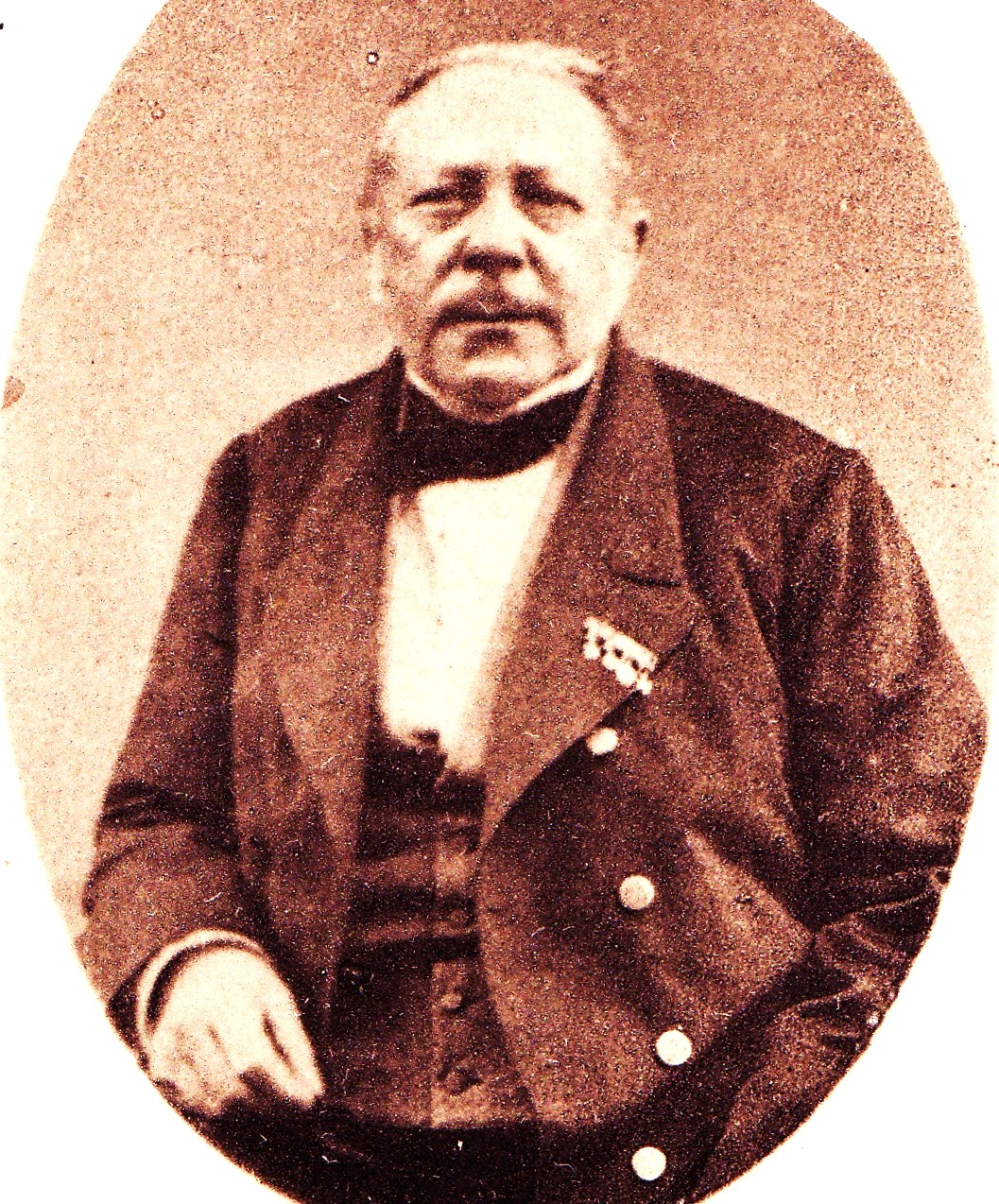
Andreas Charles van Braam Houckgeest
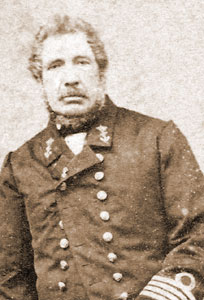
Constantijn Philippe de Brauw
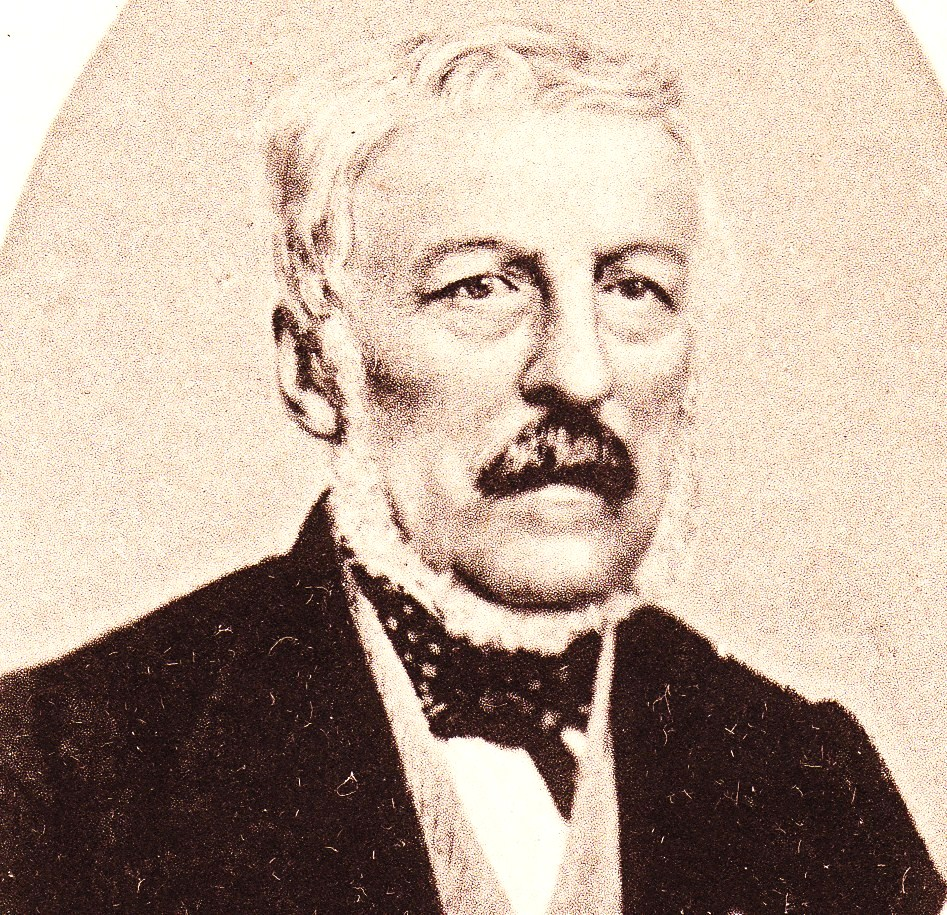
Gijsbert Carel Rutger Reinier van Brienen van Ramerus (1807-1871)
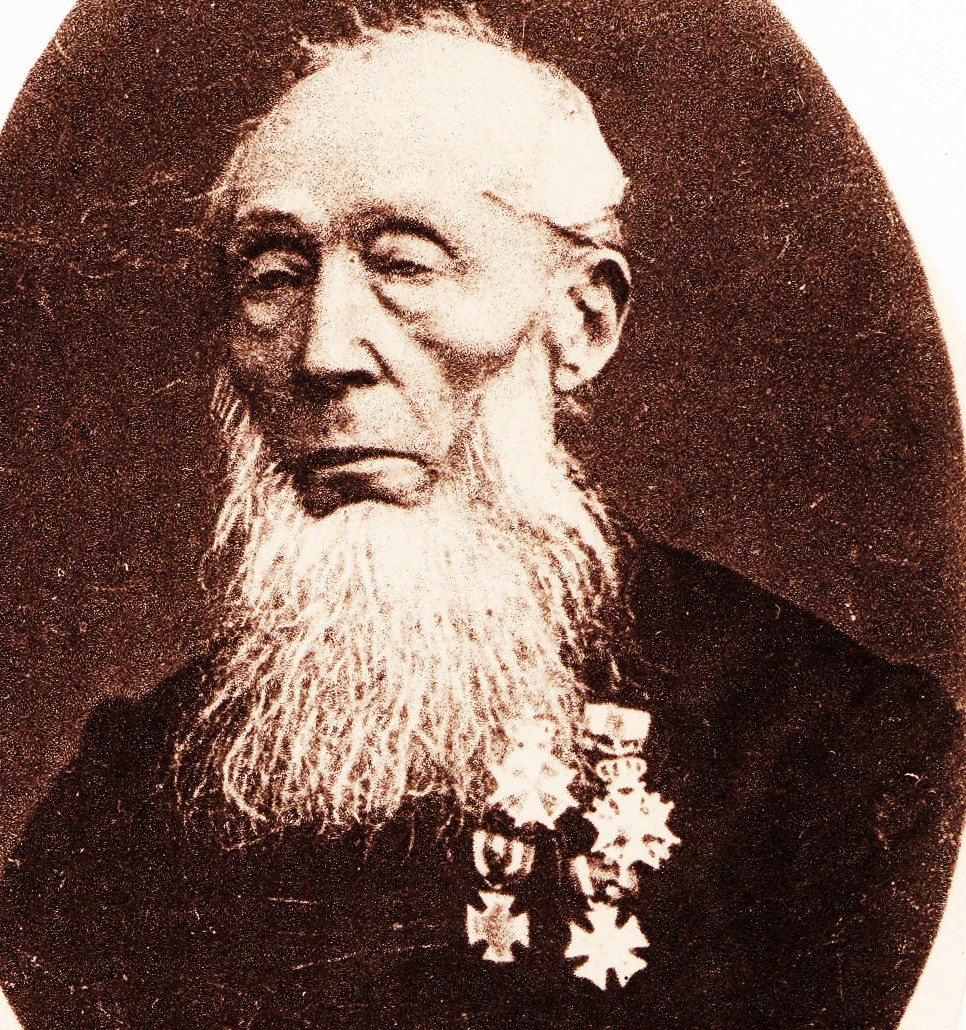
Egtbert Brinck
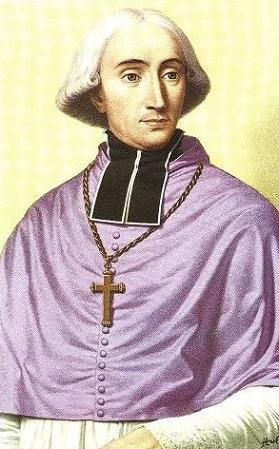
Maurice de Broglie.
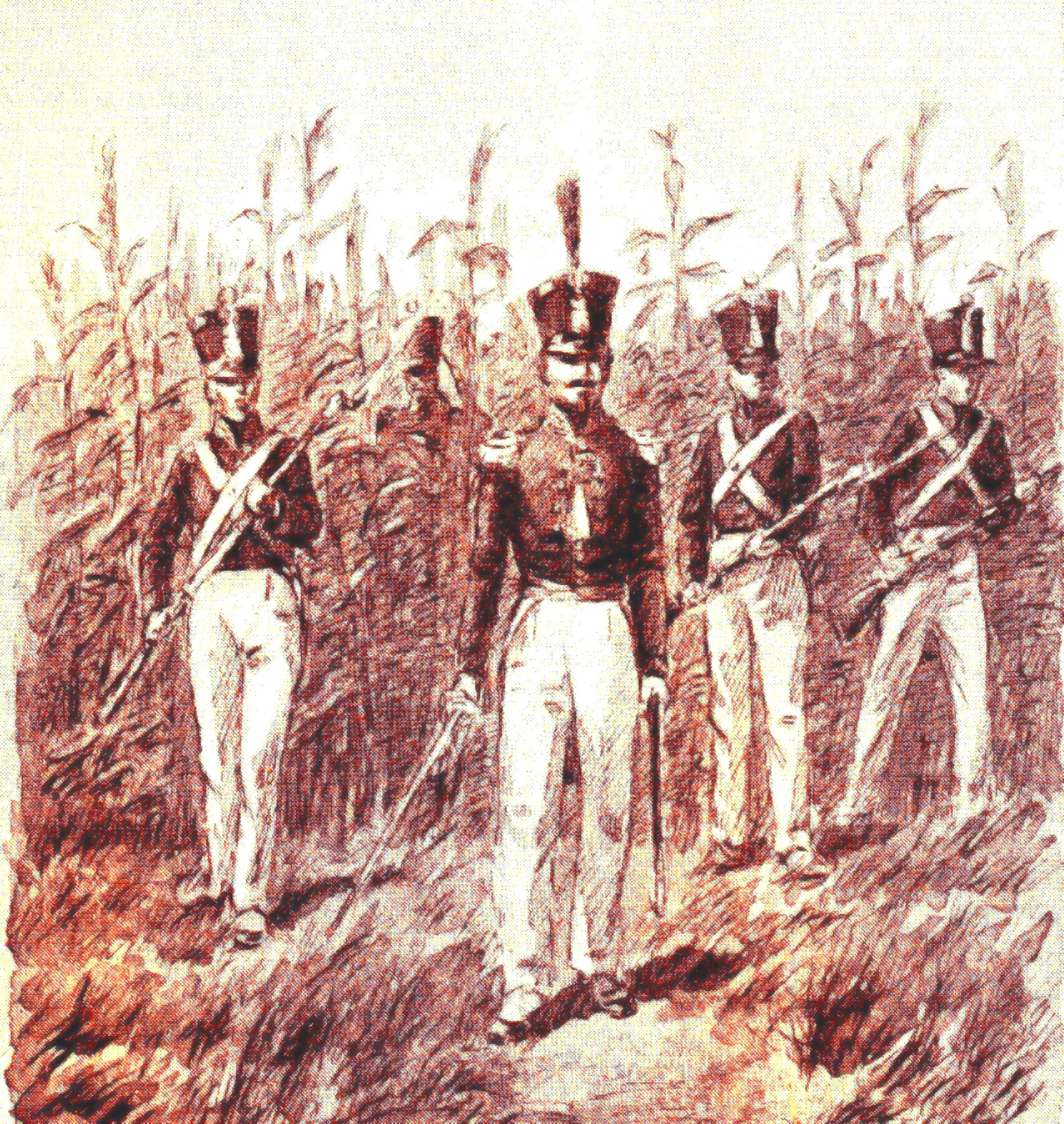
Joseph le Bron de Vexela
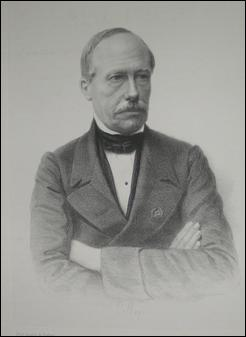
Charles de Brouckère
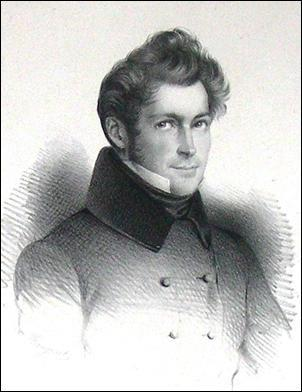
Henri de Brouckère
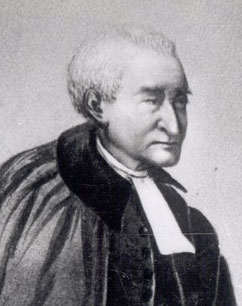
Huibert Jacobus Budding
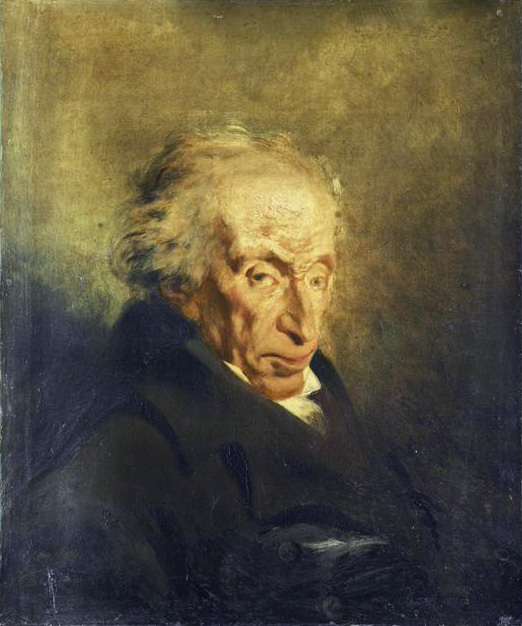
Filippo Buonarroti
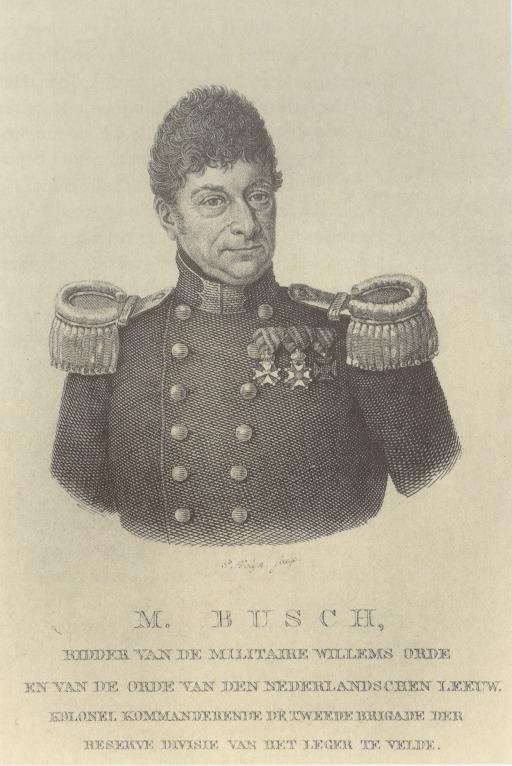
Marcus Busch
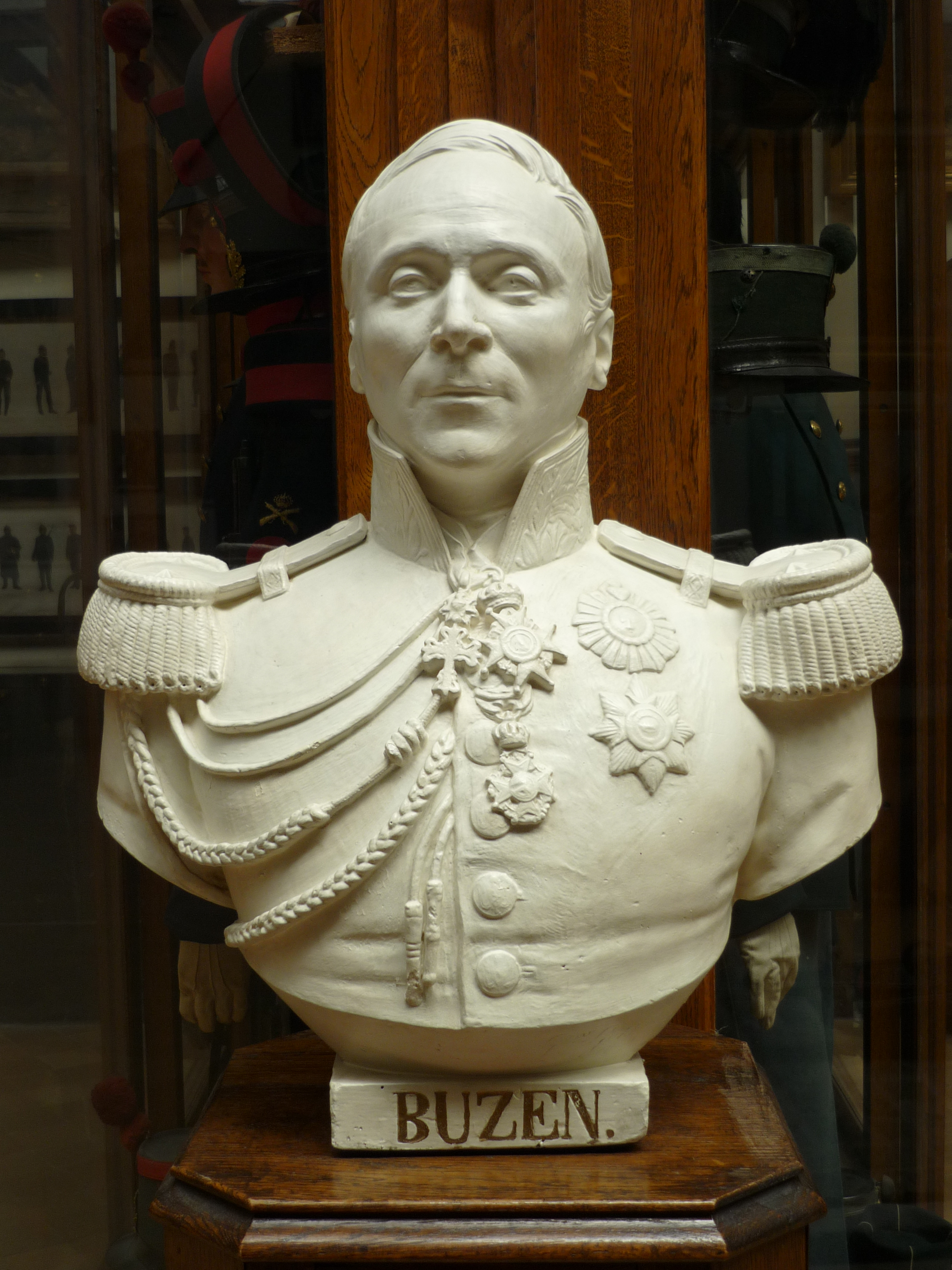
Gérard Buzen

## C
| - Antonie Cato Camerlingh - Charles Henri Frédéric van Capellen - Frederik Benjamin Alexander Philip van der Capellen - Willem Andreas de Caters - David Hendrik Chassé | - Pierre Emmanuel Félix Chazal - Pierre Francois Athanase le Cocq d'Armandville - Jan Frans Adolf Coertzen - Hendrik Conscience | - Charles Theodore Jean de Constant Rebecque - Jean Victor de Constant Rebecque - Théodore Guillaume Thierry Victor de Constant Rebecque - Willem de Constant Rebecque - Herman Hendrik Timotheus Coops - Charles Coppieters Stochove - Jean-Baptiste Coppieters 't Wallant - José de Coppin |

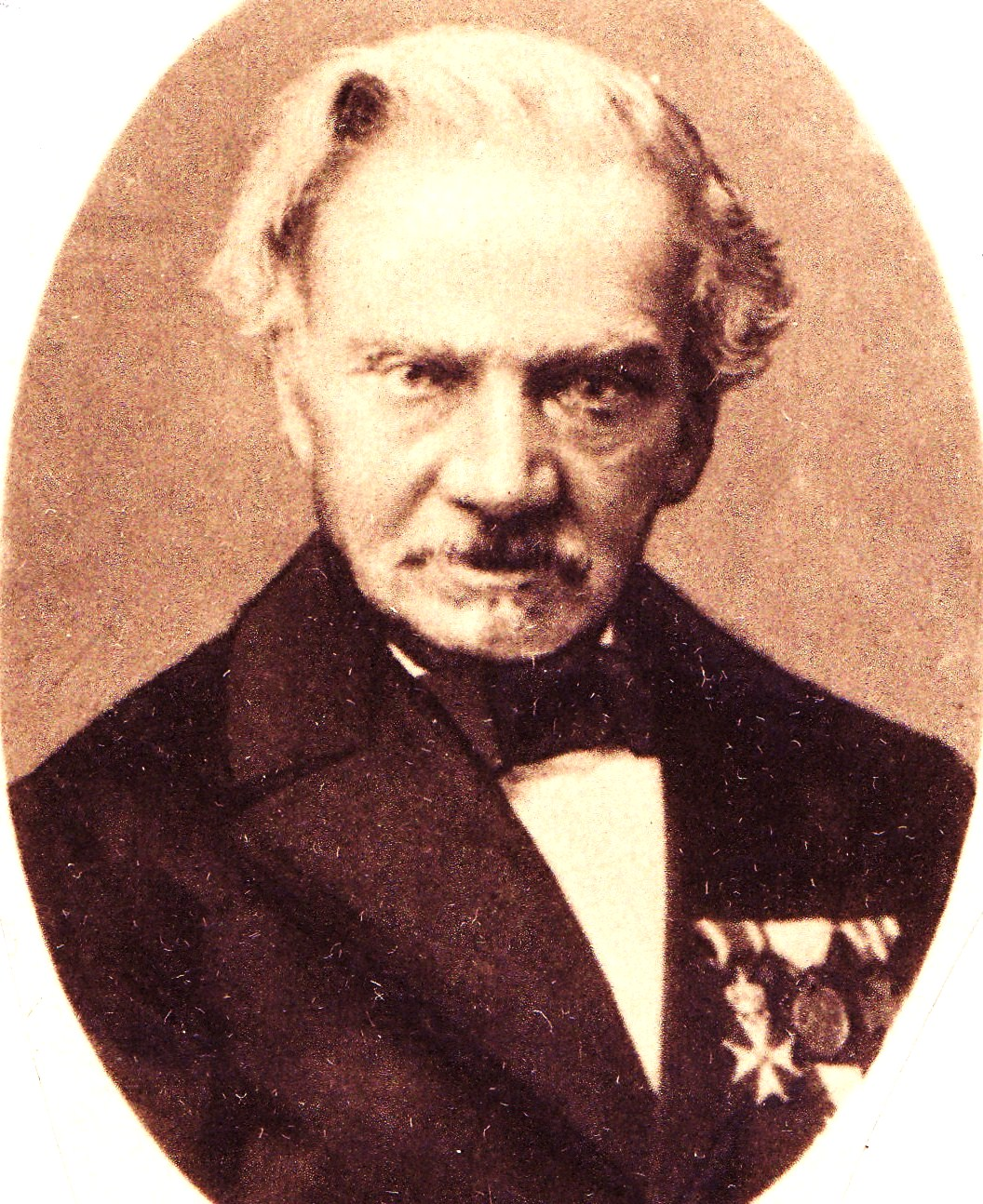
Antonie Cato Camerlingh
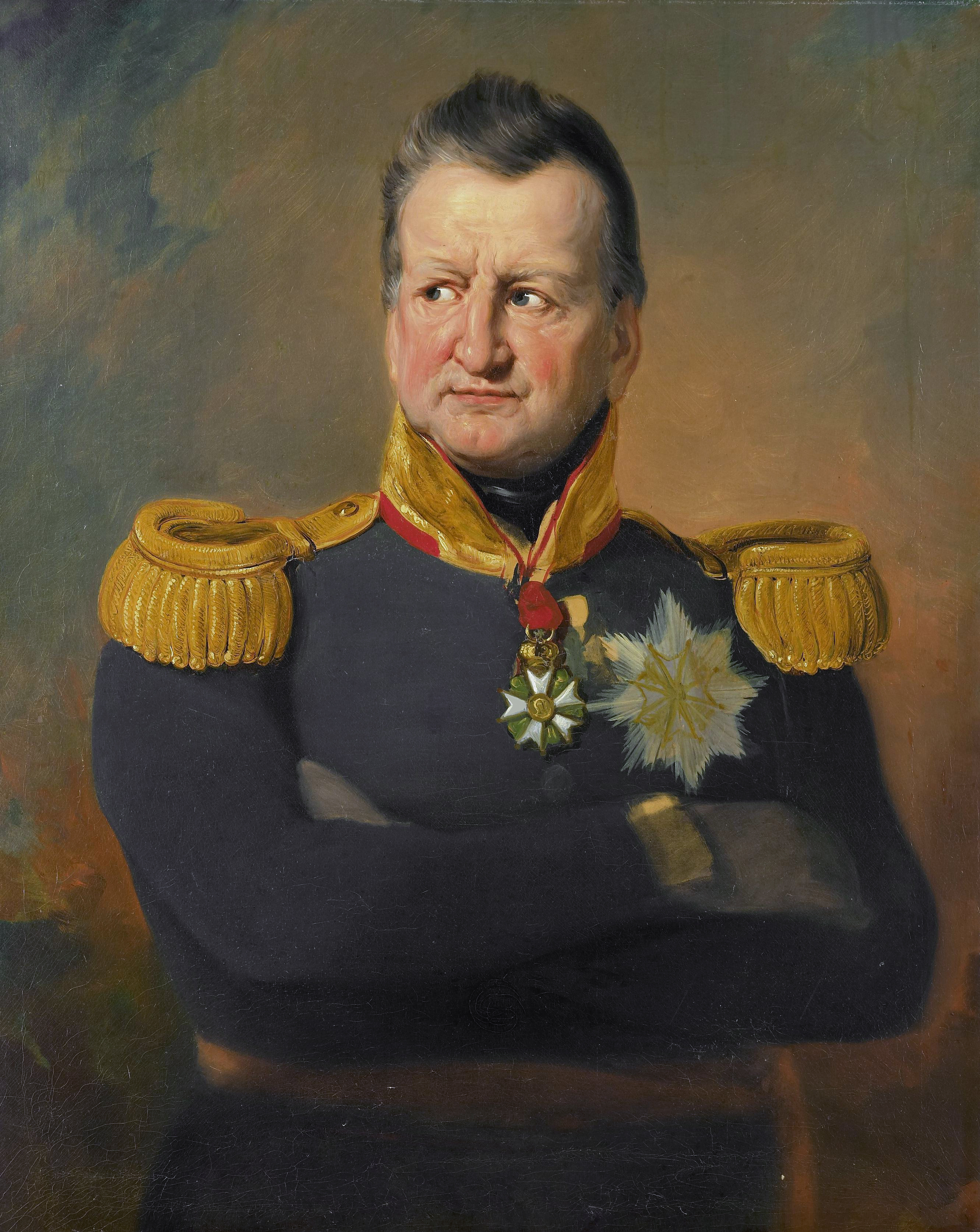
David Hendrik Chassé
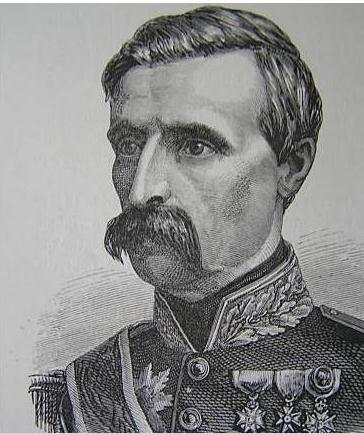
Pierre Emmanuel Félix Chazal
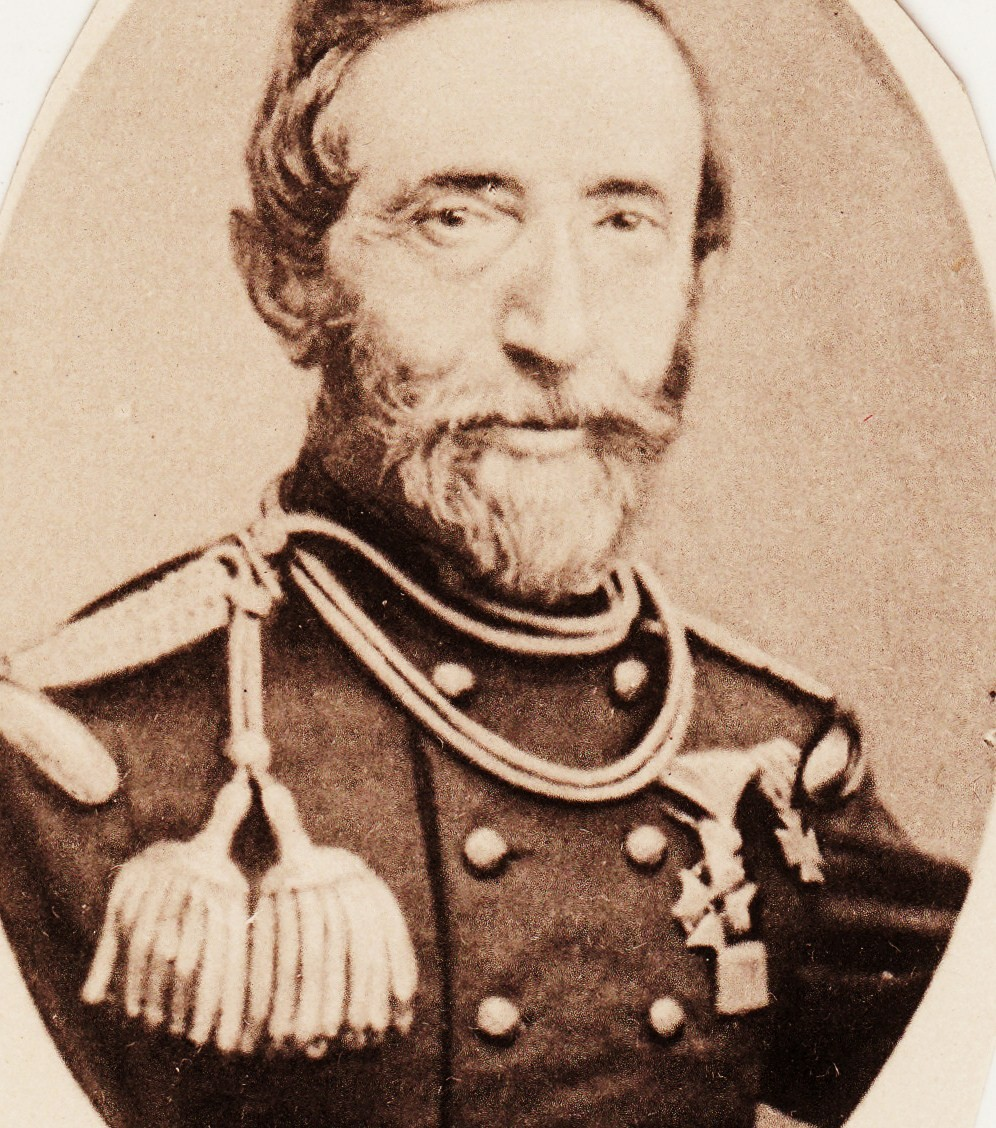
Pierre Francois Athanase le Cocq d'Armandville
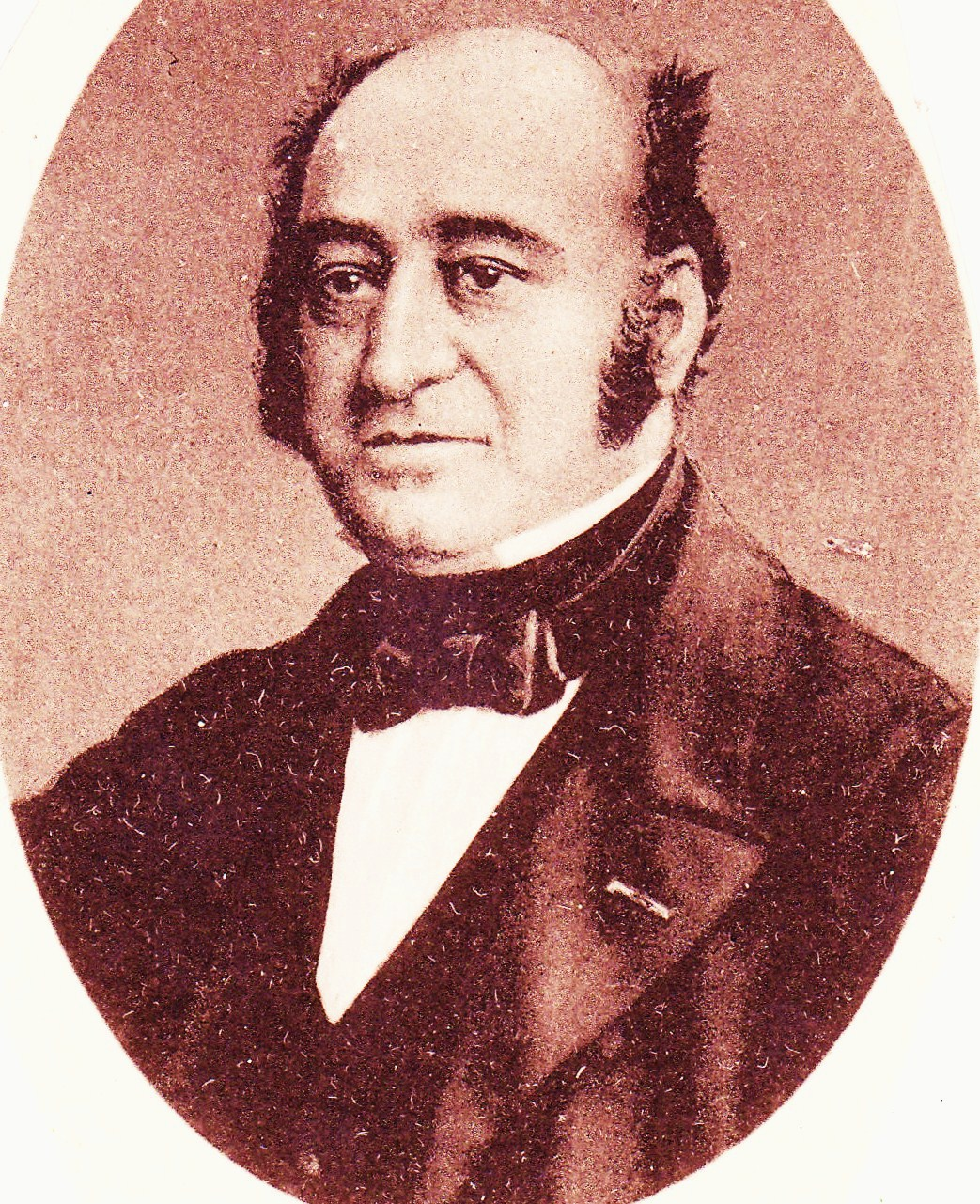
Jan Frans Adolf Coertzen
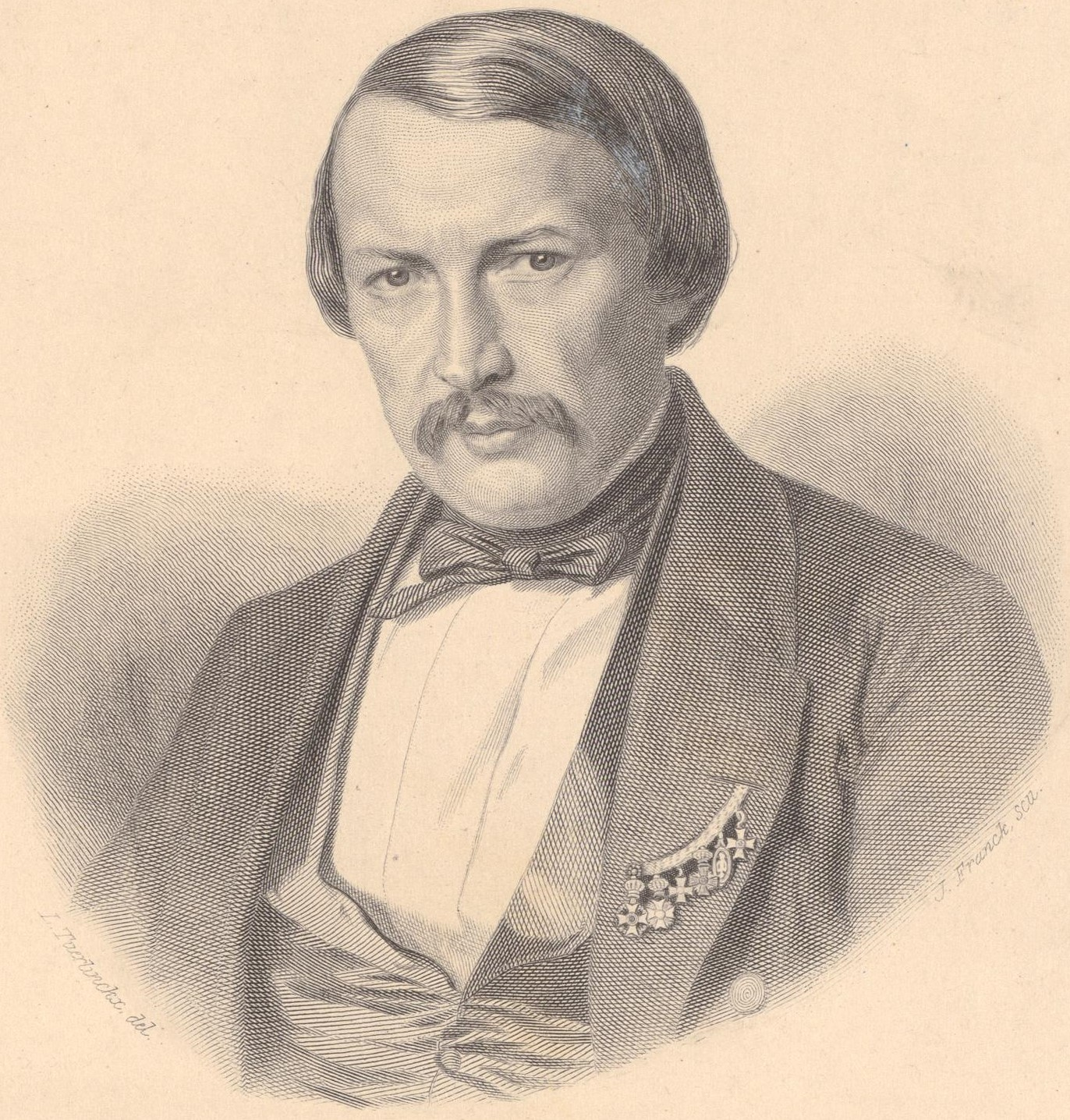
Hendrik Conscience
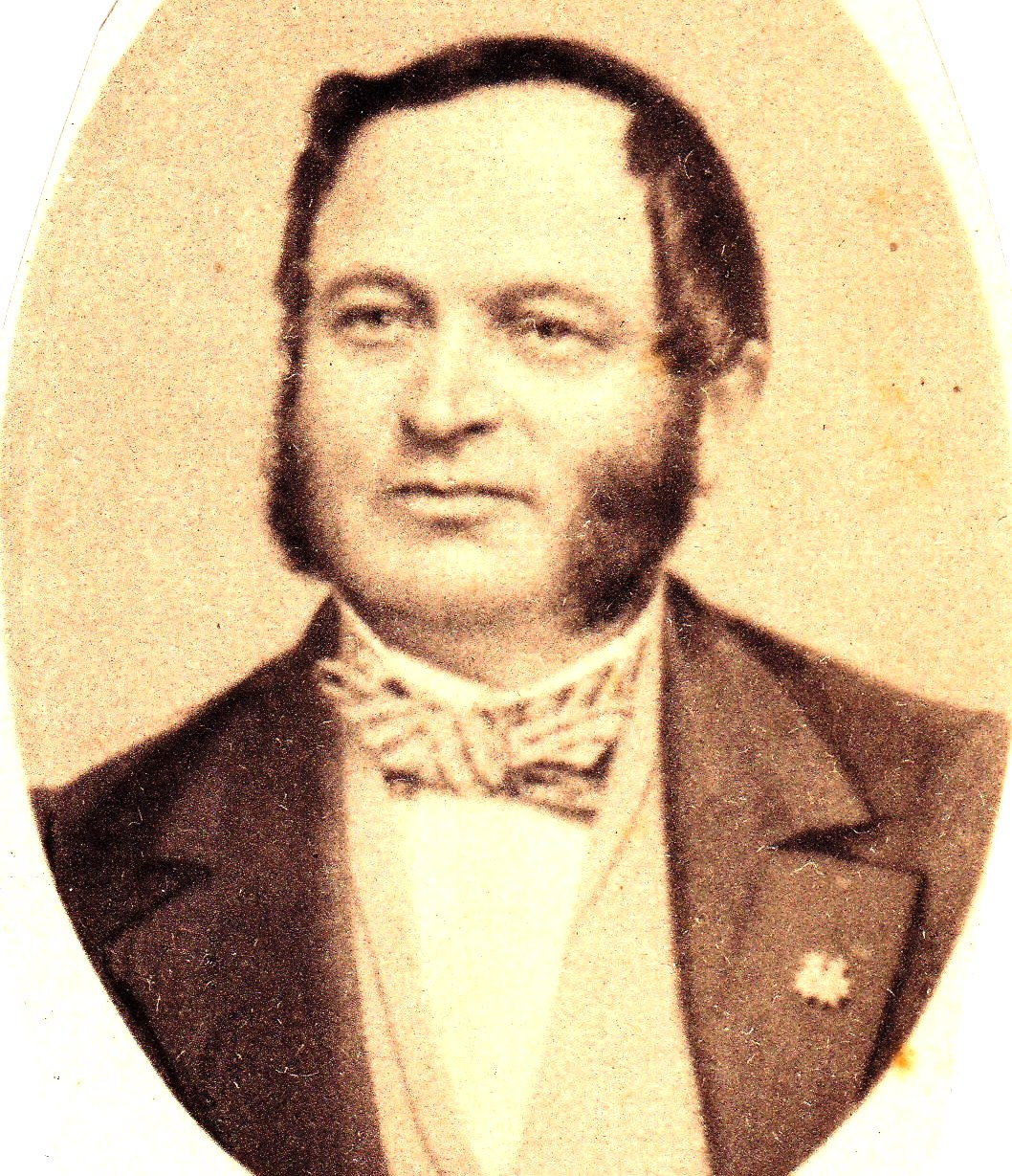
Charles Theodore Jean de Constant Rebecque
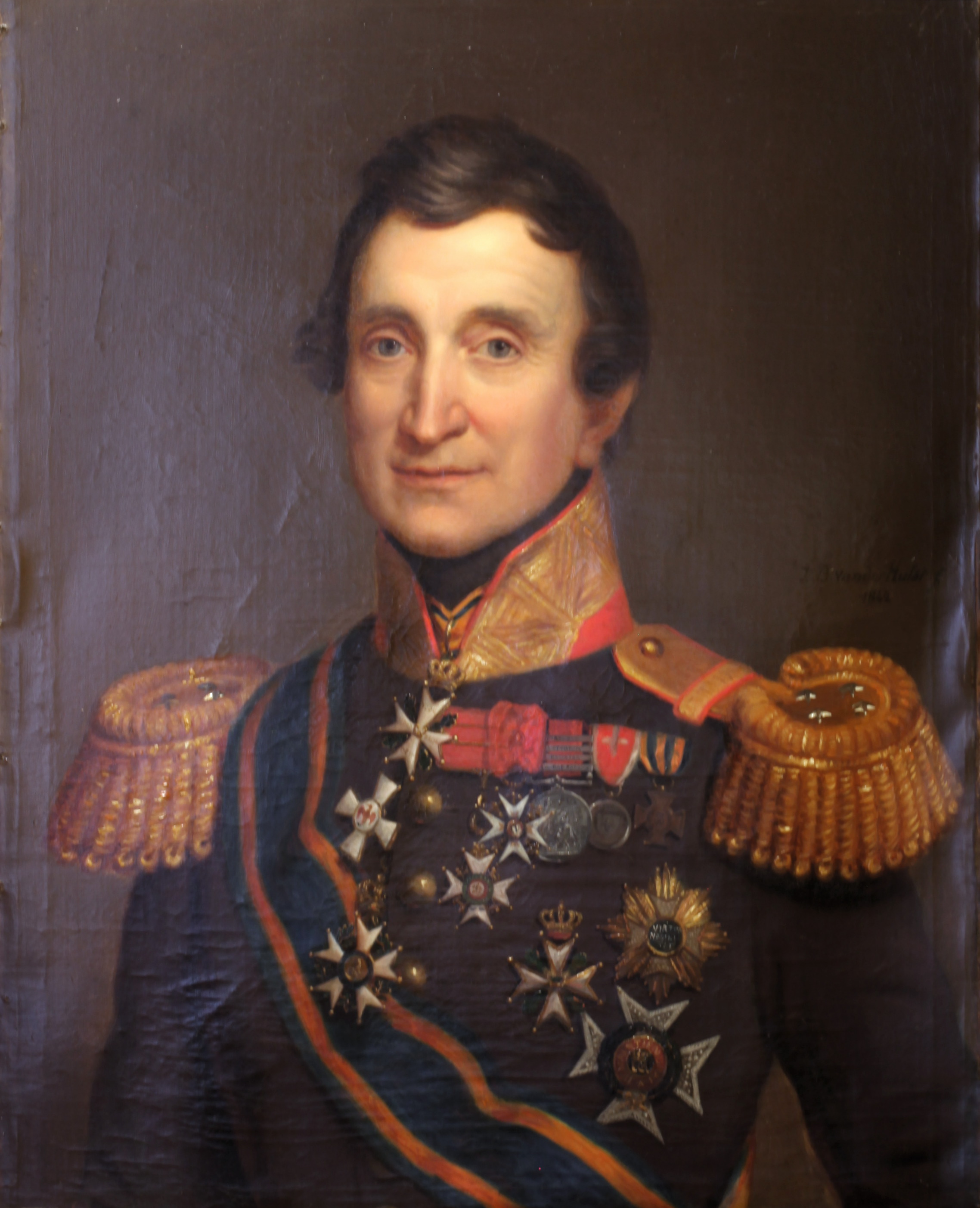
Jean Victor de Constant Rebecque
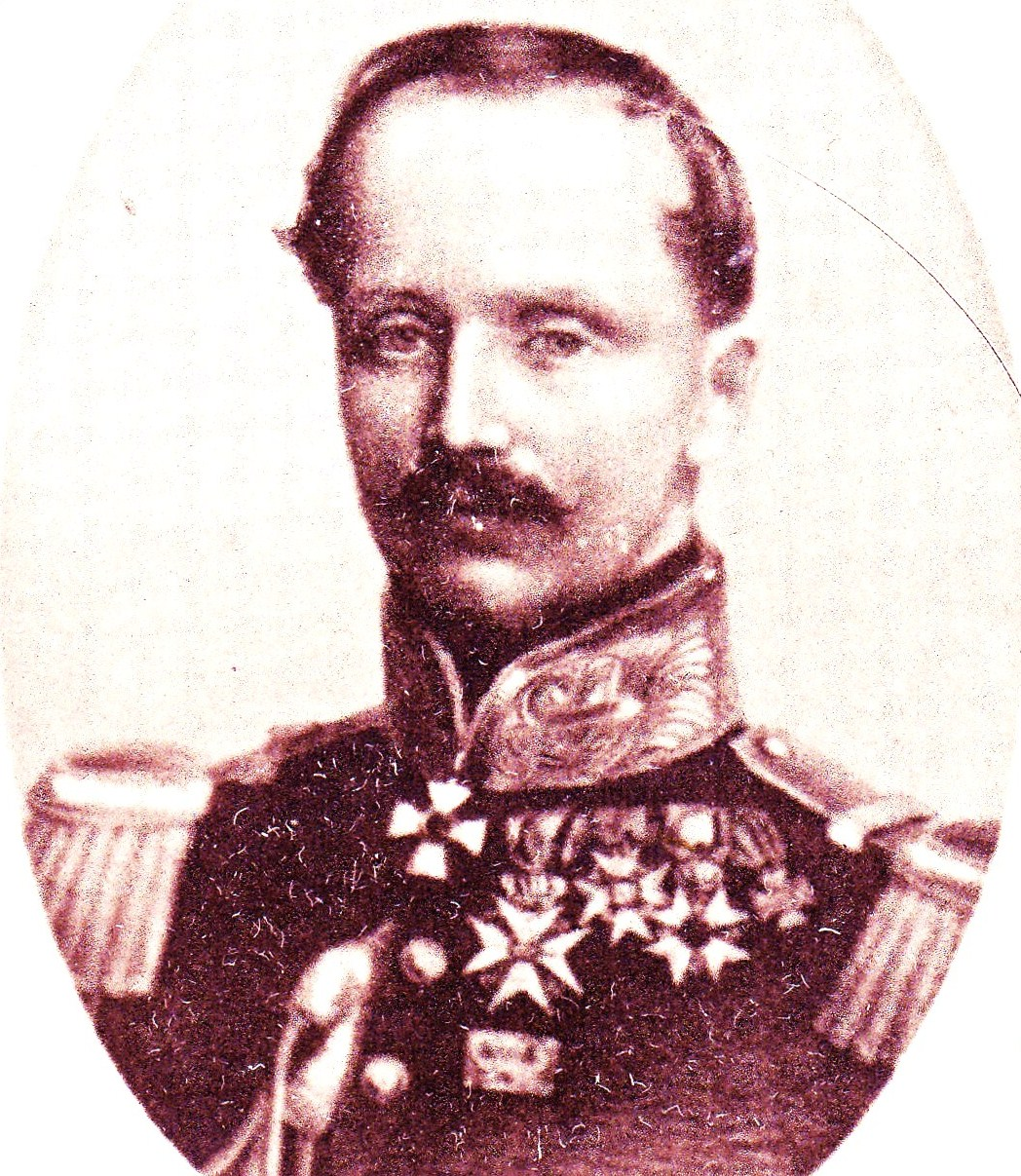
Théodore Guillaume Thierry Victor de Constant Rebecque
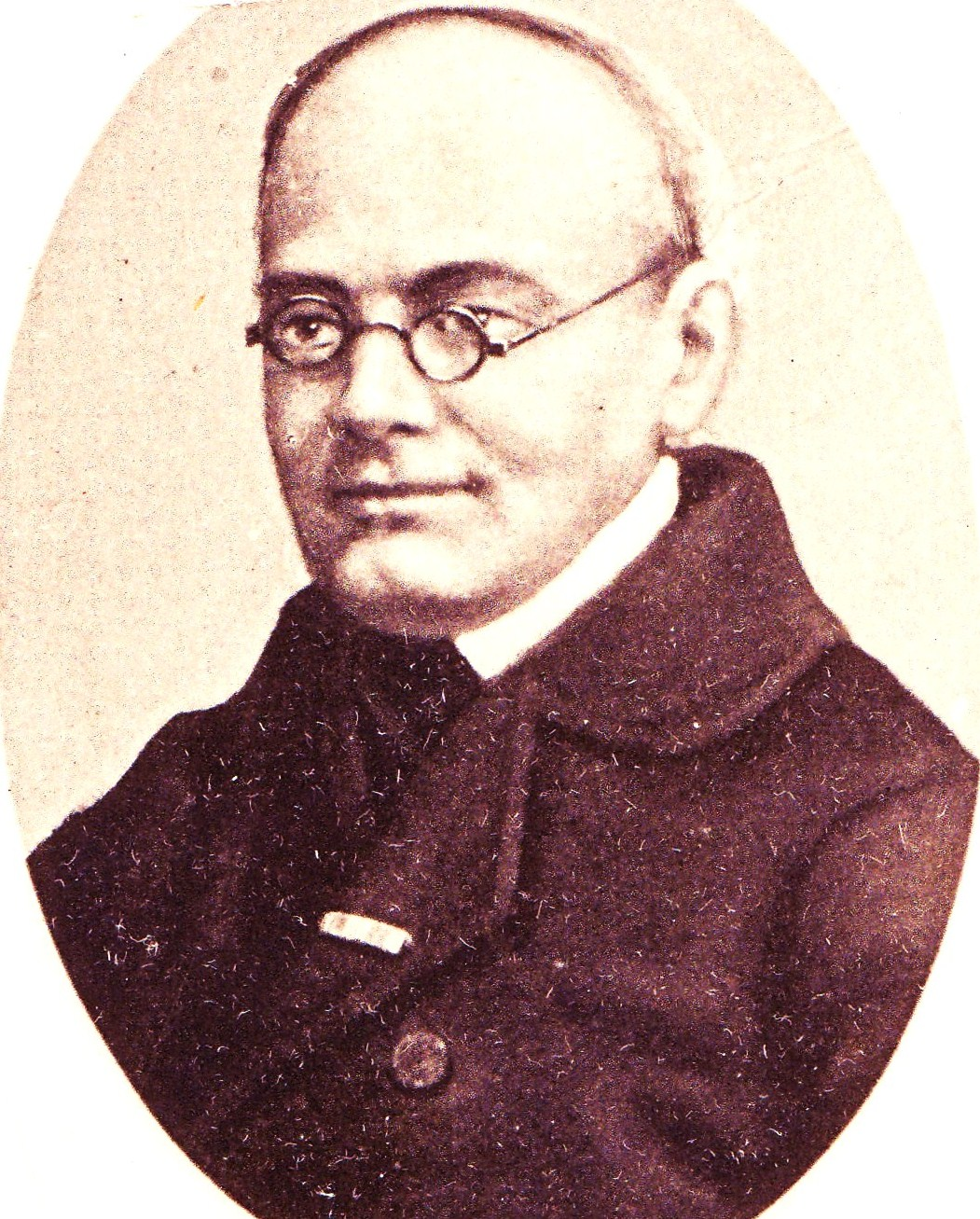
Willem de Constant Rebecque
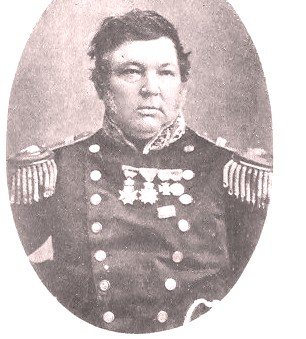
Herman Hendrik Timotheus Coops
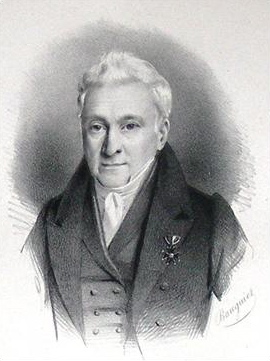
Charles Coppieters Stochove
Jean-Baptiste Coppieters 't Wallant

## D
| - Nicolas Joseph Daine - Germinal Pierre Dandelin - Alexandre Dechet | - Isaac Paul Delprat - Paul Devaux - Tell Emile Dinaux - Willem Hendrik Doorman - Leonard Van Dorpe | - Edouard Ducpétiaux - Jean François Dumonceau - Hendrik Frederik Karel Duycker |

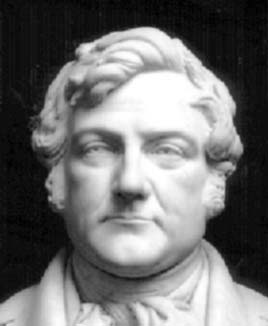
Germinal Pierre Dandelin
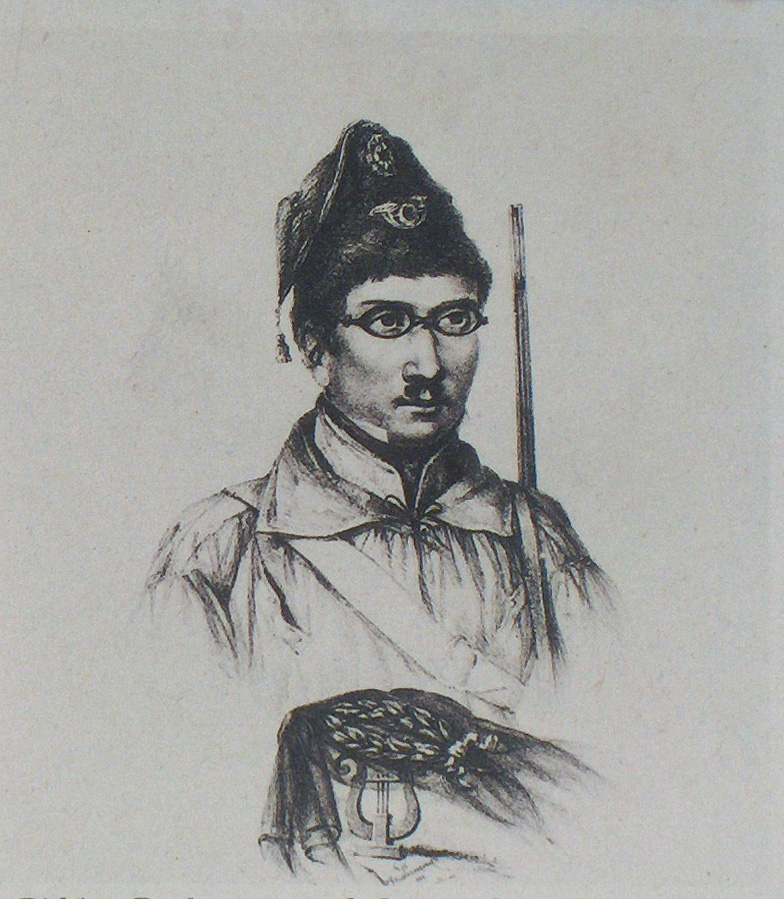
Alexandre Dechet
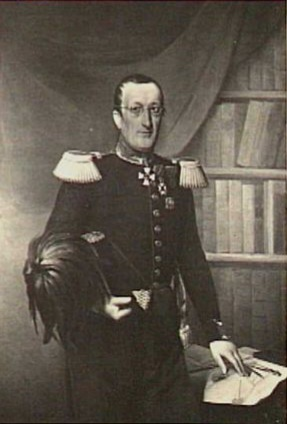
Isaac Paul Delprat
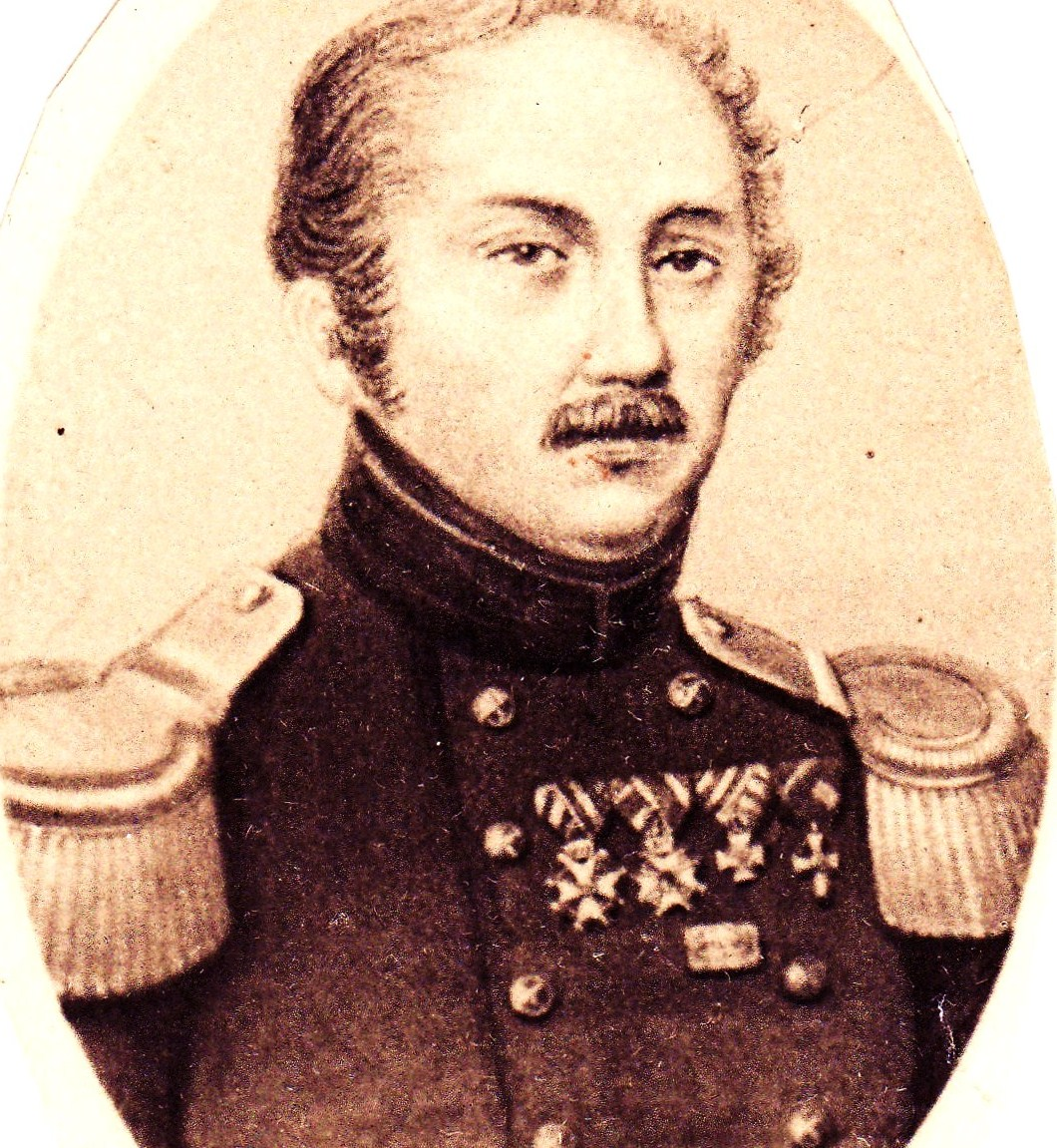
Tell Emile Dinaux
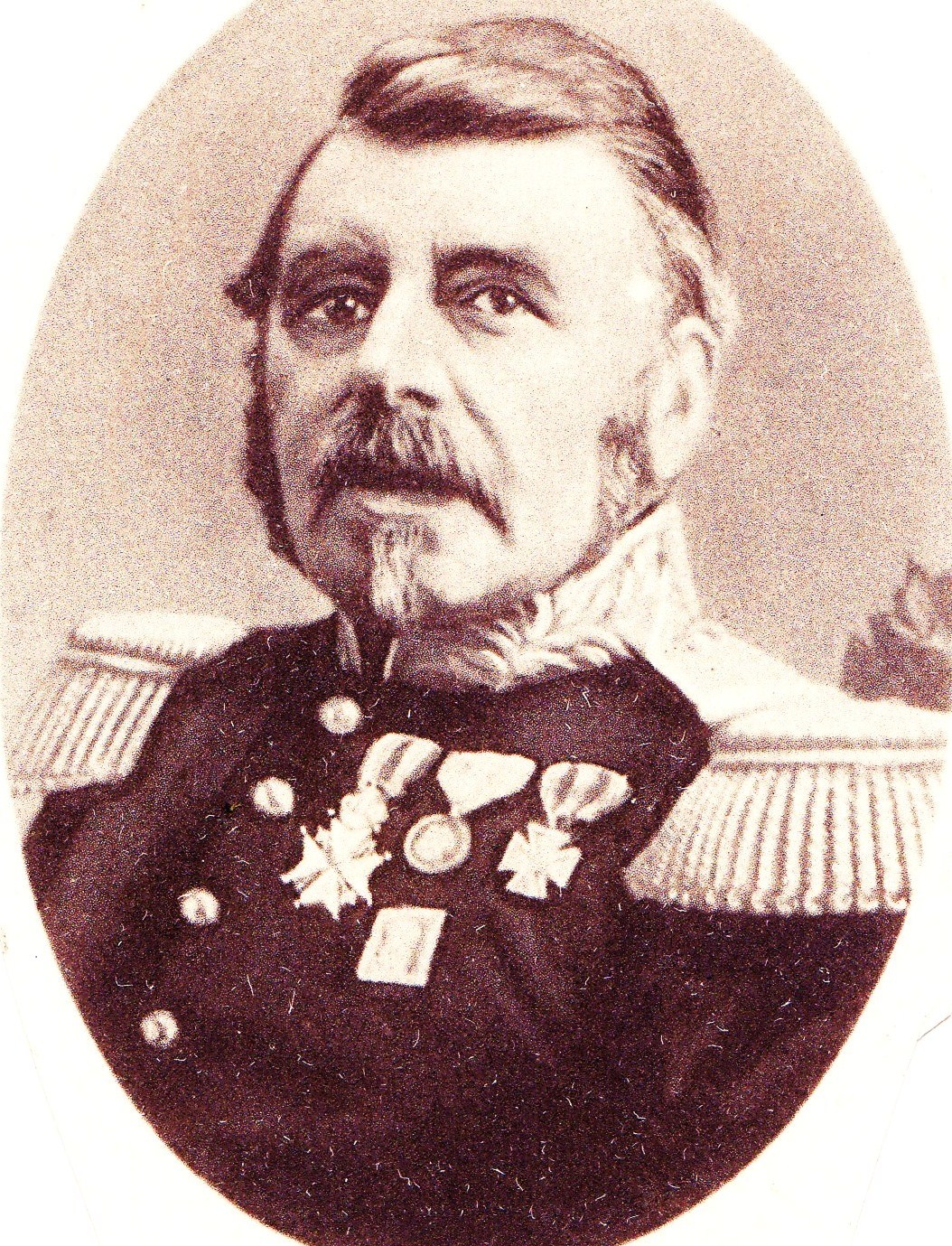
Willem Hendrik Doorman
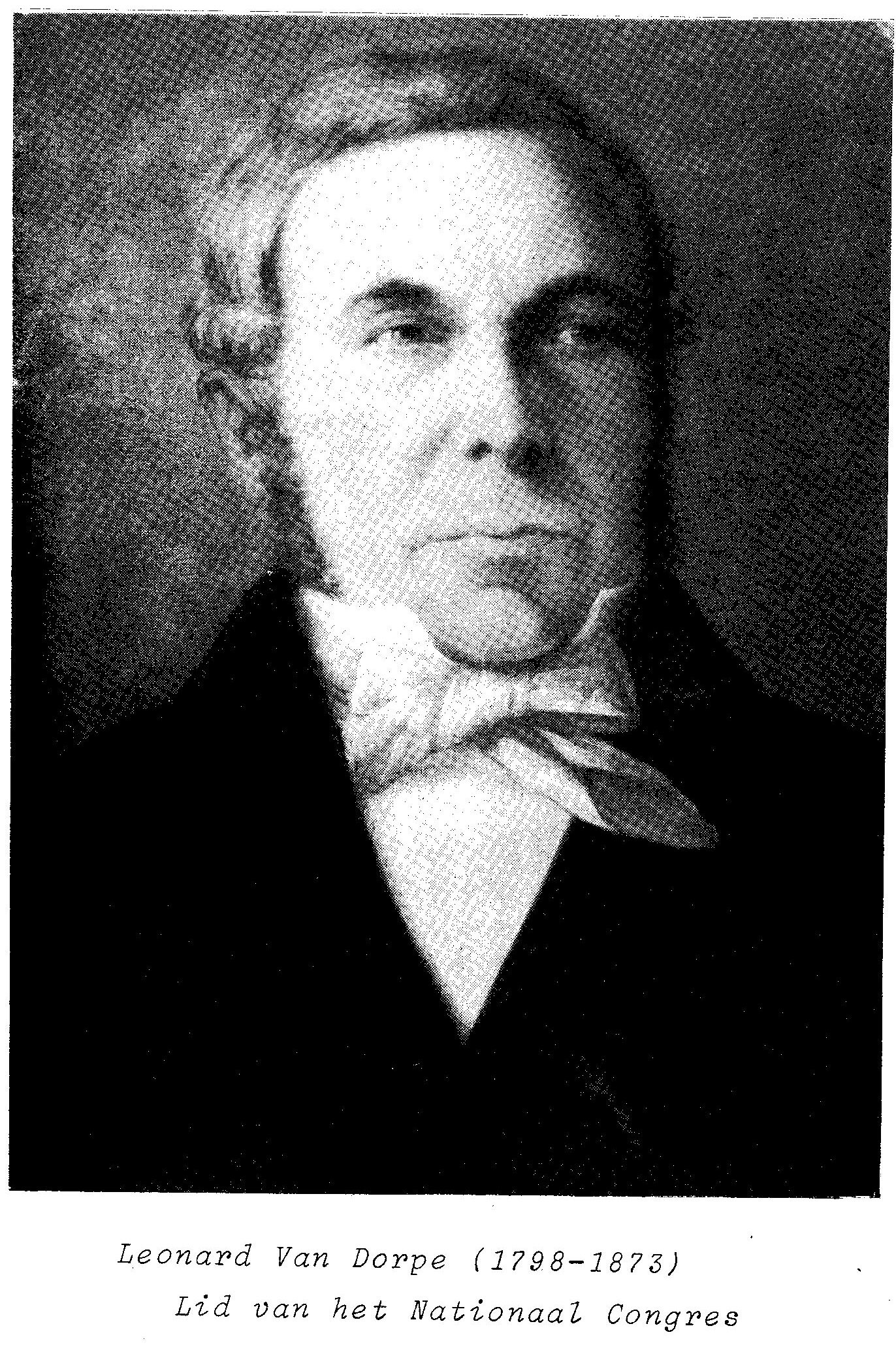
Leonard Van Dorpe
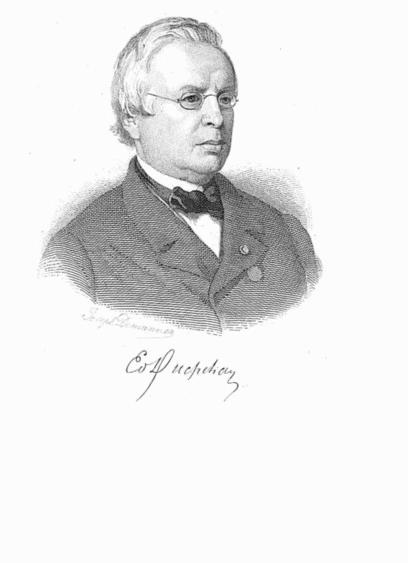
Edouard Ducpétiaux
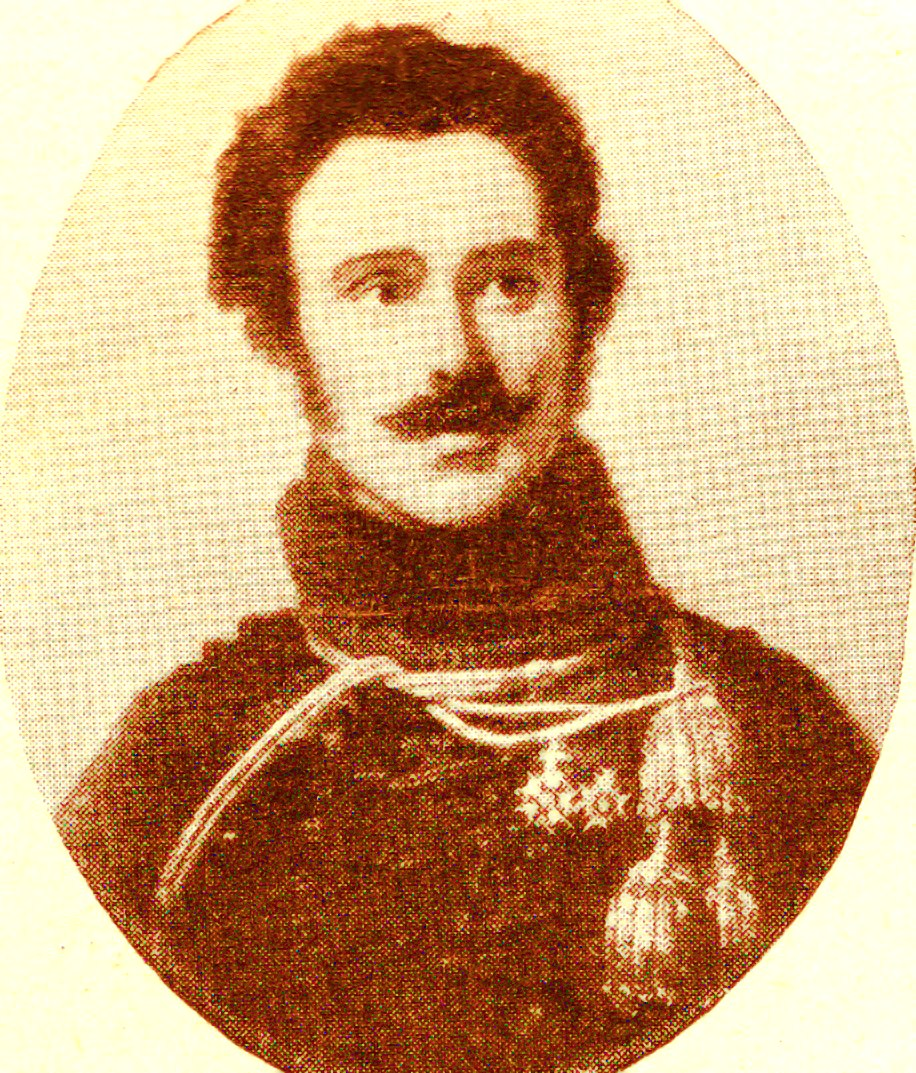
Jean François Dumonceau
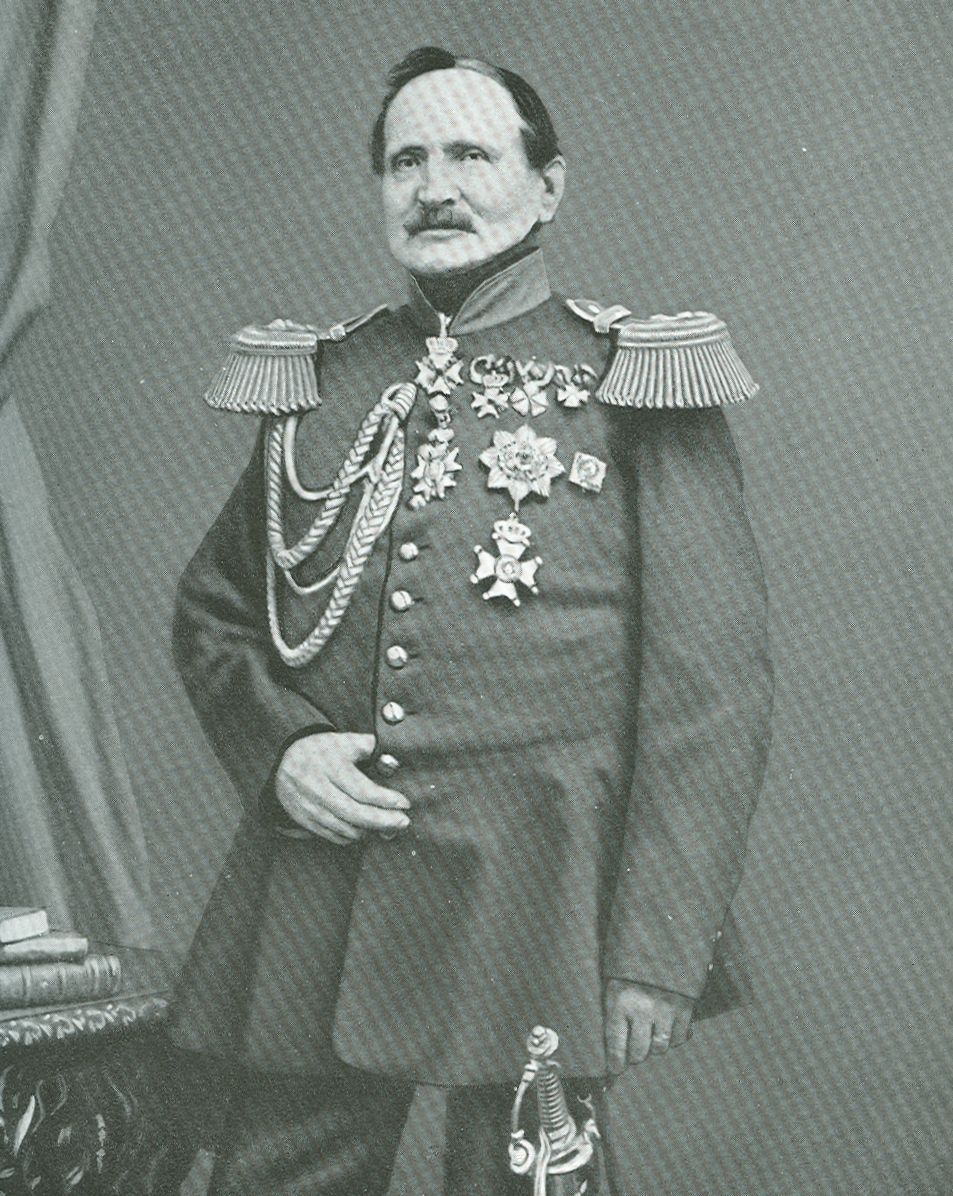
Hendrik Frederik Karel Duycker

## E
| - Pieter Jacob Elout van Soeterwoude | - Jacob Nicolaes Everts |

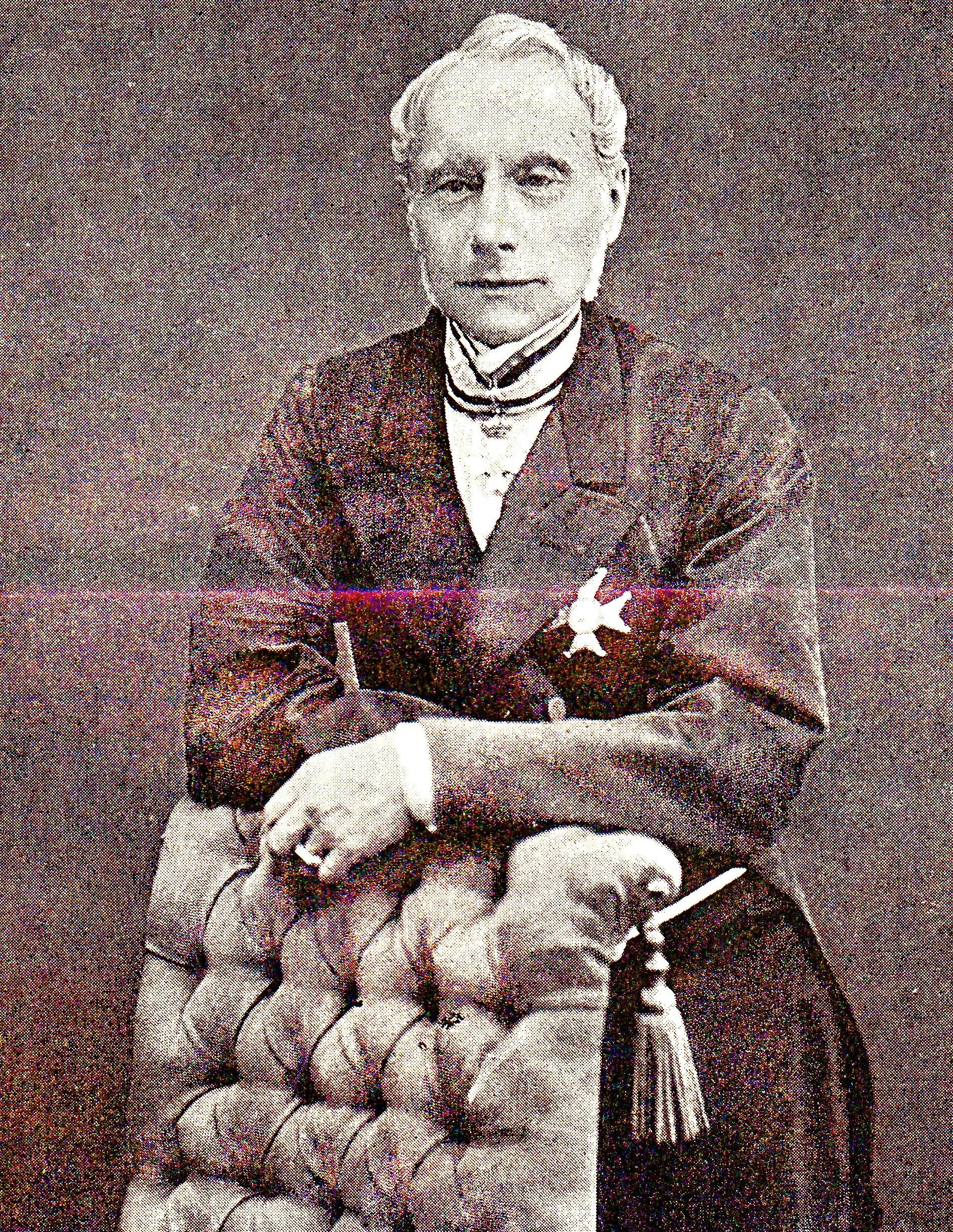
Pieter Jacob Elout van Soeterwoude
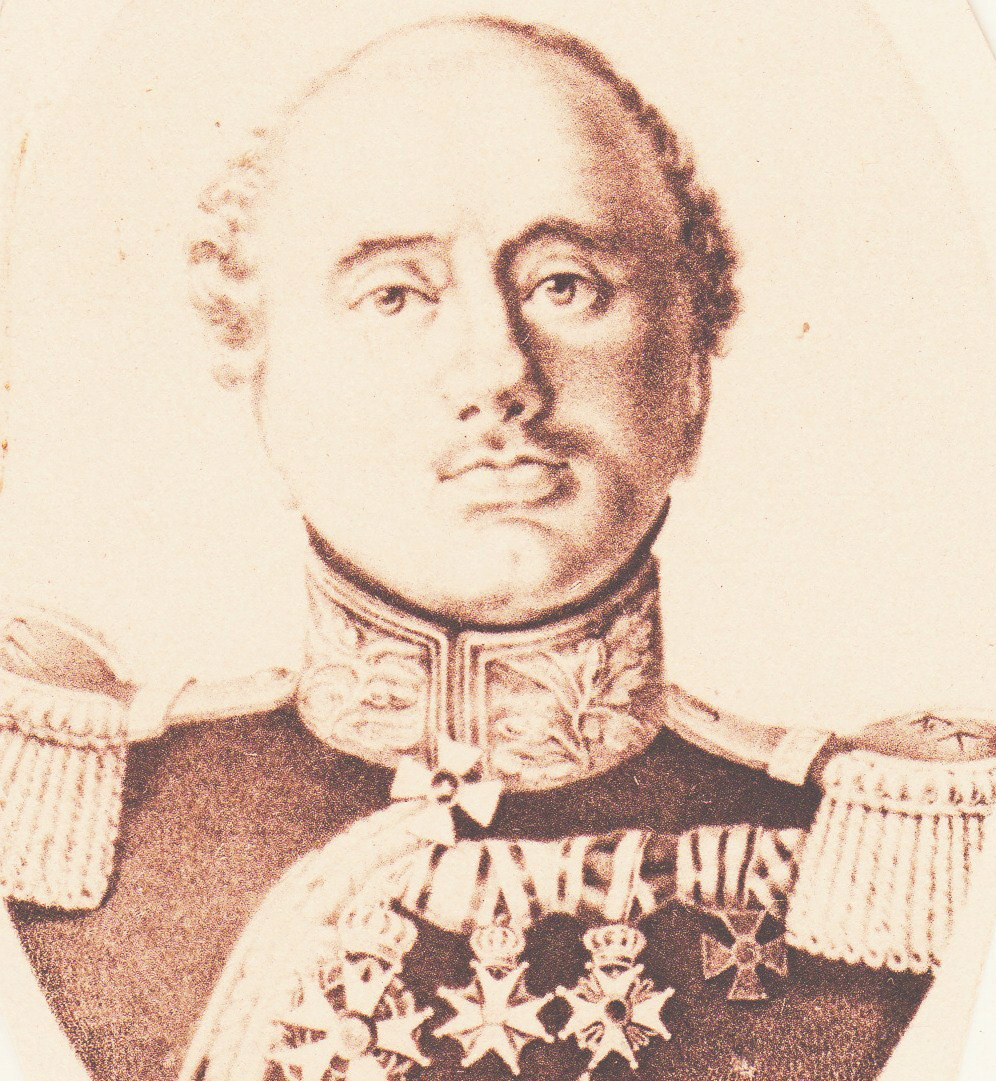
Jacob Nicolaes Everts

## F
| - Gerhardus Fabius - Gerhard Jan Fabius | - Toussaint Fafchamps - Leo de Foere - Gaspard-Théodore-Ignace de la Fontaine | - Hendrik Forstner van Dambenoy - Diderik Anne de Fremery - Frederik Willem Freudenberg |

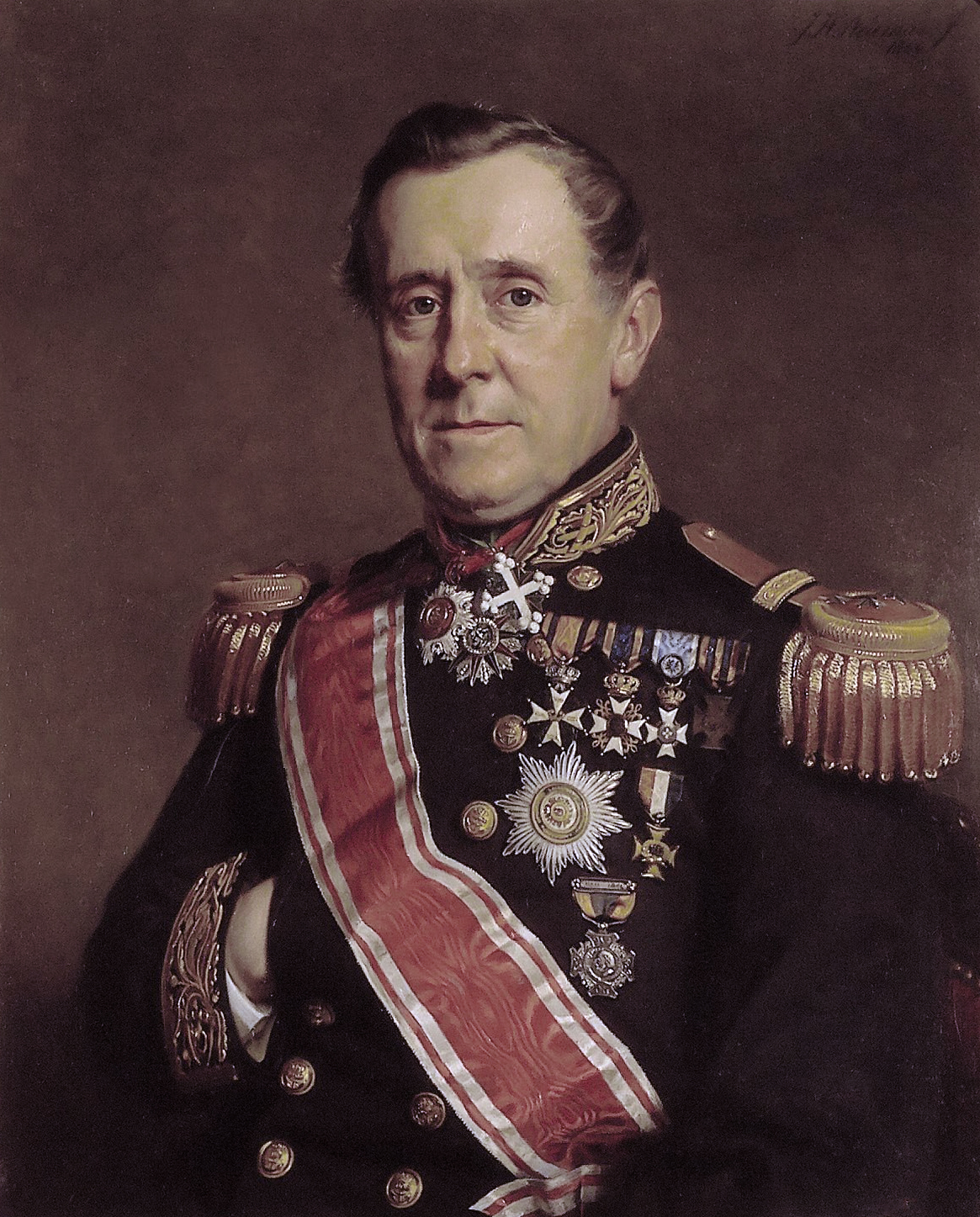
Gerhardus Fabius
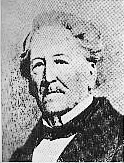
Gaspard-Théodore-Ignace de la Fontaine
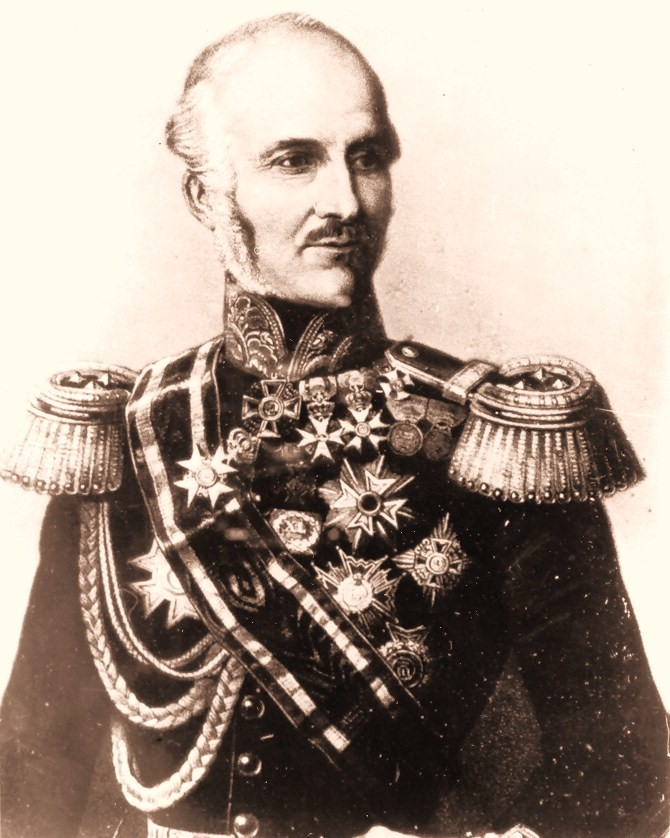
Hendrik Forstner van Dambenoy
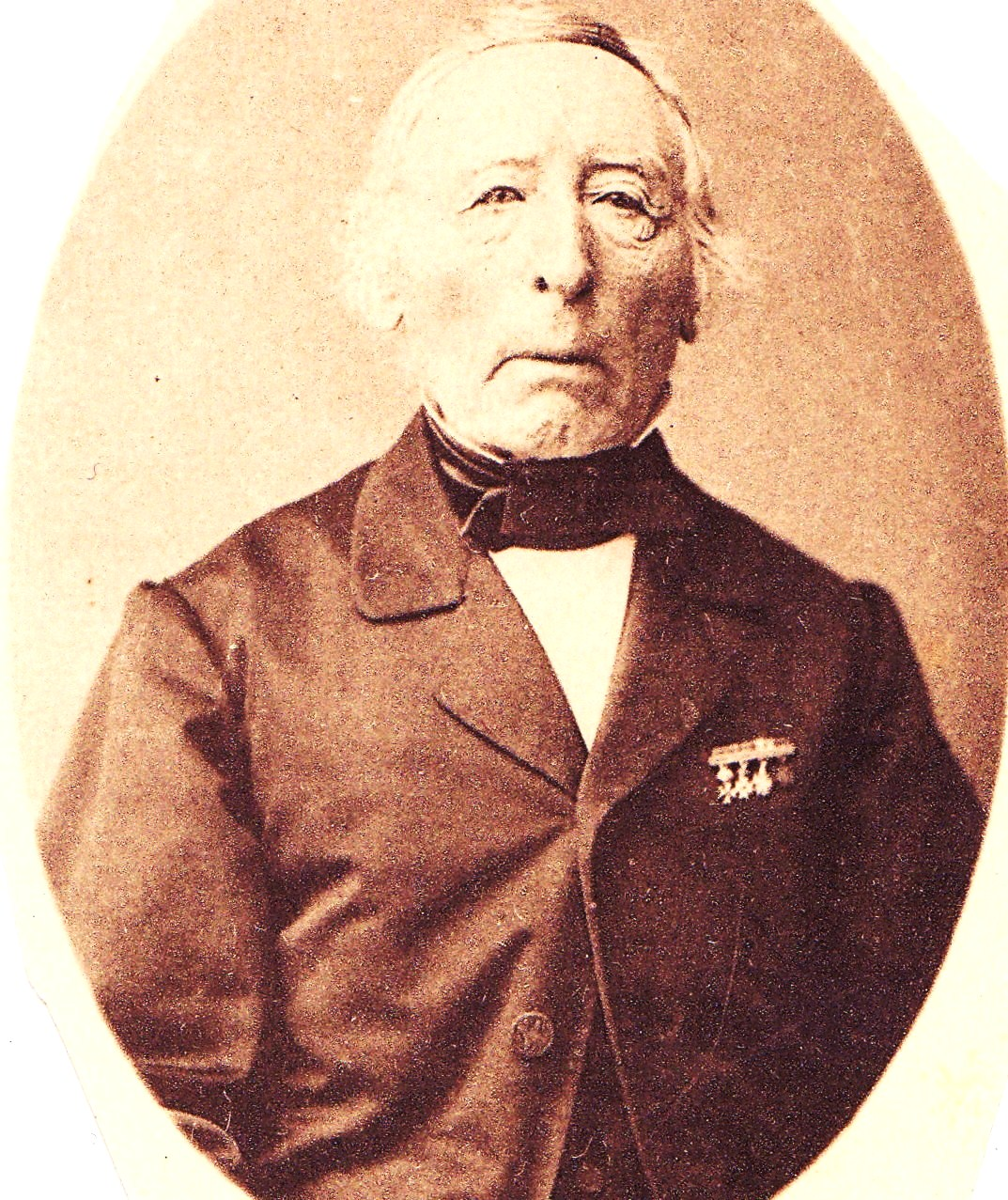
Frederik Willem Freudenberg

## G
| - Nicolaas Christiaan de Galliëris - Louis Joseph Gantois - Josephus Jacobus van Geen | - Justinus Antonius Felix Geisweit van der Netten - Alexandre Gendebien - Lambertus Josephus George | - Étienne Maurice Gérard - Etienne de Gerlache - Frederik Petrus Gisius Nanning | - Albert Goblet d'Alviella - Nicolaas Emanuel Frederik von Gumoëns |  |

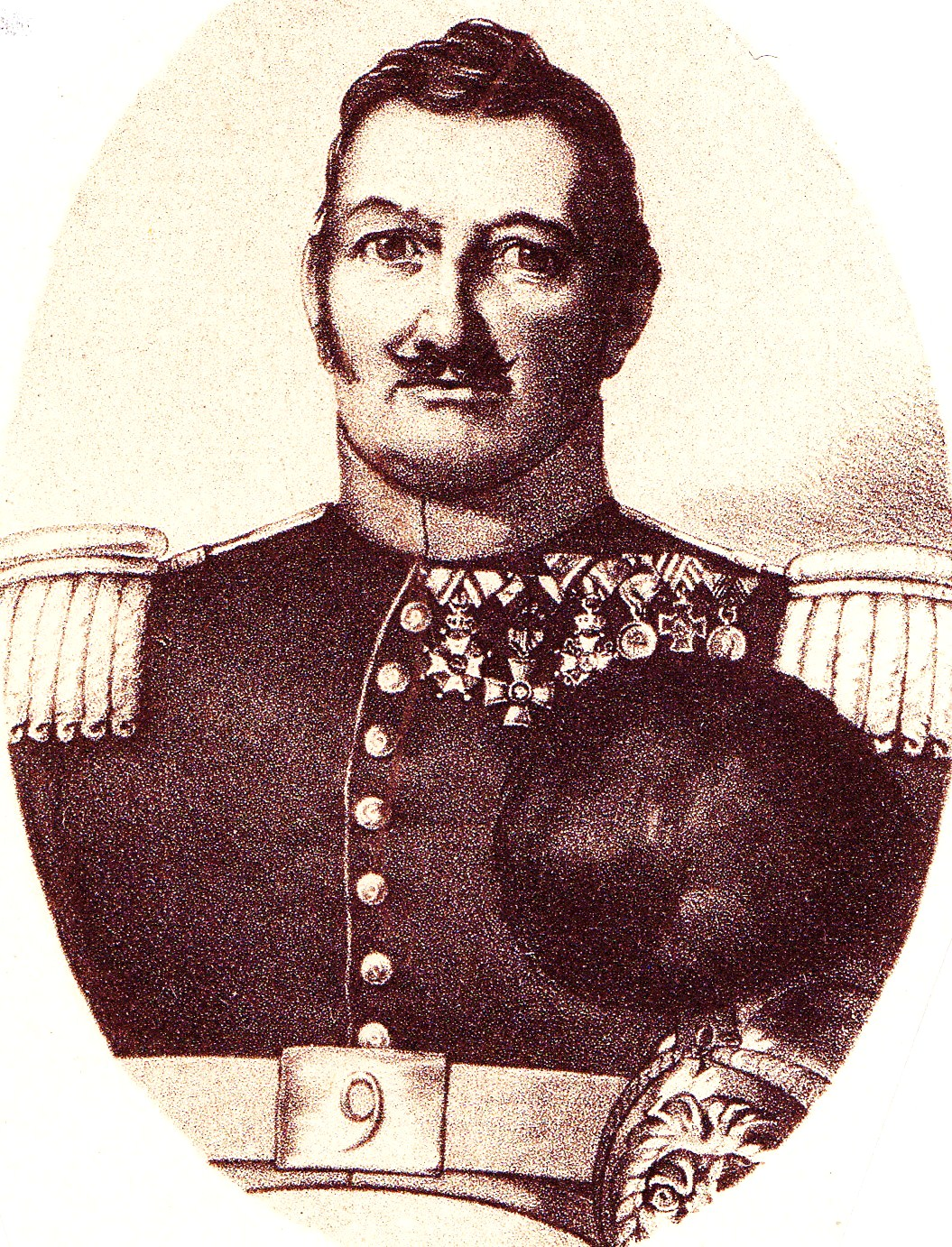
Nicolaas Christiaan de Galliëris
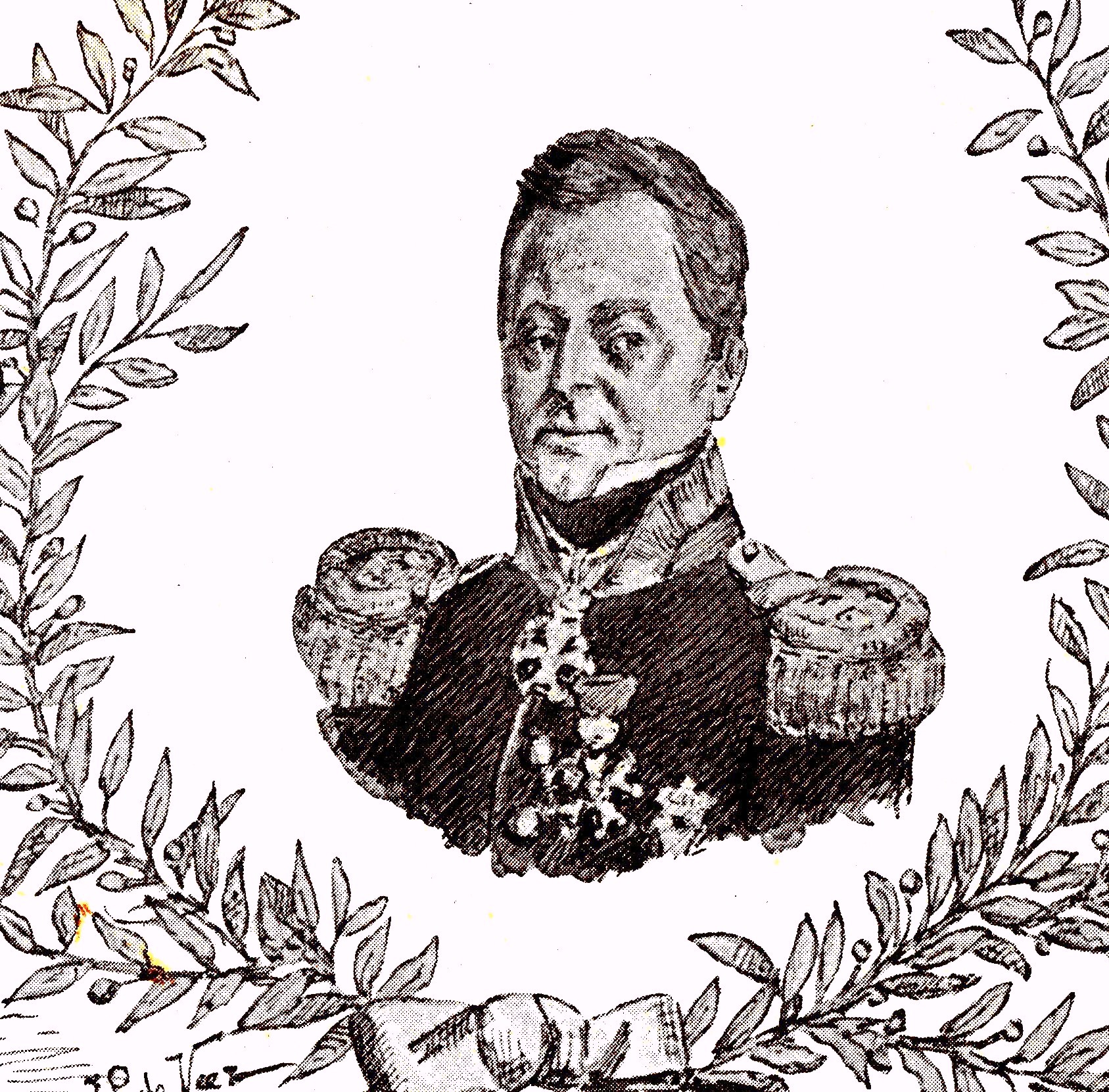
Josephus Jacobus van Geen
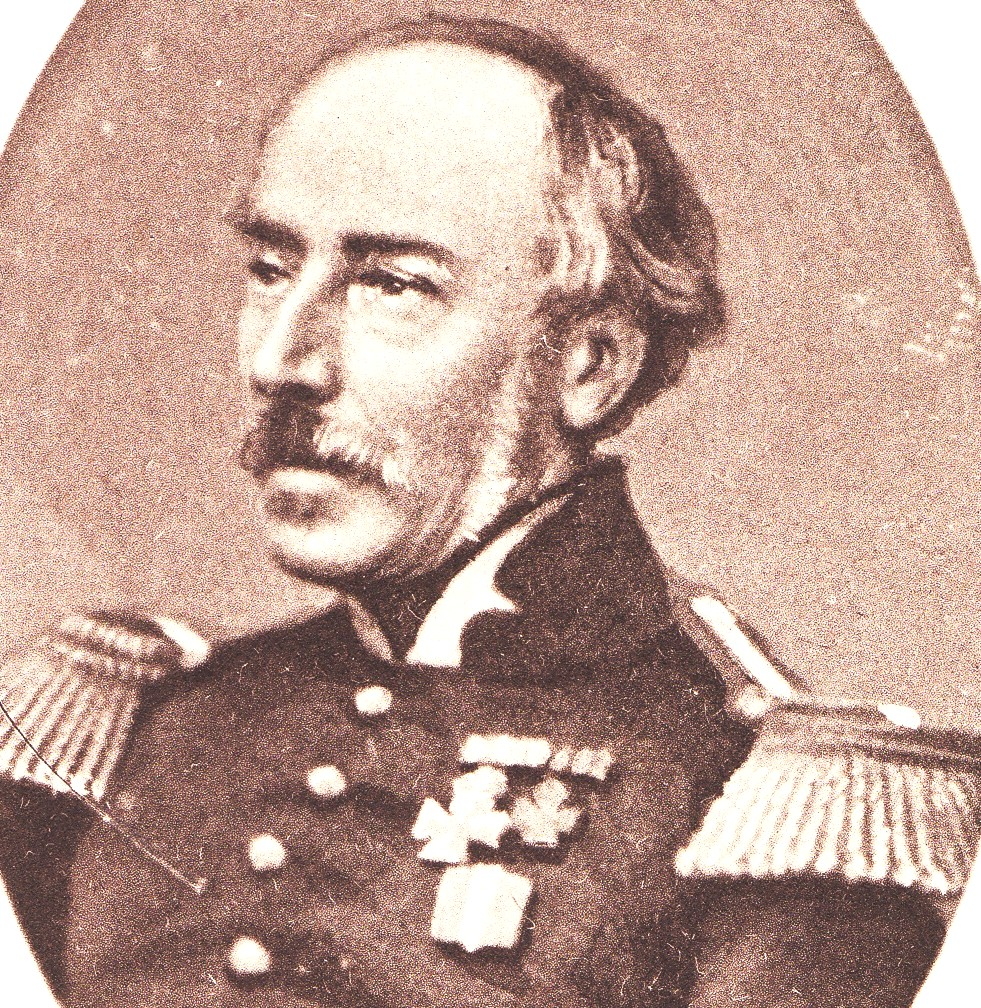
Justinus Antonius Felix Geisweit van der Netten
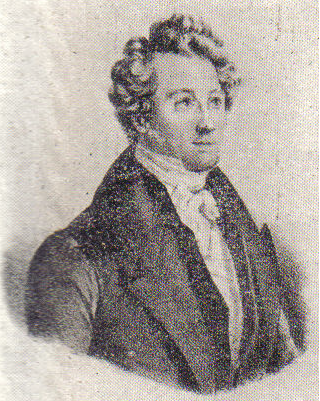
Alexandre Gendebien
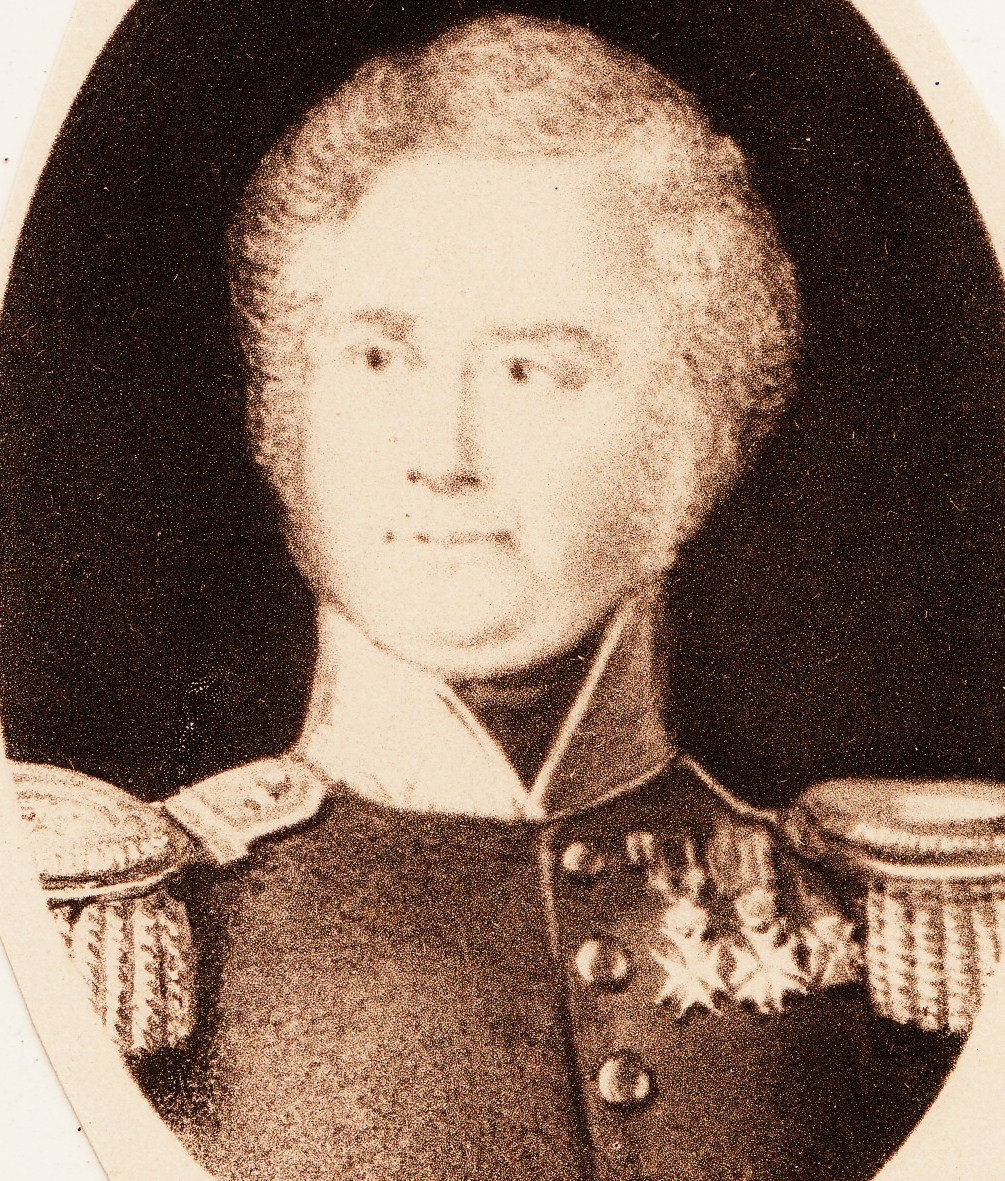
Lambertus Josephus George
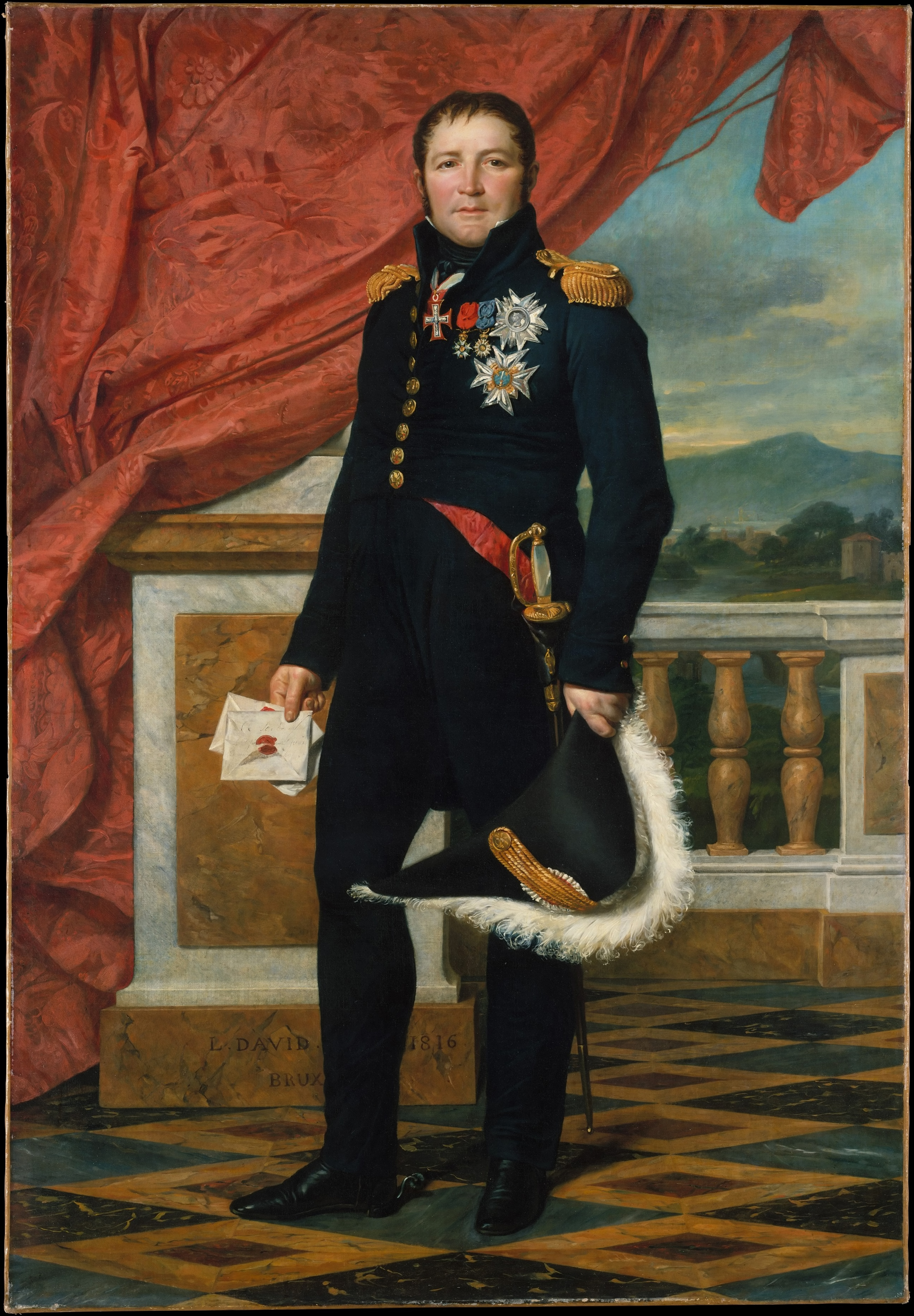
Étienne Maurice Gérard
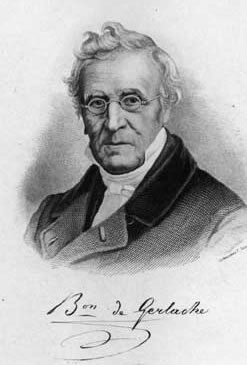
Etienne de Gerlache
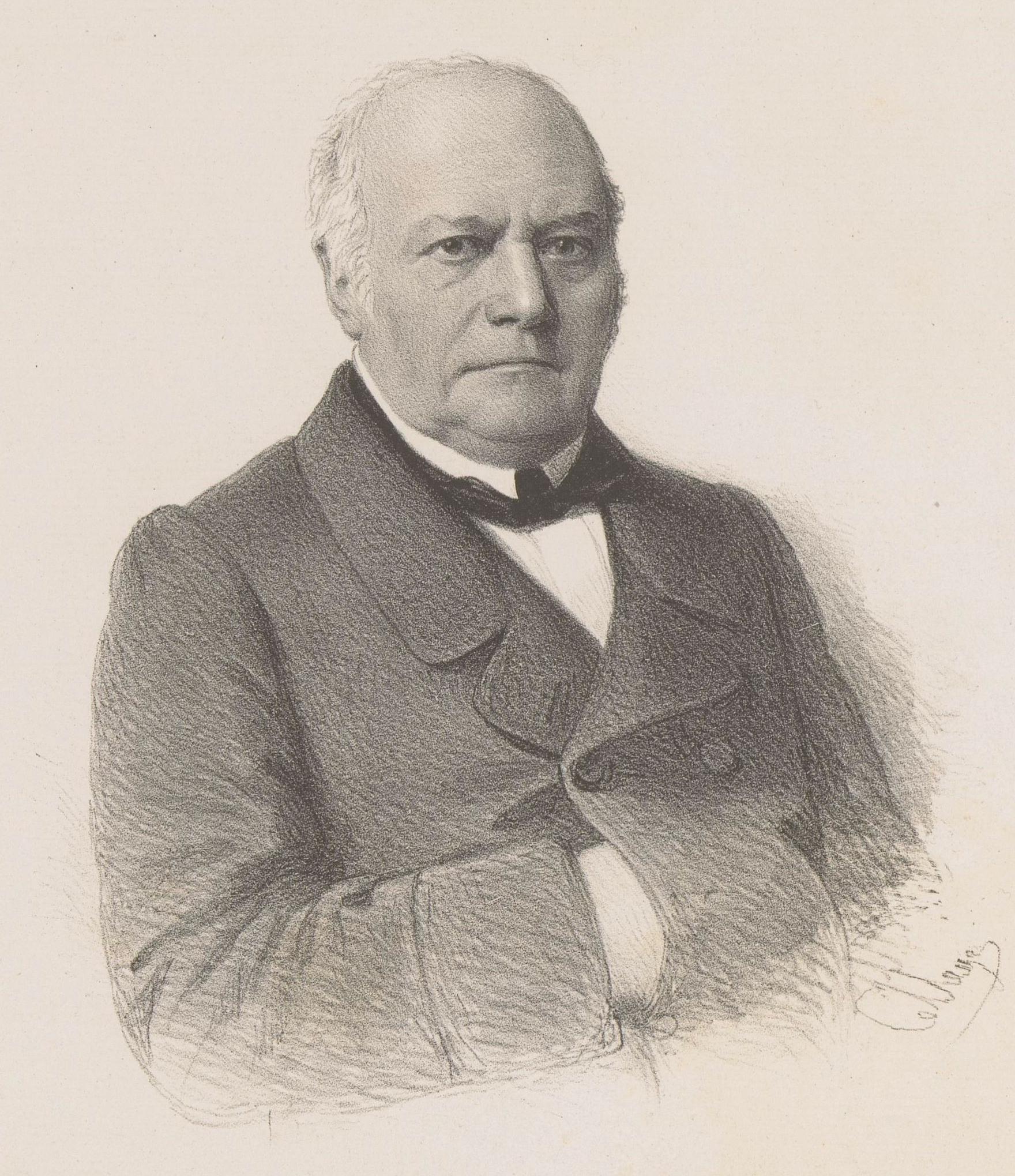
Albert Goblet d'Alviella
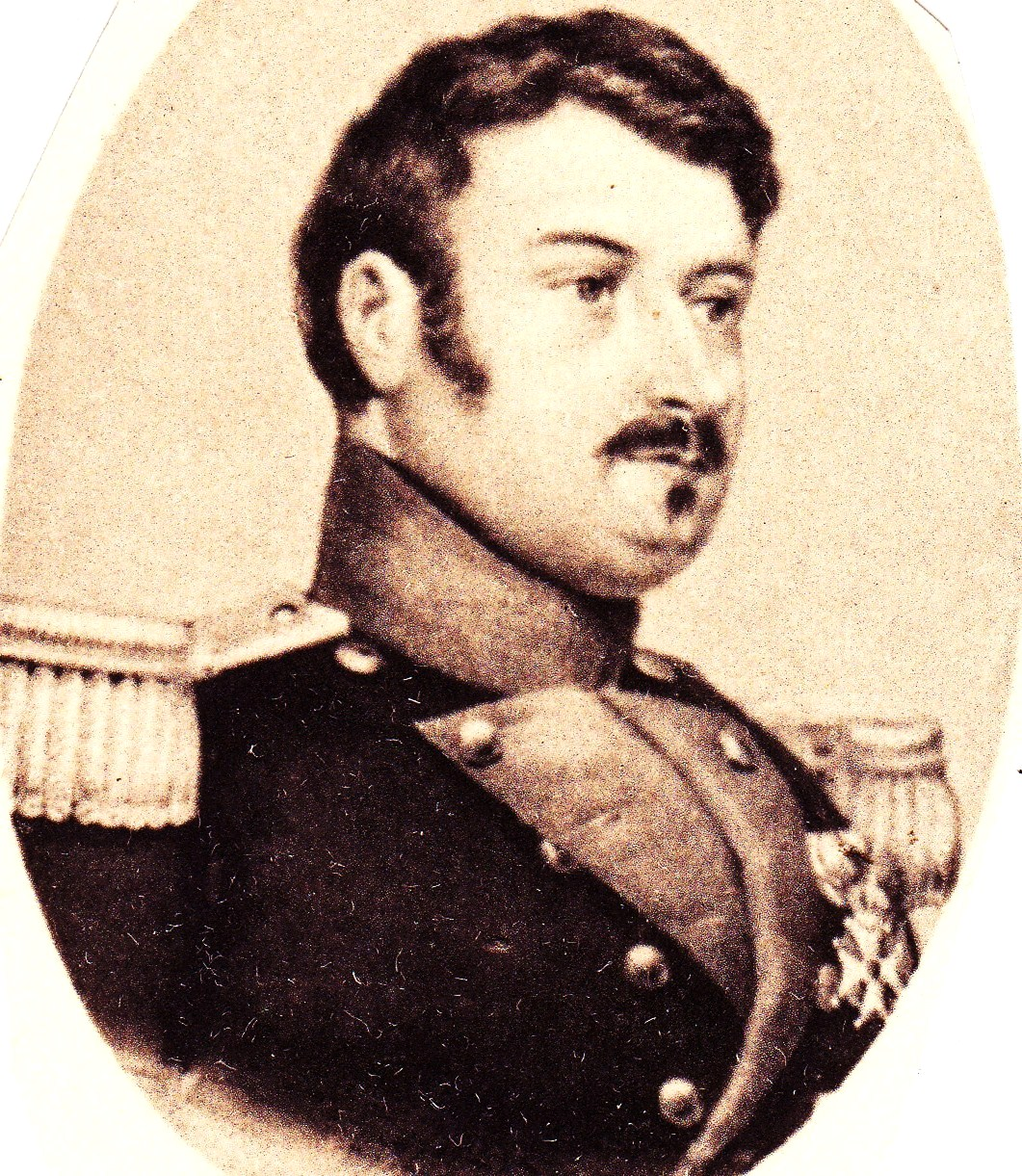
Nicolaas Emanuel Frederik von Gumoëns

## H
| - Jean Joseph Habets - Boudewijn van Hoeij-Schilthouwer van Oostéé | - Charles Le Hon - François Xavier Richard 't Hooft - Constantijn George van Hoogenhouck Tulleken | - Louis Benoît Van Houtte |  |

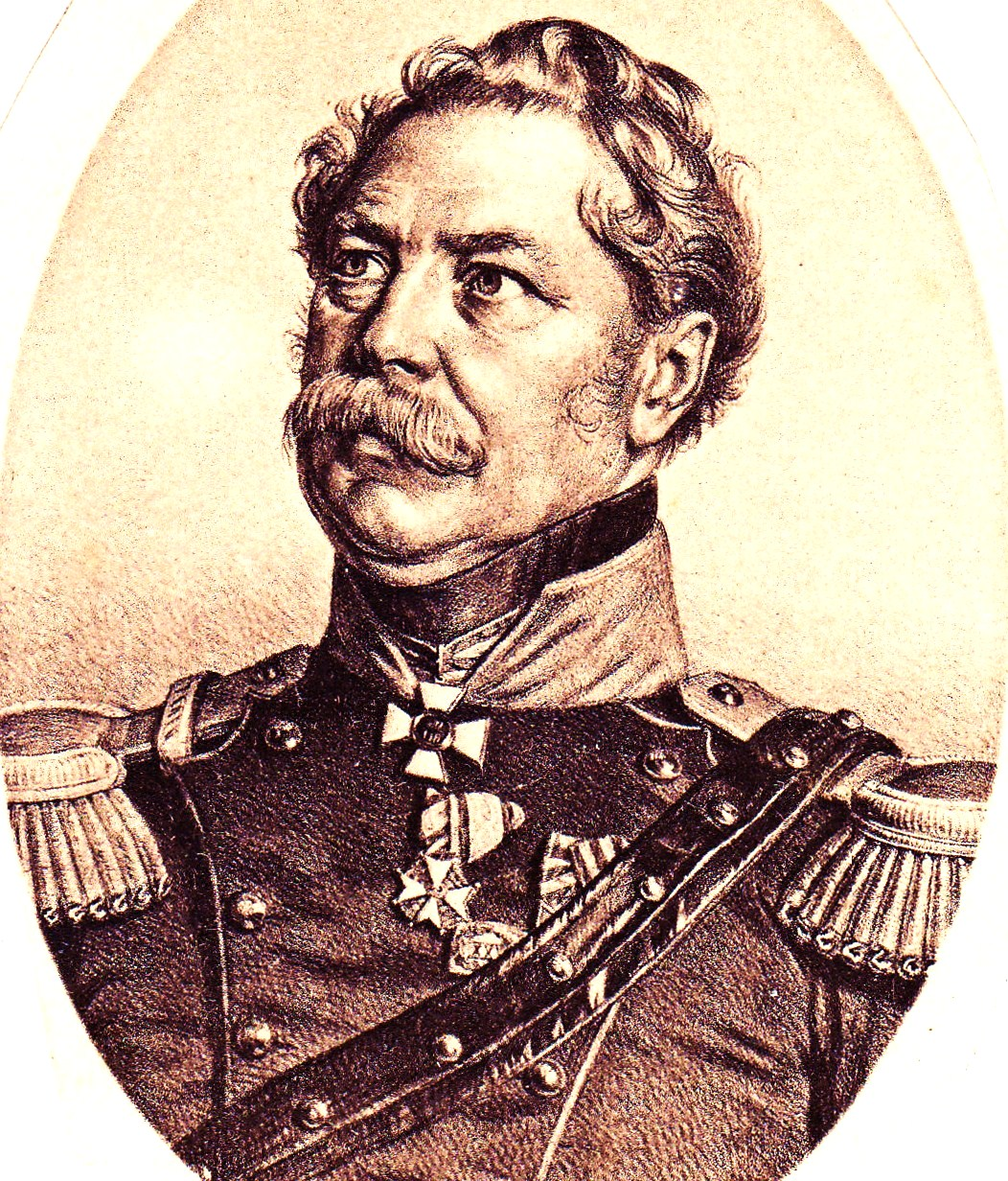
Jean Joseph Habets
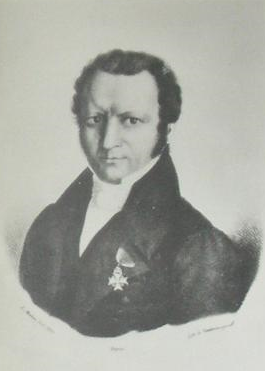
Charles Le Hon
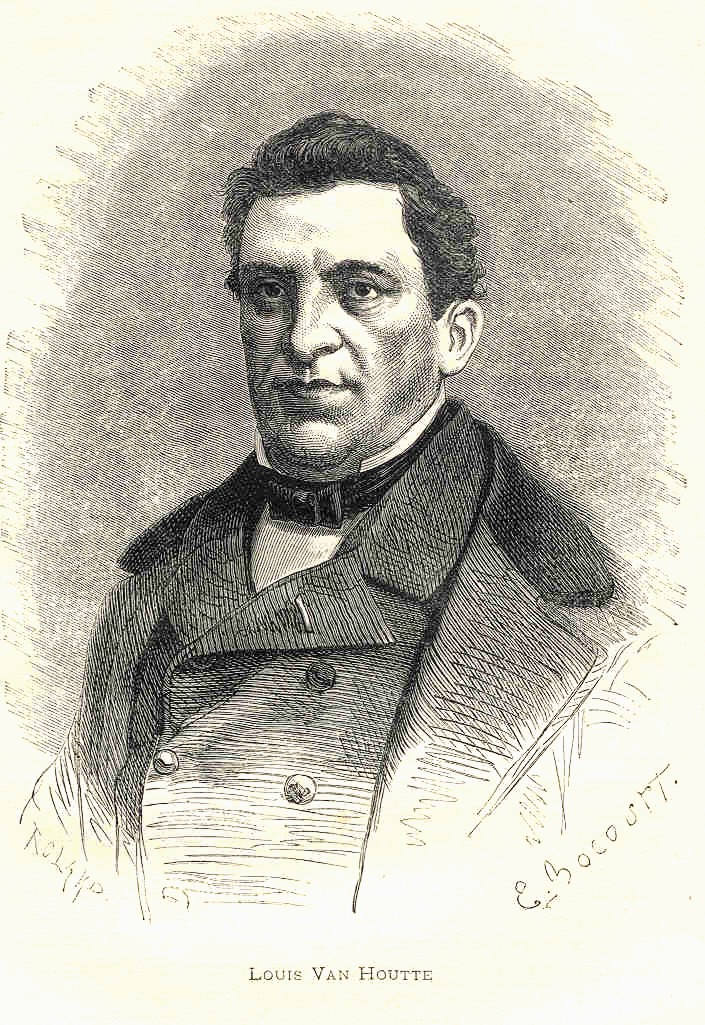
Louis Benoît Van Houtte

## I
| - Ferdinand Folef von Innhausen und Kniphausen | - Jan Willem Cornelis van Ittersum |

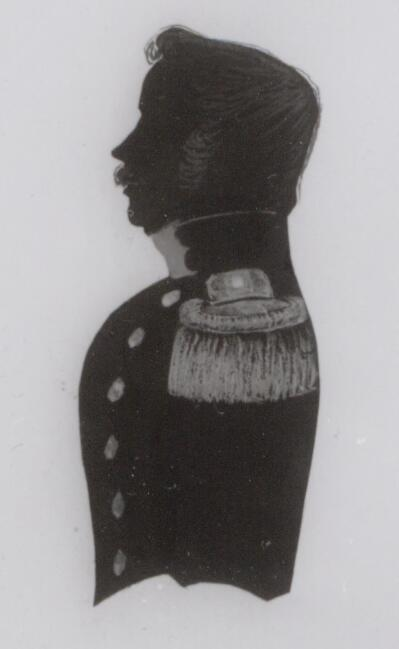
Jan Willem Cornelis van Ittersum

## J
- André-Edouard Jolly

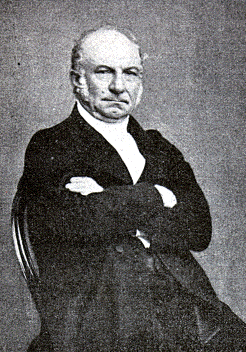
Lucien Jottrand

|  |

- Lucien Jottrand

## K
| - Pieter Hendrik van der Kemp - Rijnholt Antony Klerck - Hendrik Merkus de Kock | - Wouter Adolf Kuyck |

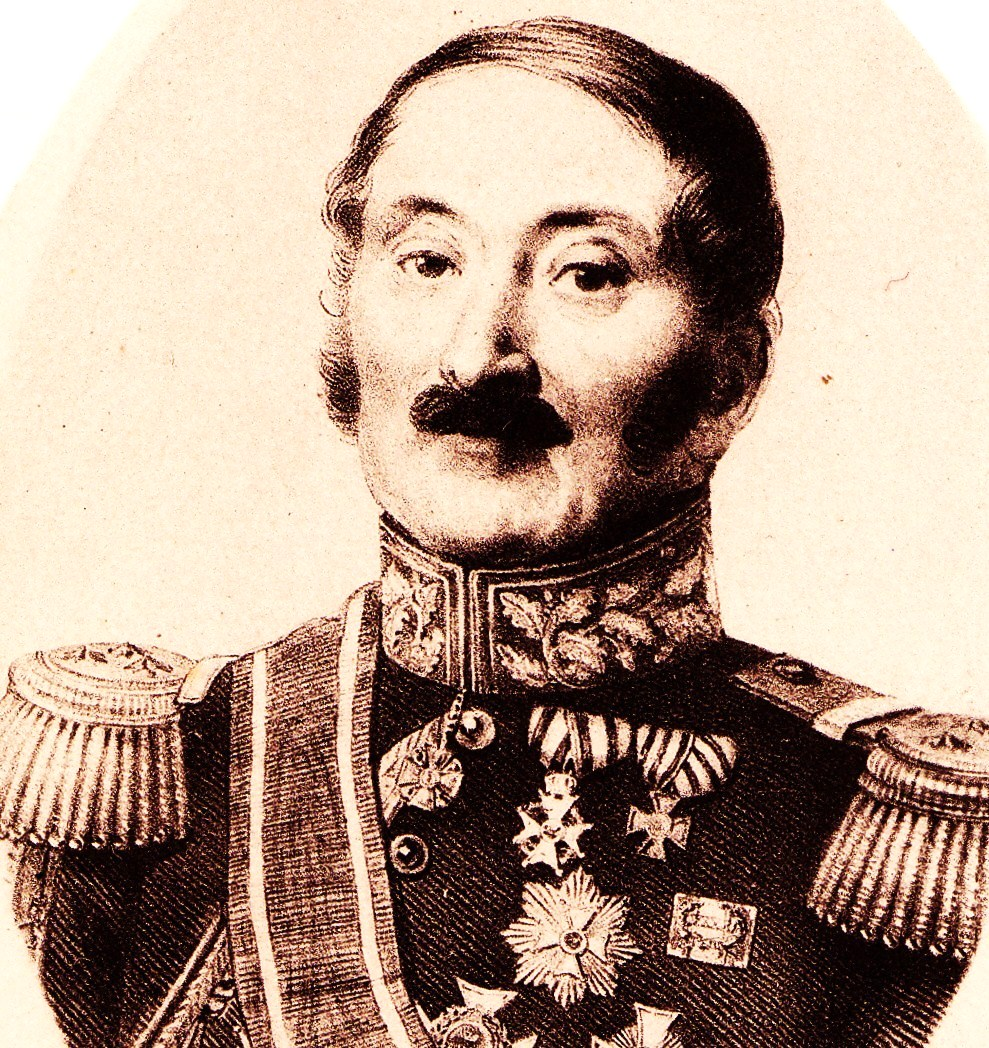
Rijnholt Antony Klerck
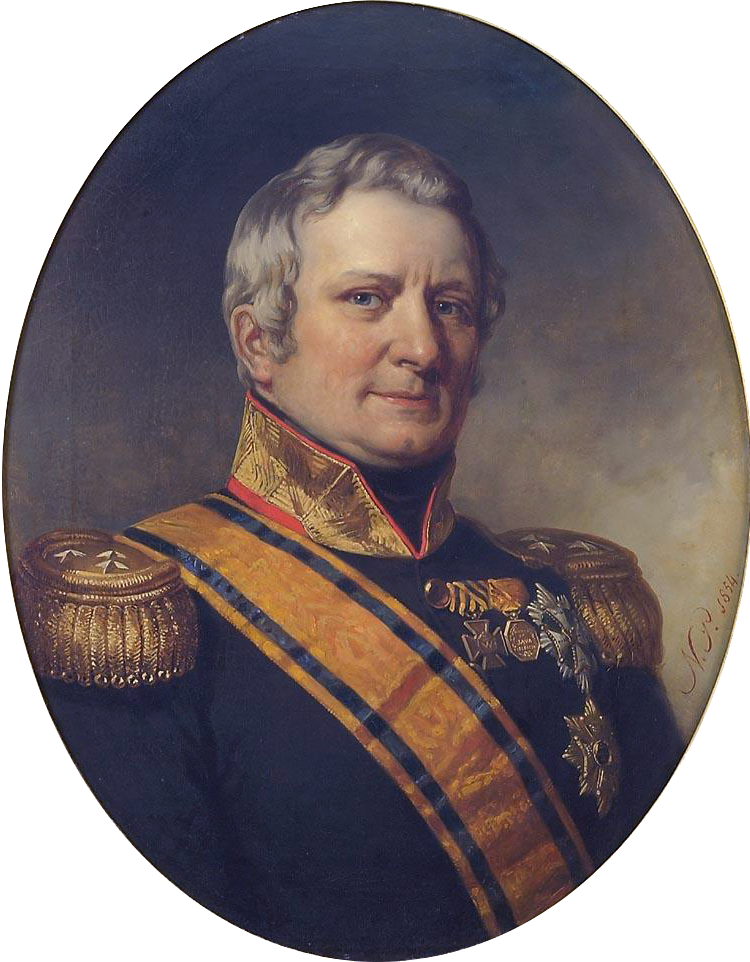
Hendrik Merkus de Kock
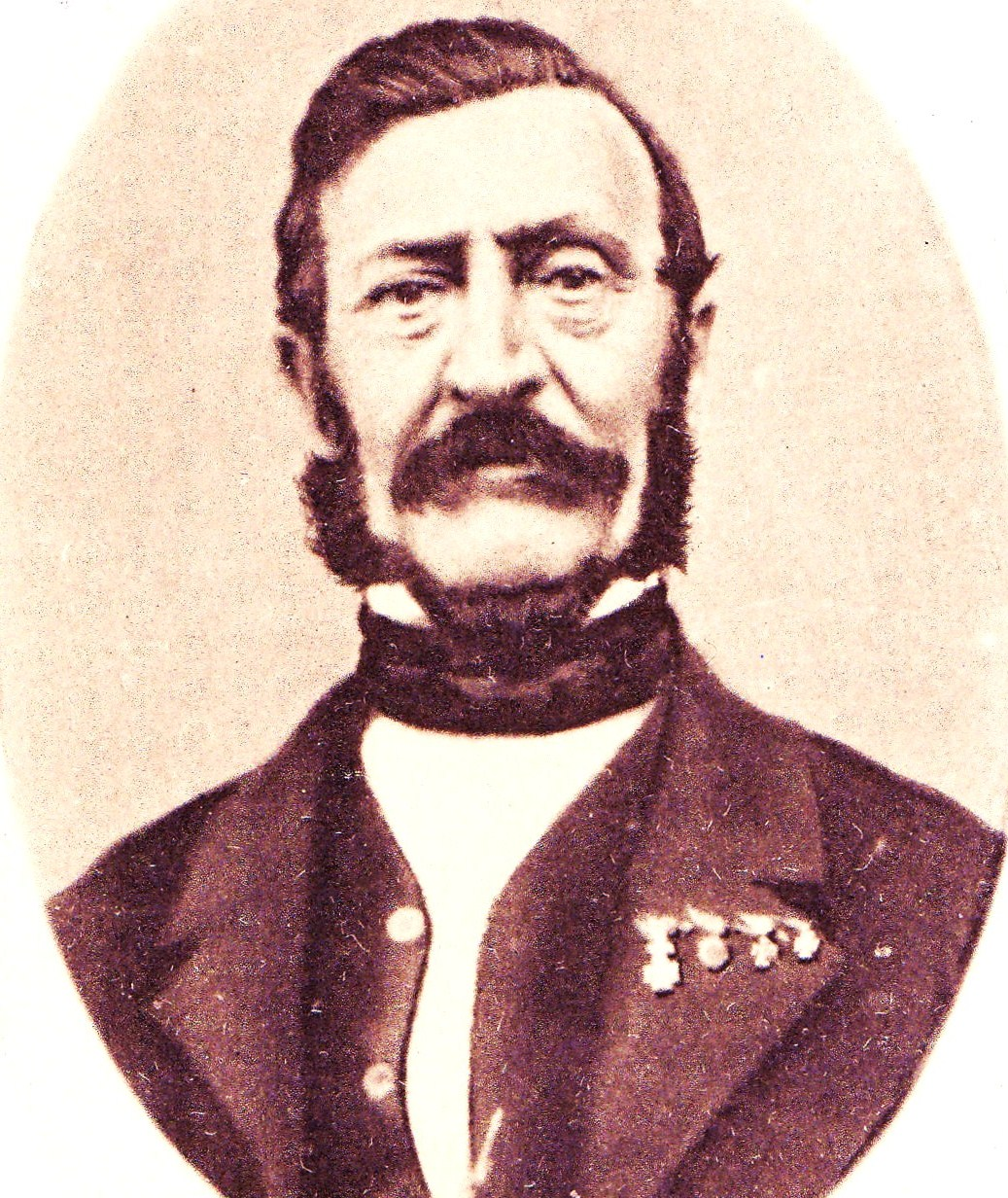
Wouter Adolf Kuyck

## L
| - Joseph Lebeau - Joseph Ledel - Leopold I van België | - Jan Evert Lewe van Aduard - Henri de Liem - Pieter Hendrik van Limburg Stirum | - Emmanuel van der Linden d'Hooghvorst - Joseph Van der Linden - Joseph van der Linden d'Hooghvorst |  |

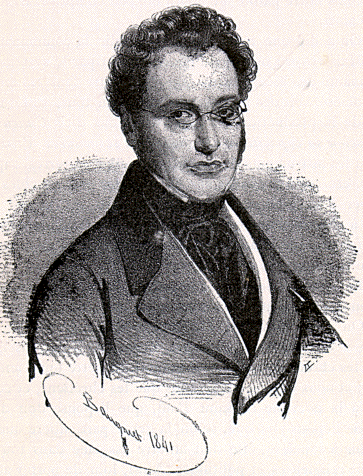
Joseph Lebeau
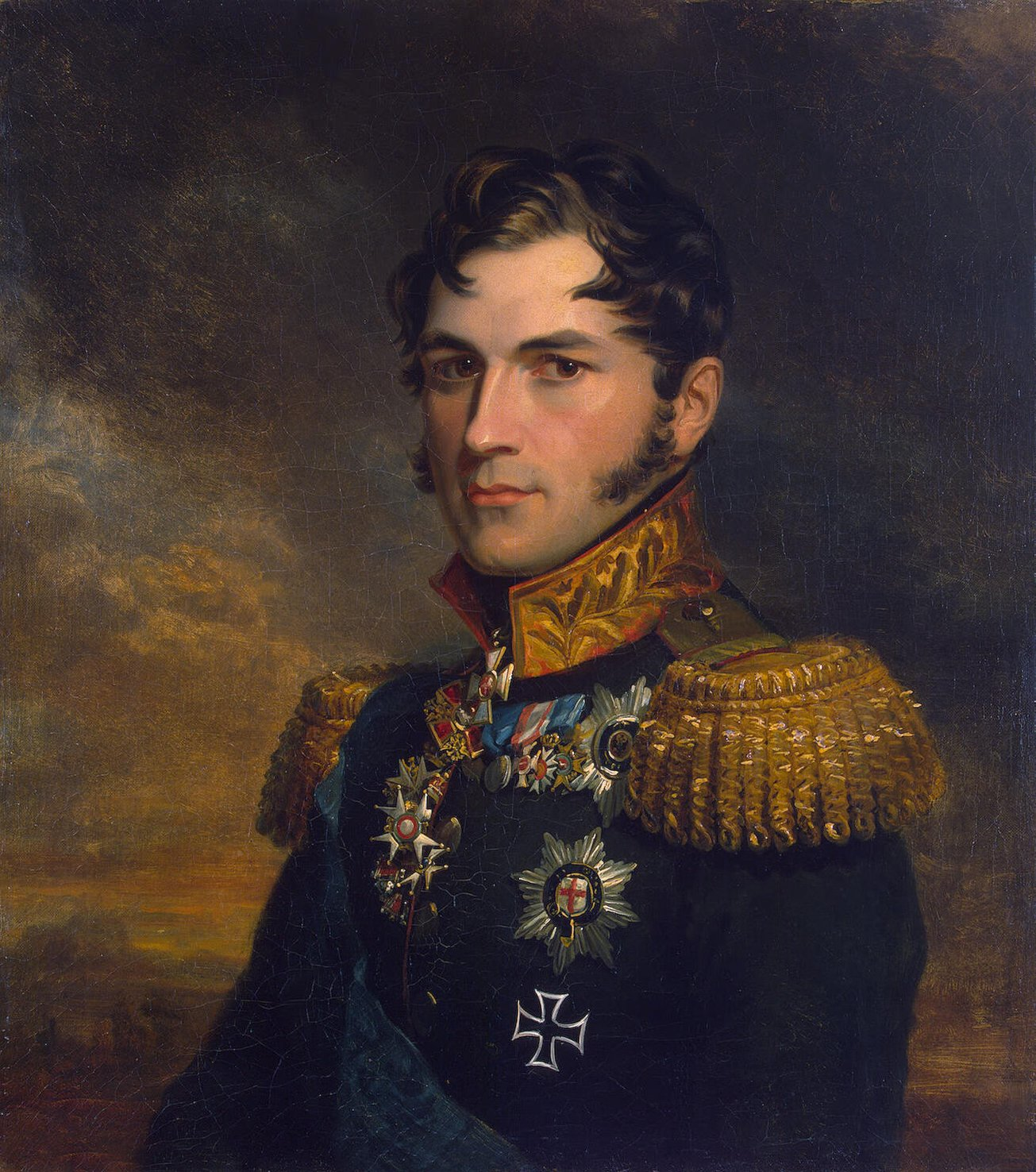
Leopold I van België
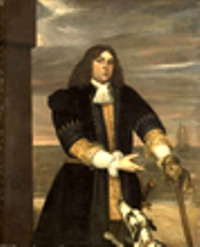
Jan Evert Lewe van Aduard
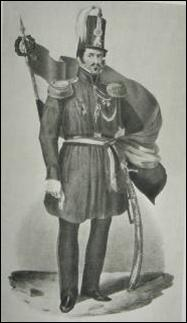
Emmanuel van der Linden d'Hooghvorst
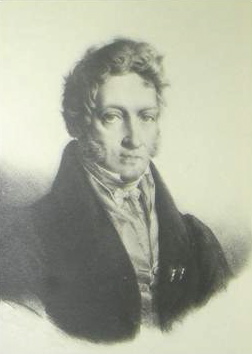
Joseph van der Linden d'Hooghvorst

## M
| - Anton Wilhelm de Man - Jacobus Eliza de Man - Maximiliaan Jacob de Man (1765 – 1838) | - Charles Ghislain de Marnix - Edmond Etienne Joseph Mathon - César Constantin Maria de Méan - Everhardus Mekern | - Félix de Merode - Frédéric de Merode - Werner de Merode - Caspar Friedrich Morbotter - Heinrich Friedrich Morbotter - Felix de Mûelenaere - Joachim Frederik Muller |

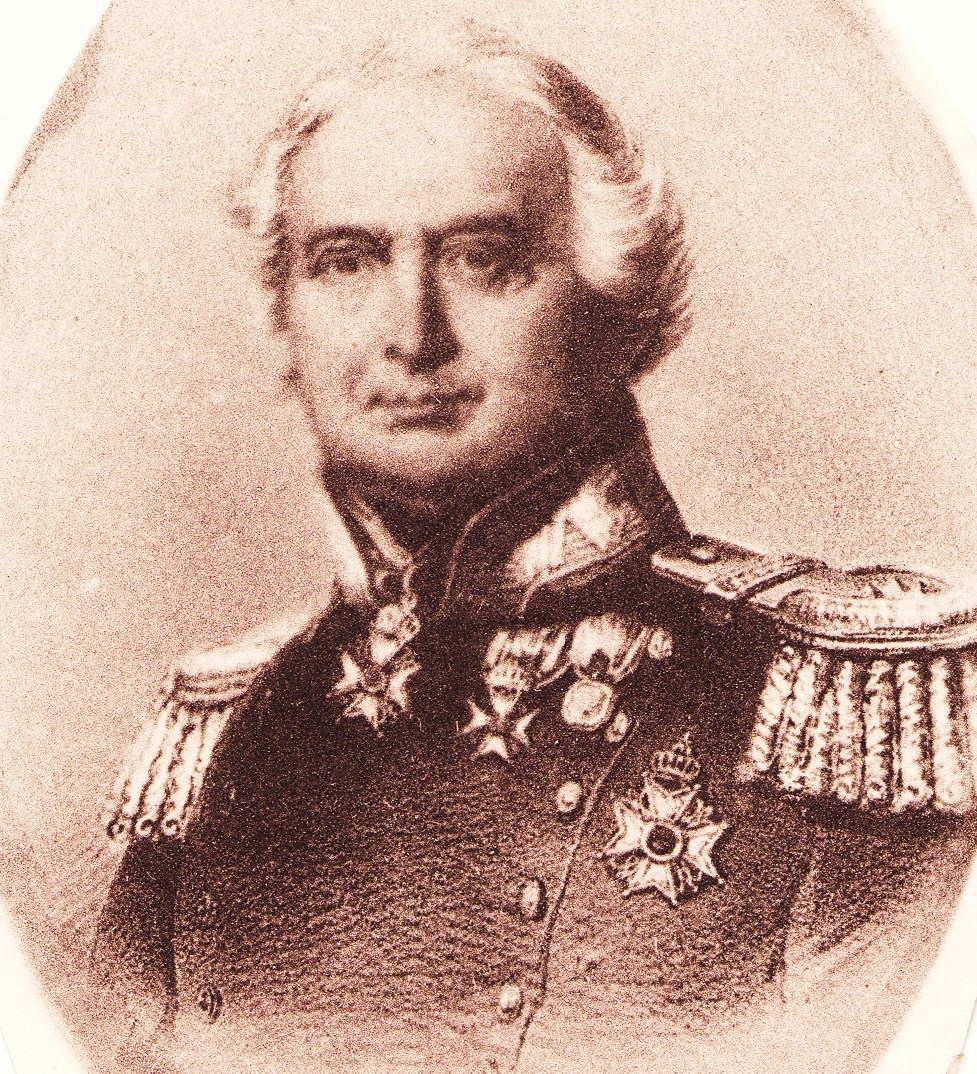
Anton Wilhelm de Man
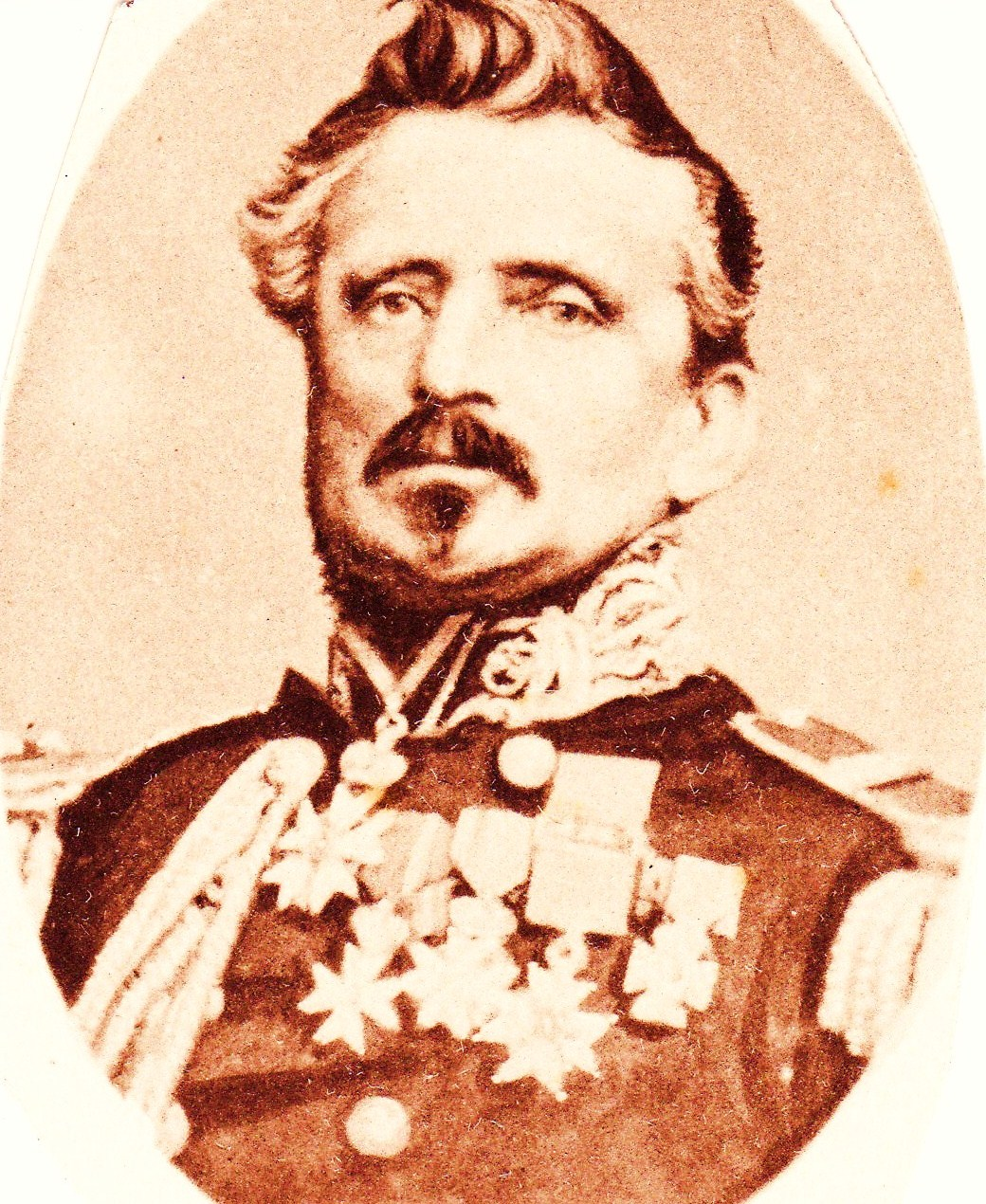
Jacobus Eliza de Man
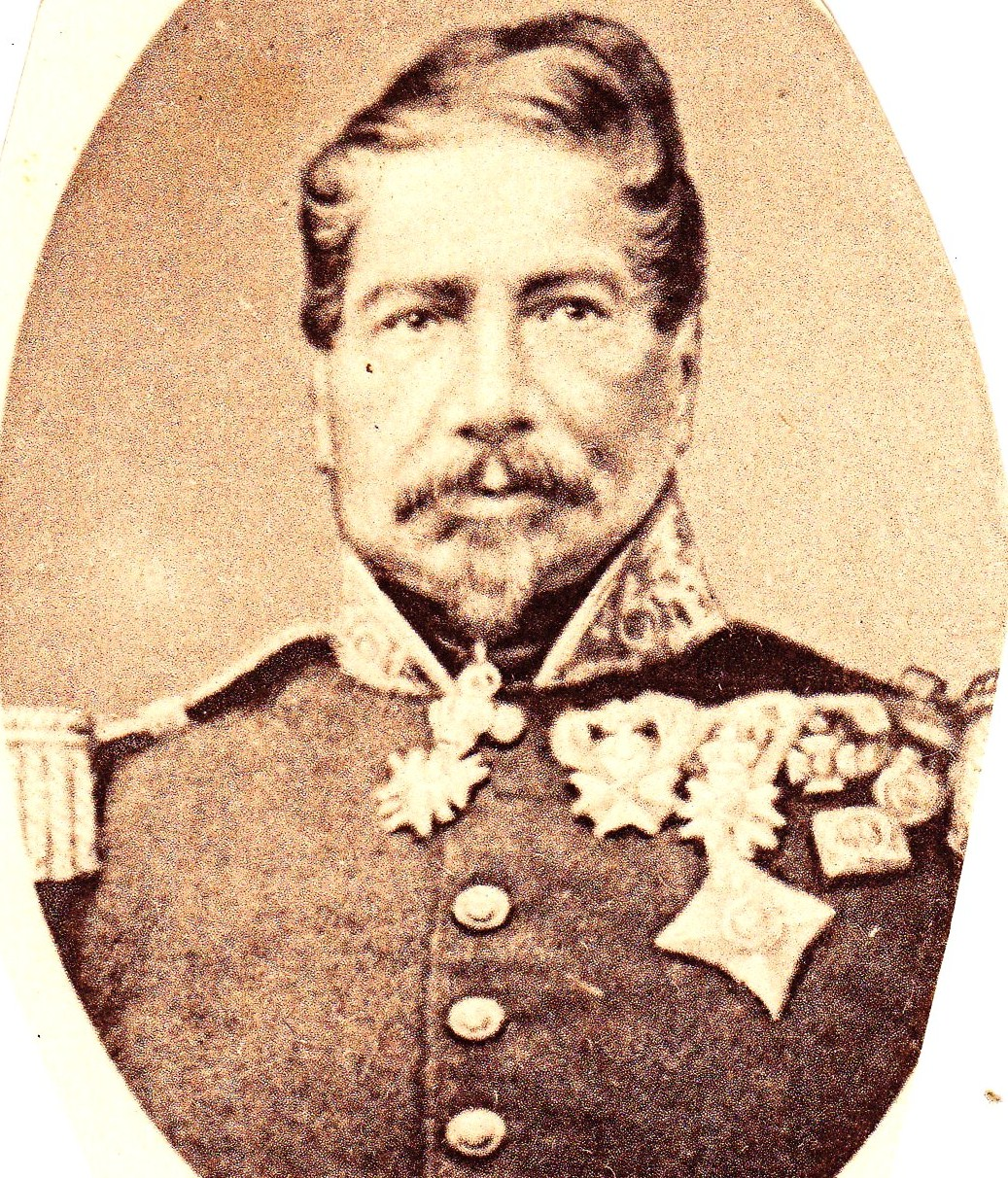
Edmond Etienne Joseph Mathon
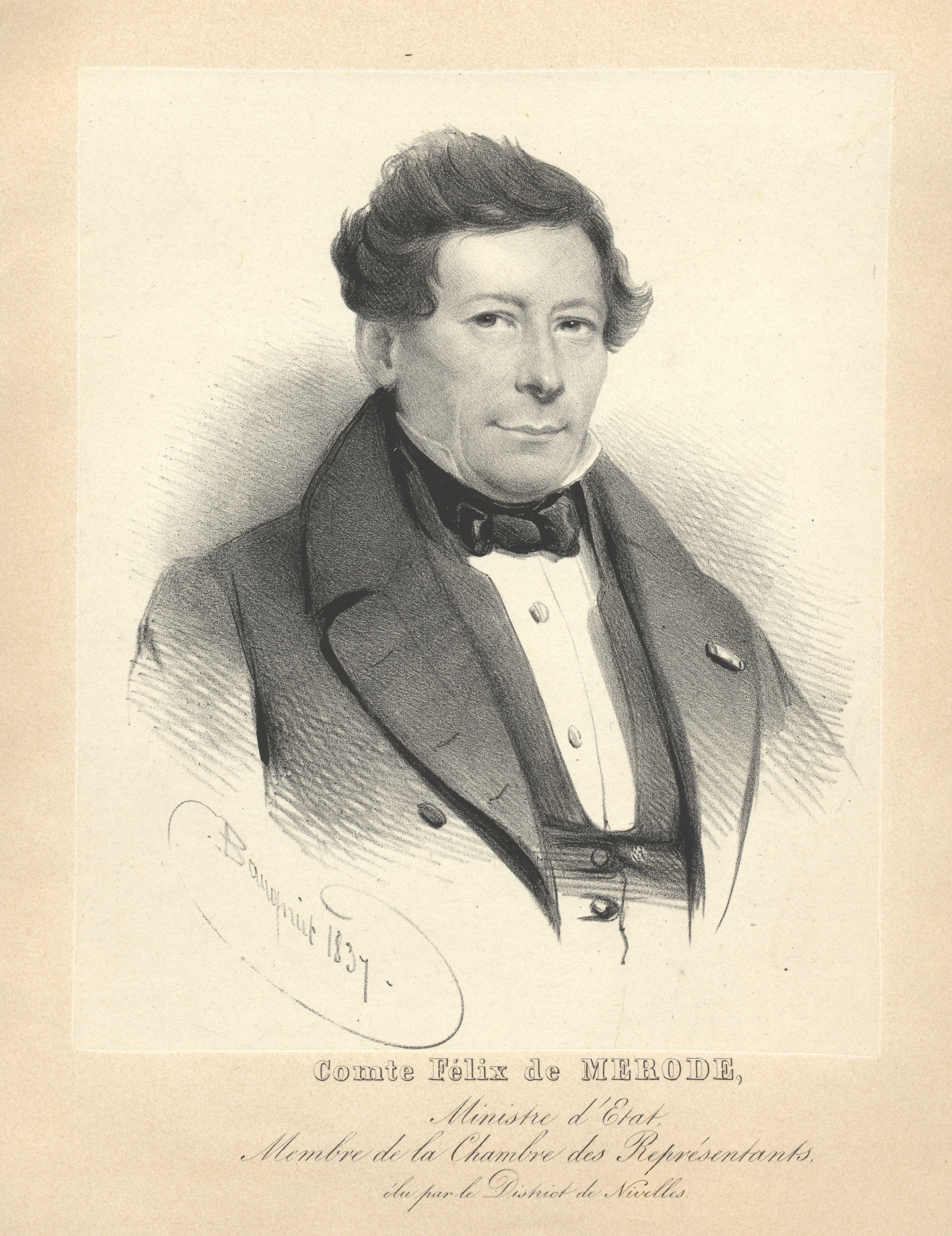
Félix de Mérode
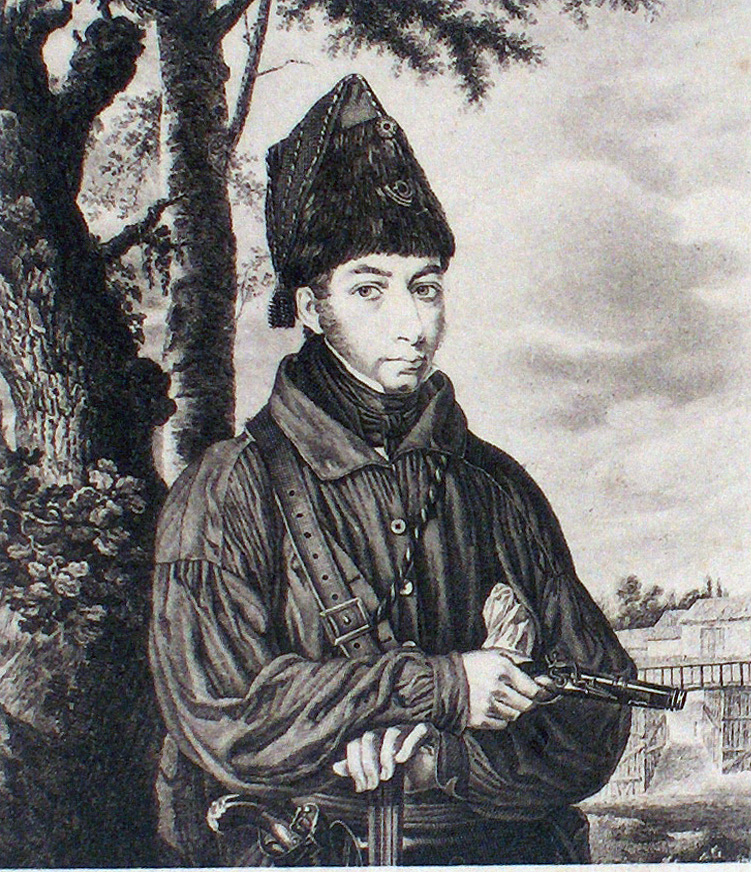
Frédéric de Merode
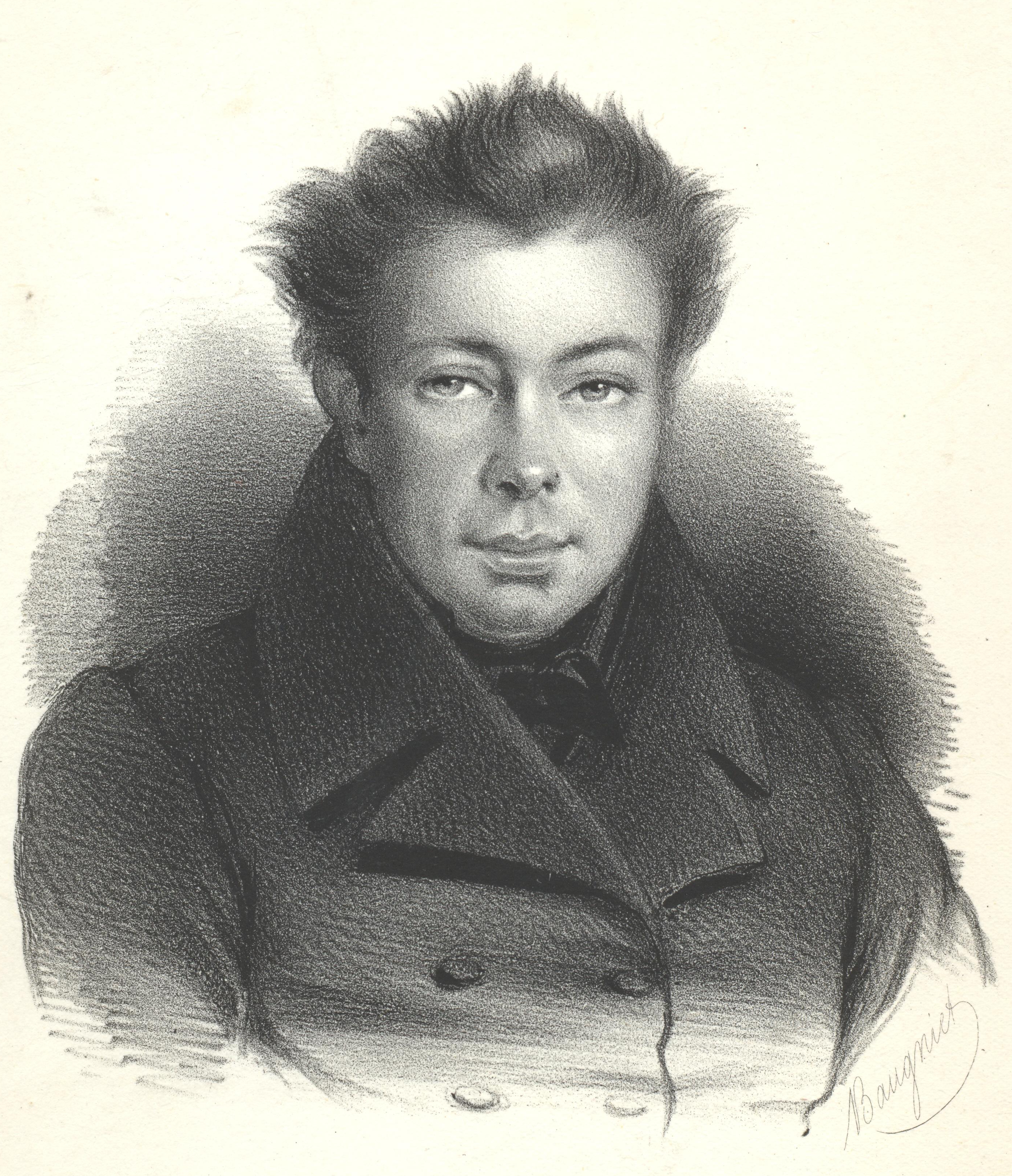
Werner de Merode
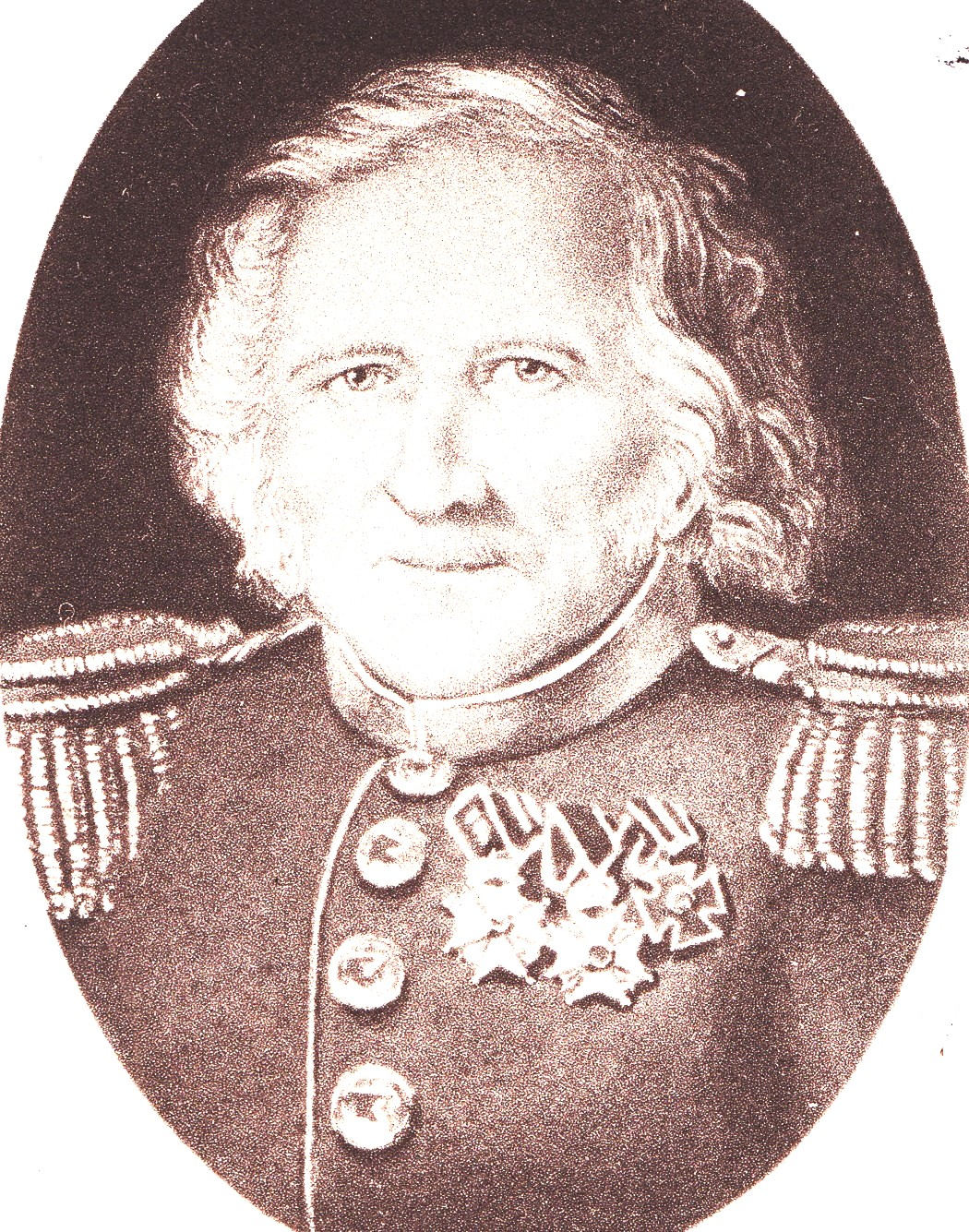
Caspar Friedrich Morbotter
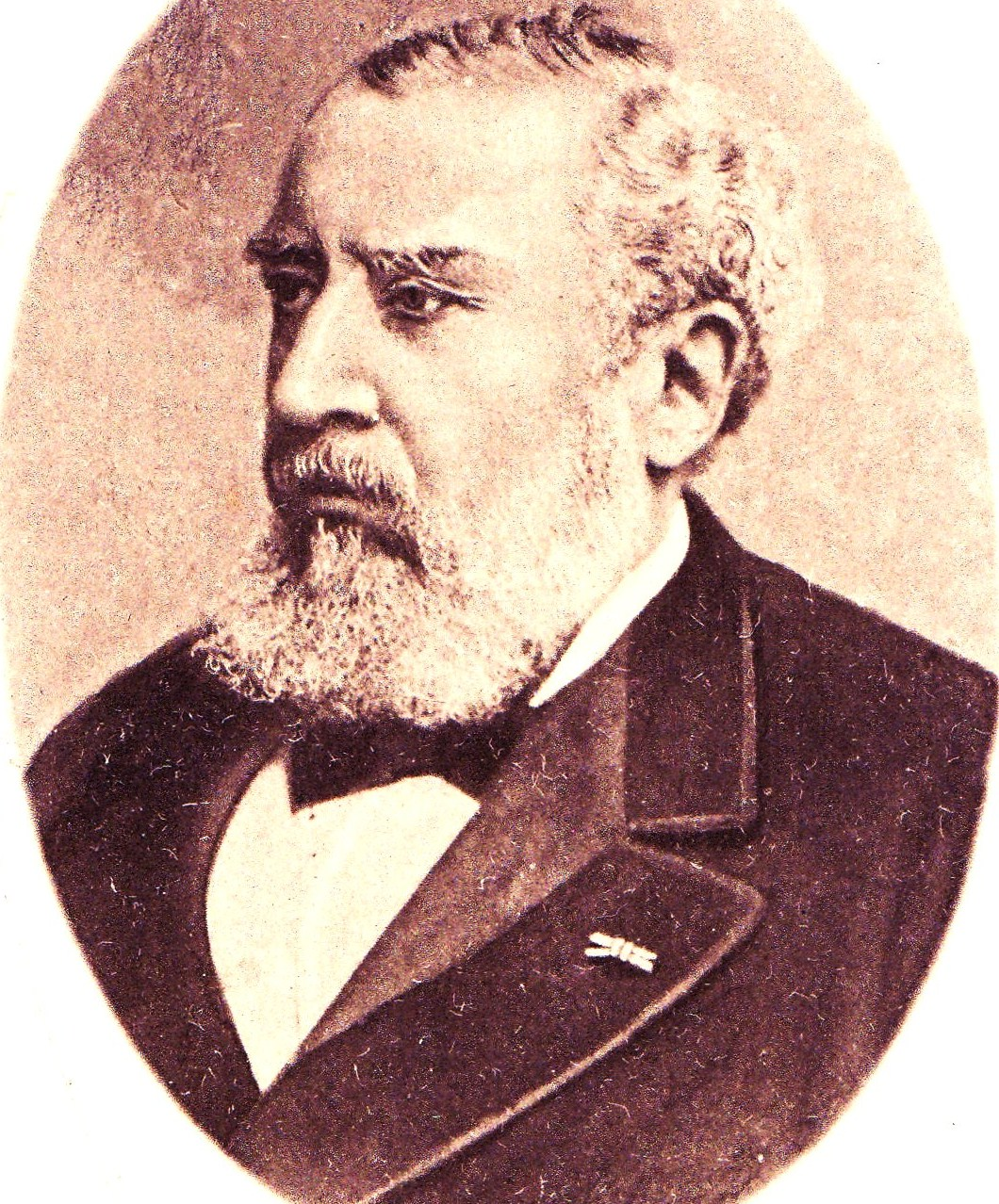
Heinrich Friedrich Morbotter
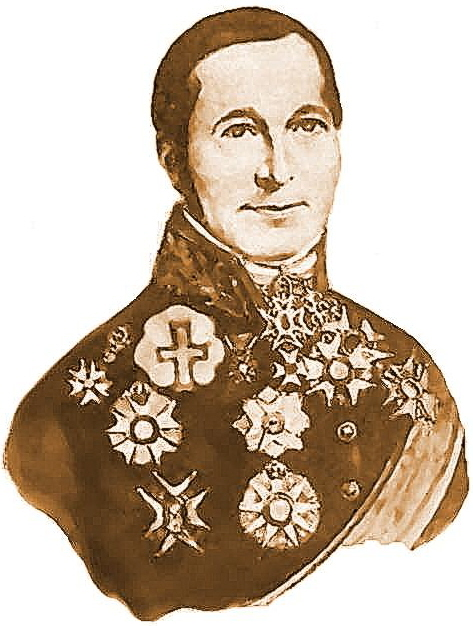
Felix de Mûelenaere

## N
- Joseph Nicolay
- Charles Niellon
- Johan Catharinus de Normandie s’Jacob

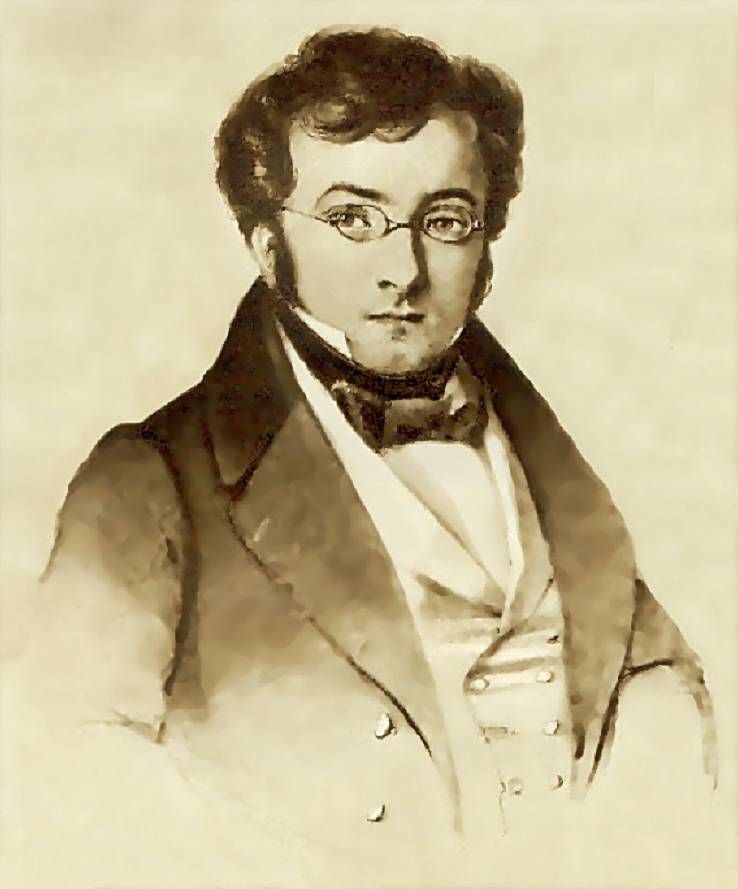
Jean-Baptiste Nothomb

|  |  |

- Jean-Baptiste Nothomb

## O
| - Johan Frederik van Oordt - Frederik van Oranje-Nassau (1797-1881) | - Willem I der Nederlanden - Willem II der Nederlanden | - Eduard van der Oudermeulen - Jacobus Pieter Carel van Overstraten |

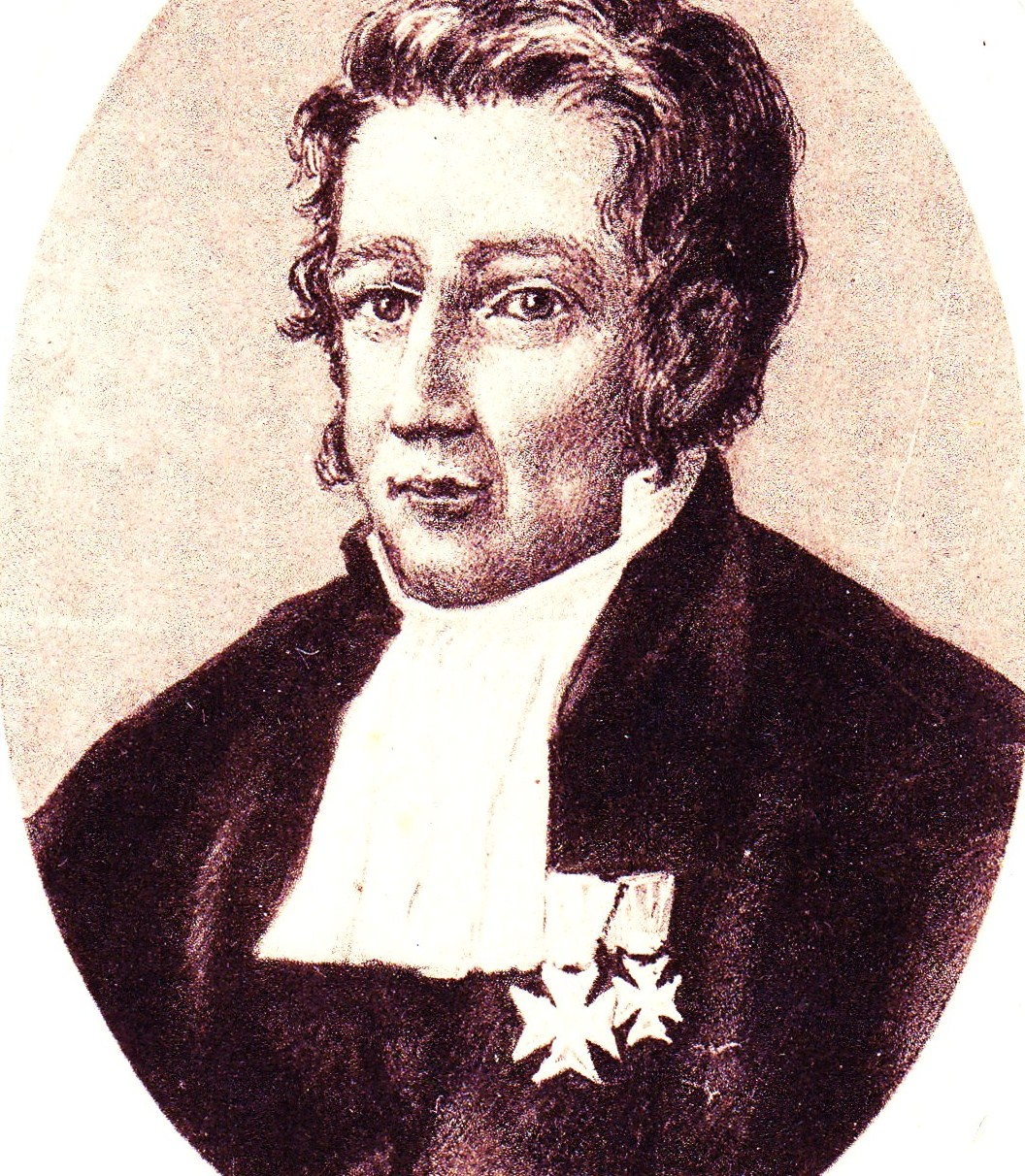
Johan Frederik van Oordt
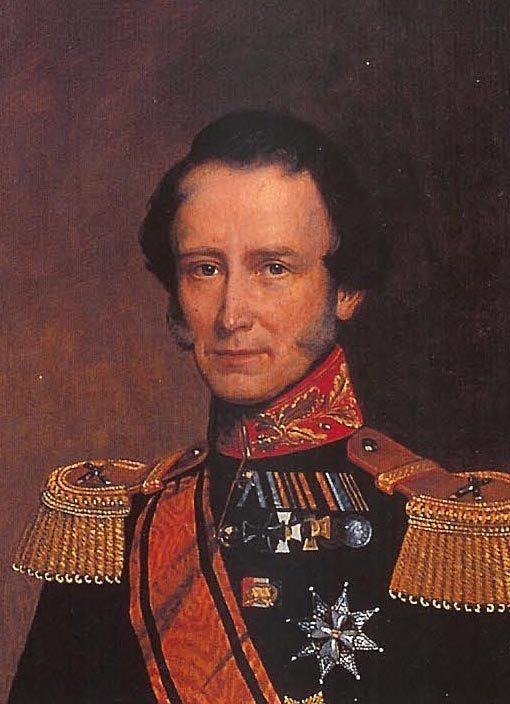
Frederik van Oranje-Nassau (1797-1881)
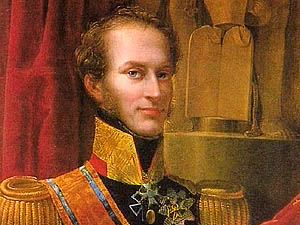
Willem I der Nederlanden
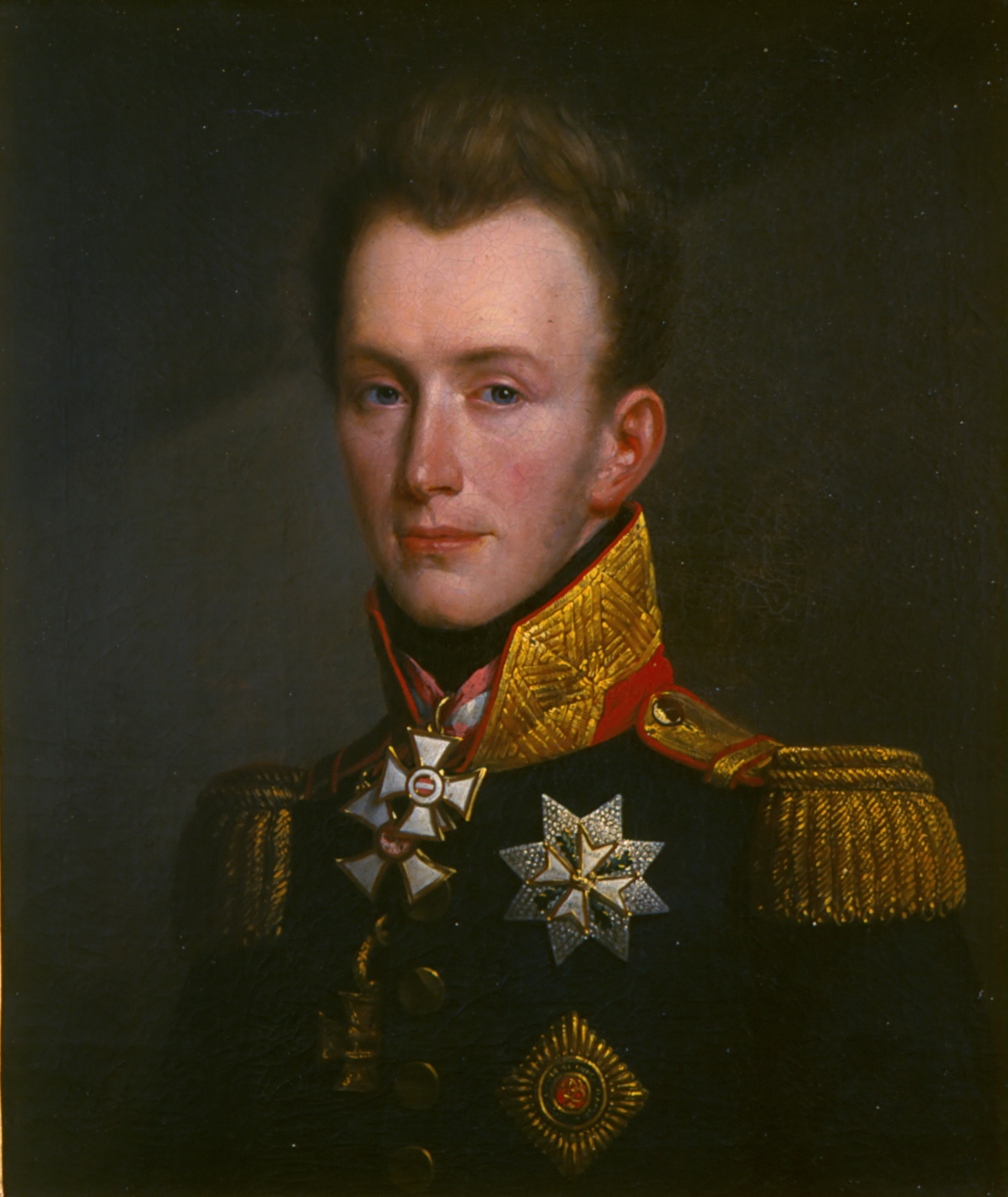
Willem II der Nederlanden
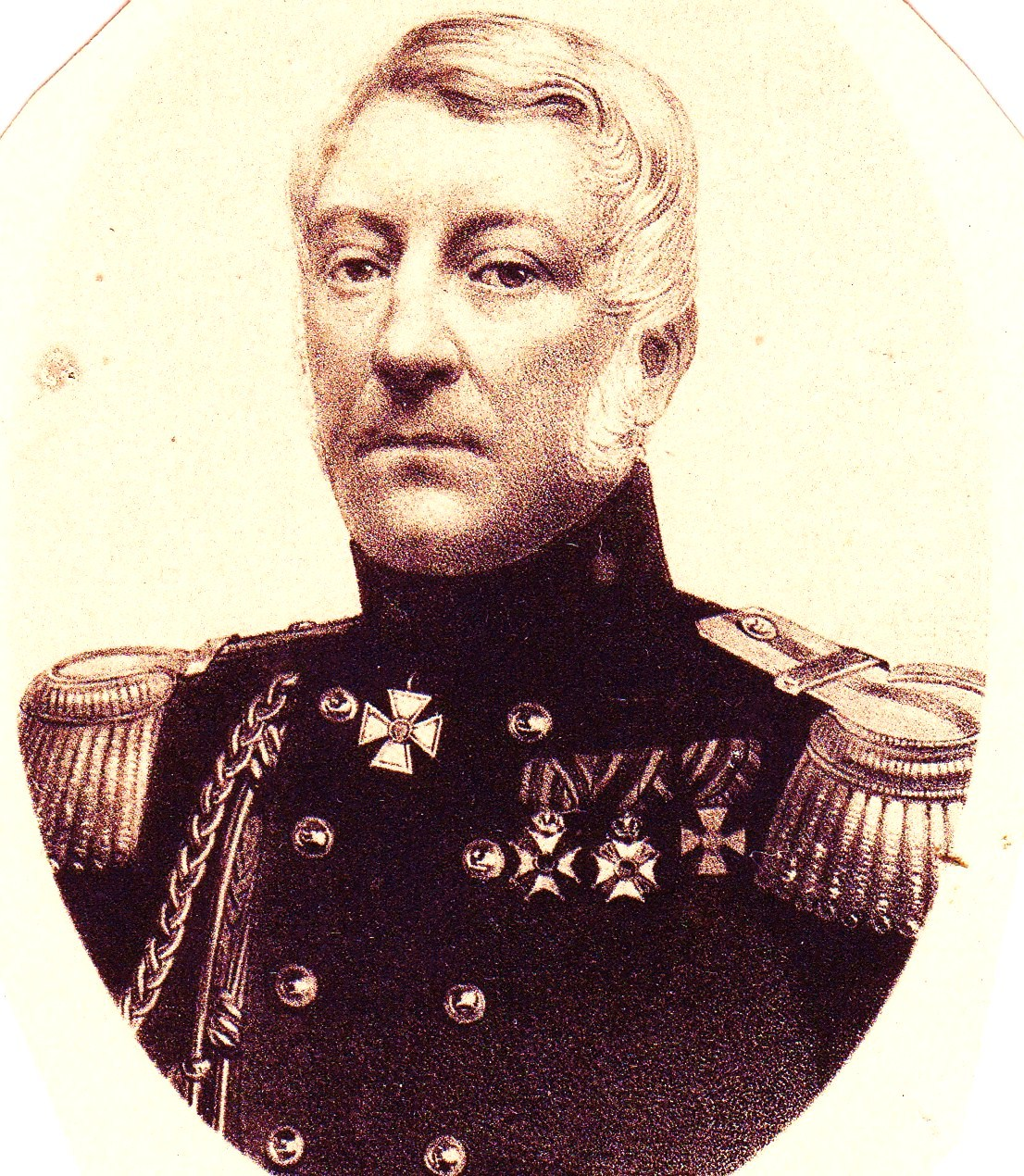
Eduard van der Oudermeulen
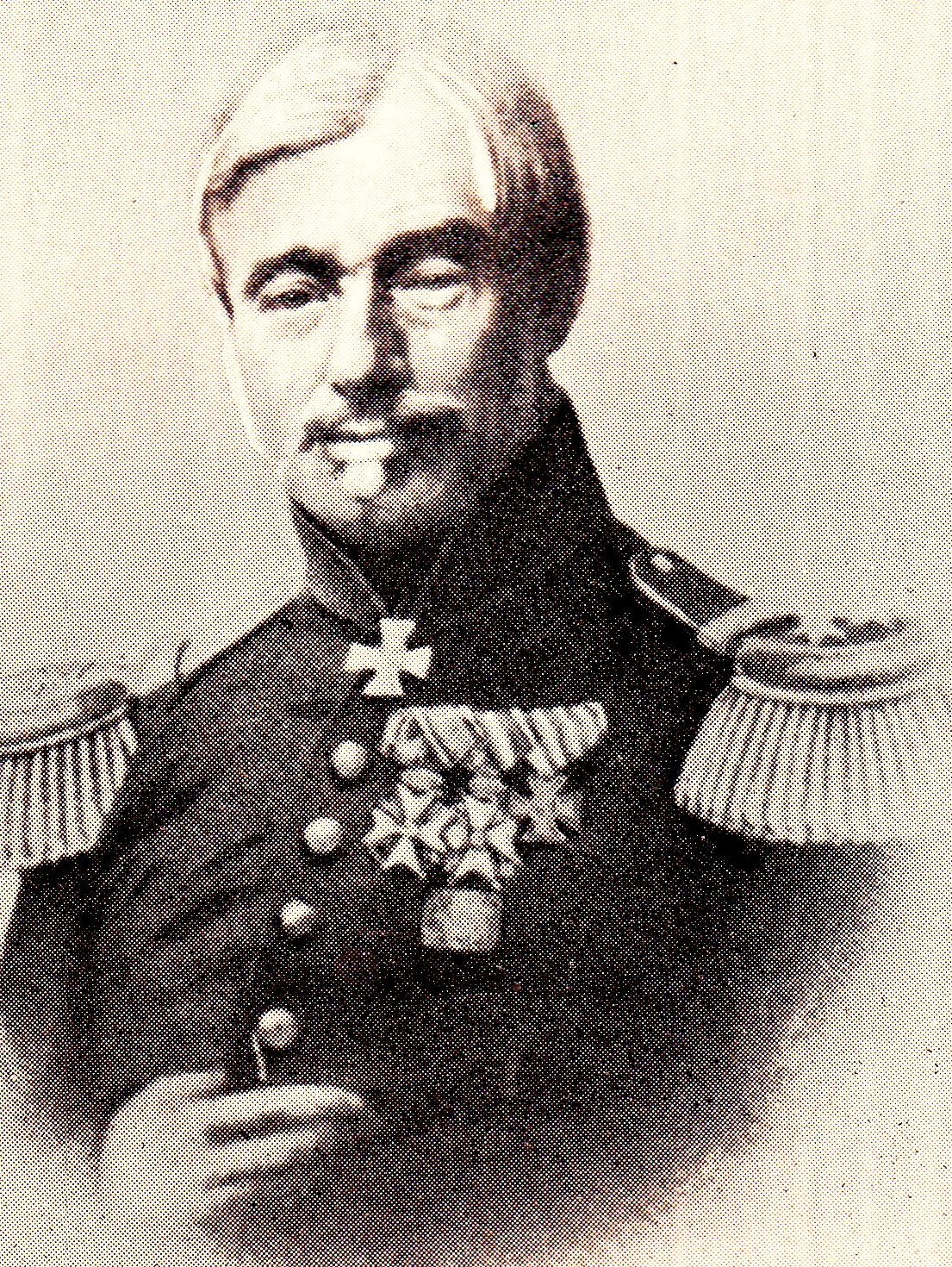
Jacobus Pieter Carel van Overstraten

## P
| - François Guillaume Peuchen - Hendrik Jan Willem Pisuisse - Louis-Adolphe de Pontécoulant | - Louis de Potter - Jules Van Praet |

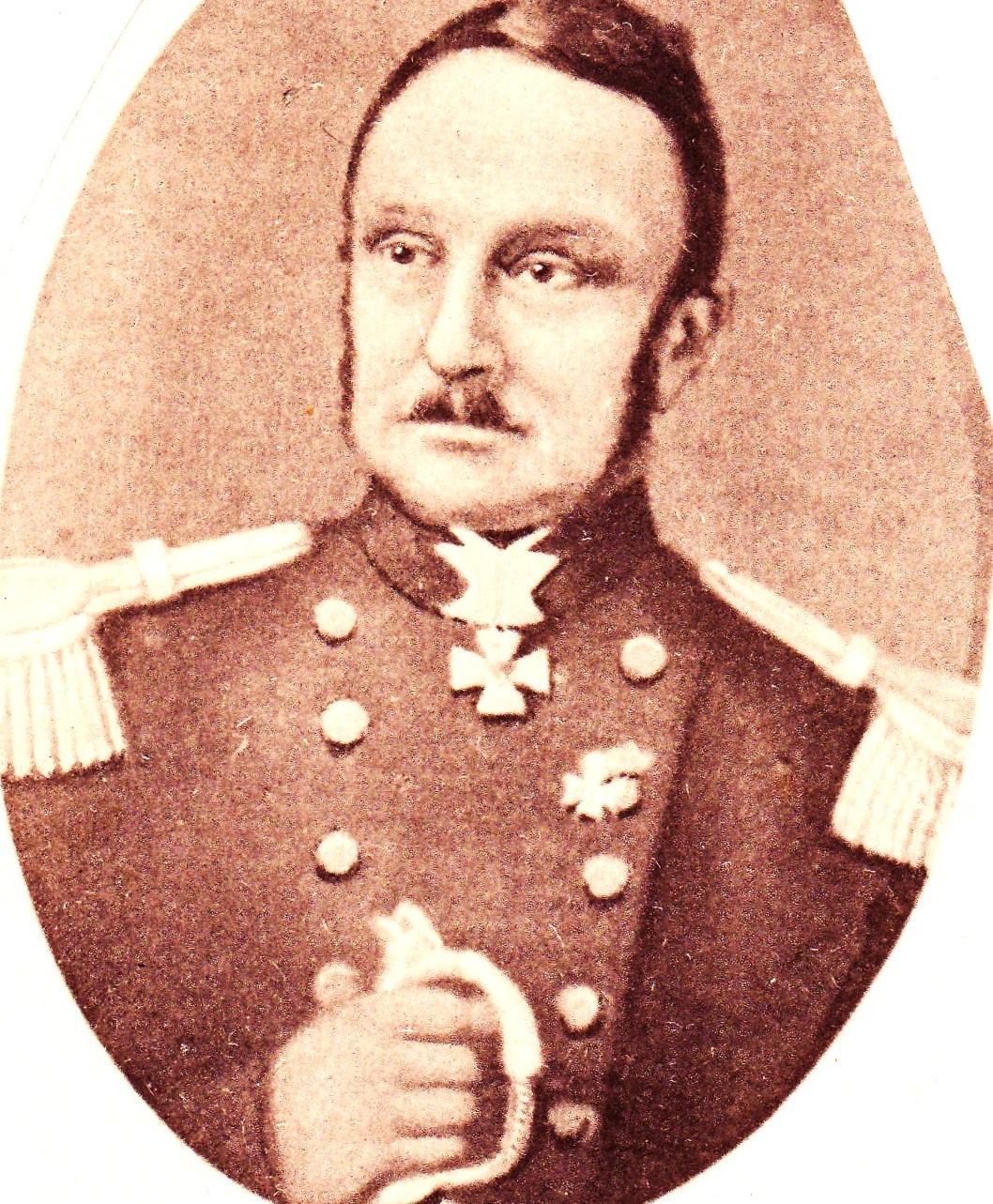
Hendrik Jan Willem Pisuisse
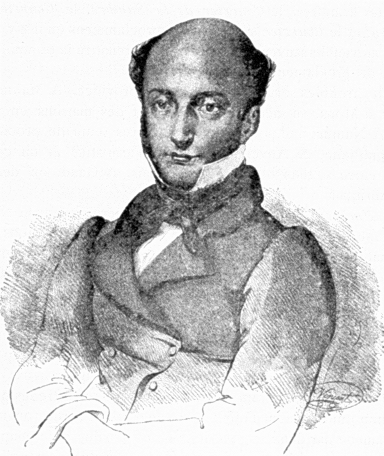
Louis de Potter
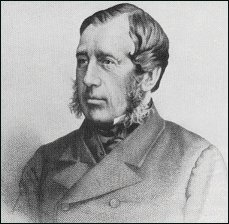
Jules Van Praet

## Q
- Louis Robert de Quaita

|  |  |

## R
| - Johannes Karel van Rappard - Jan Pieter Reuther - Julius Constantijn Rijk - Jacob Cornelis van Rijneveld | - Alexander Rodenbach - Constantin Rodenbach - Johan Jacob Roeps - Charles Rogier - Firmin Rogier | - Bernard Rottiers - Adolphe Roussel - Abraham Rutgers van der Loeff |  |

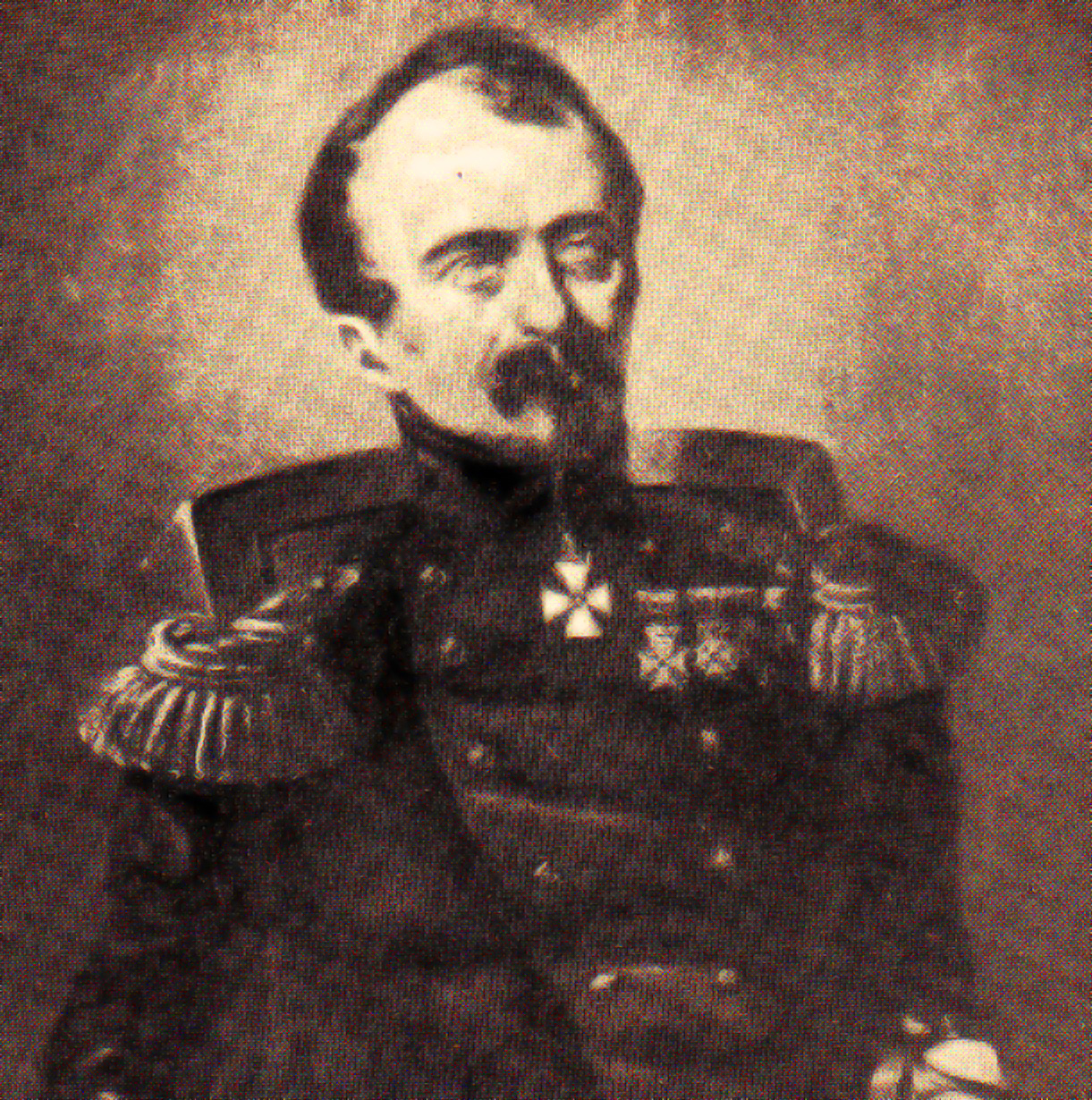
Johannes Karel van Rappard
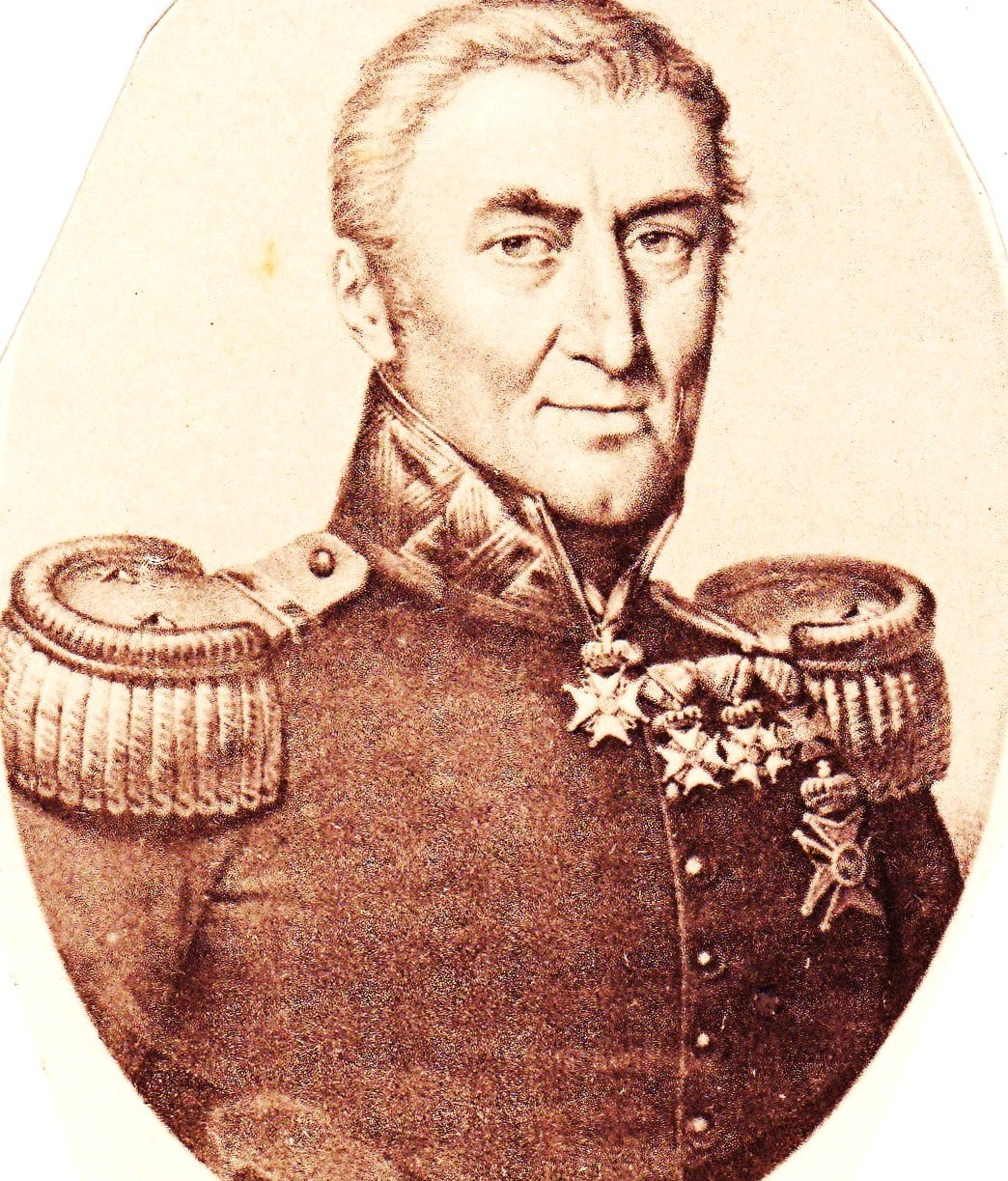
Jan Pieter Reuther
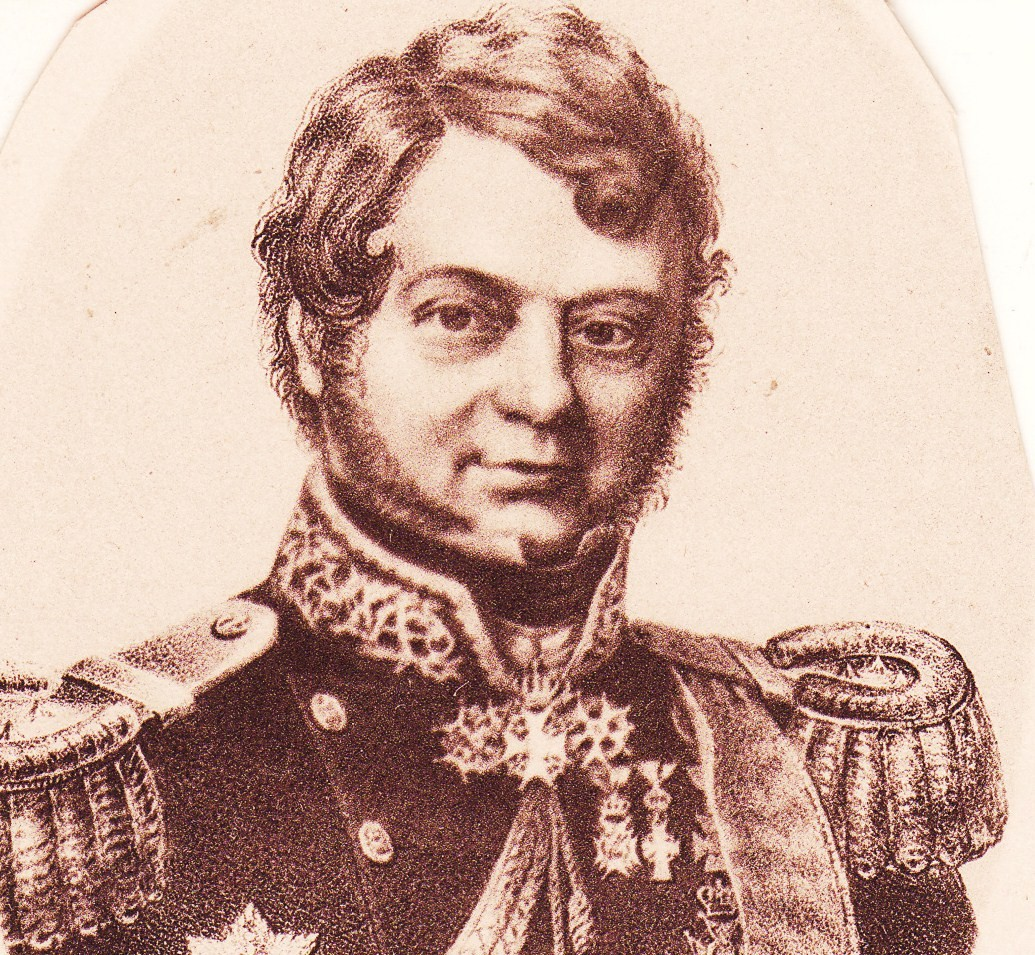
Julius Constantijn Rijk
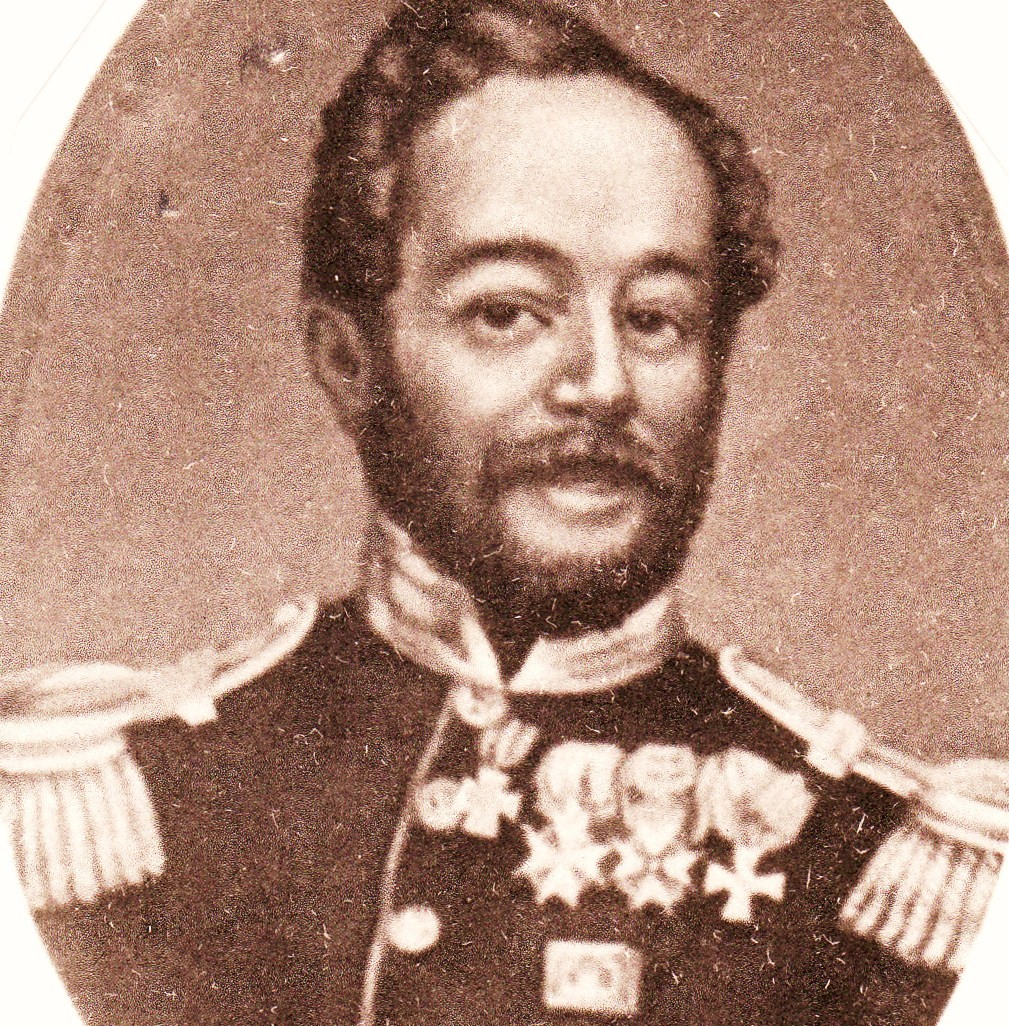
Jacob Cornelis van Rijneveld
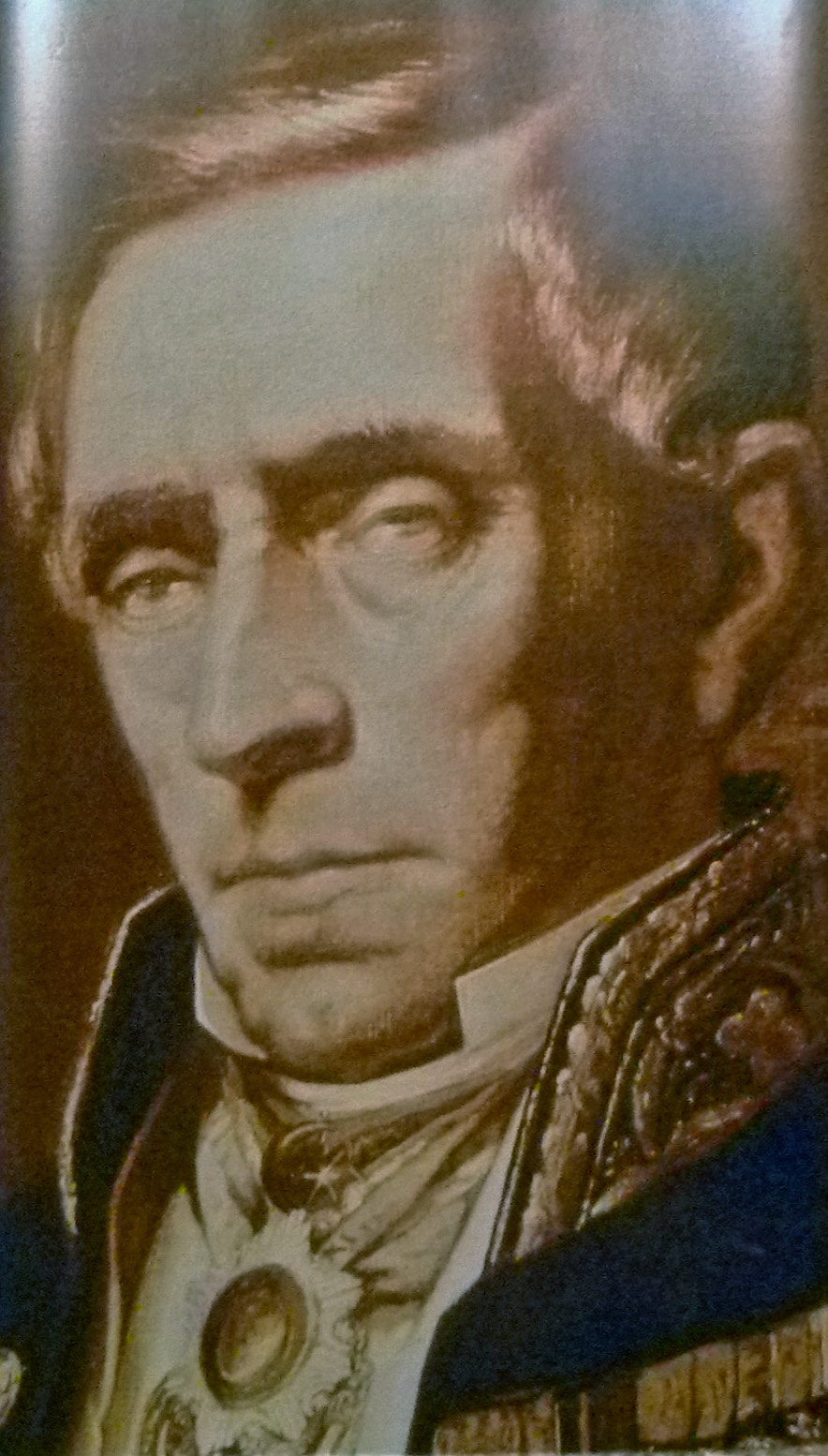
Alexander Rodenbach
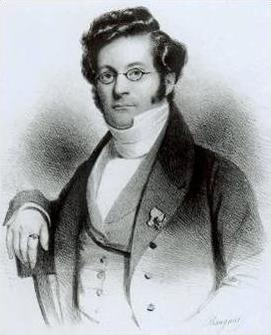
Constantin Rodenbach
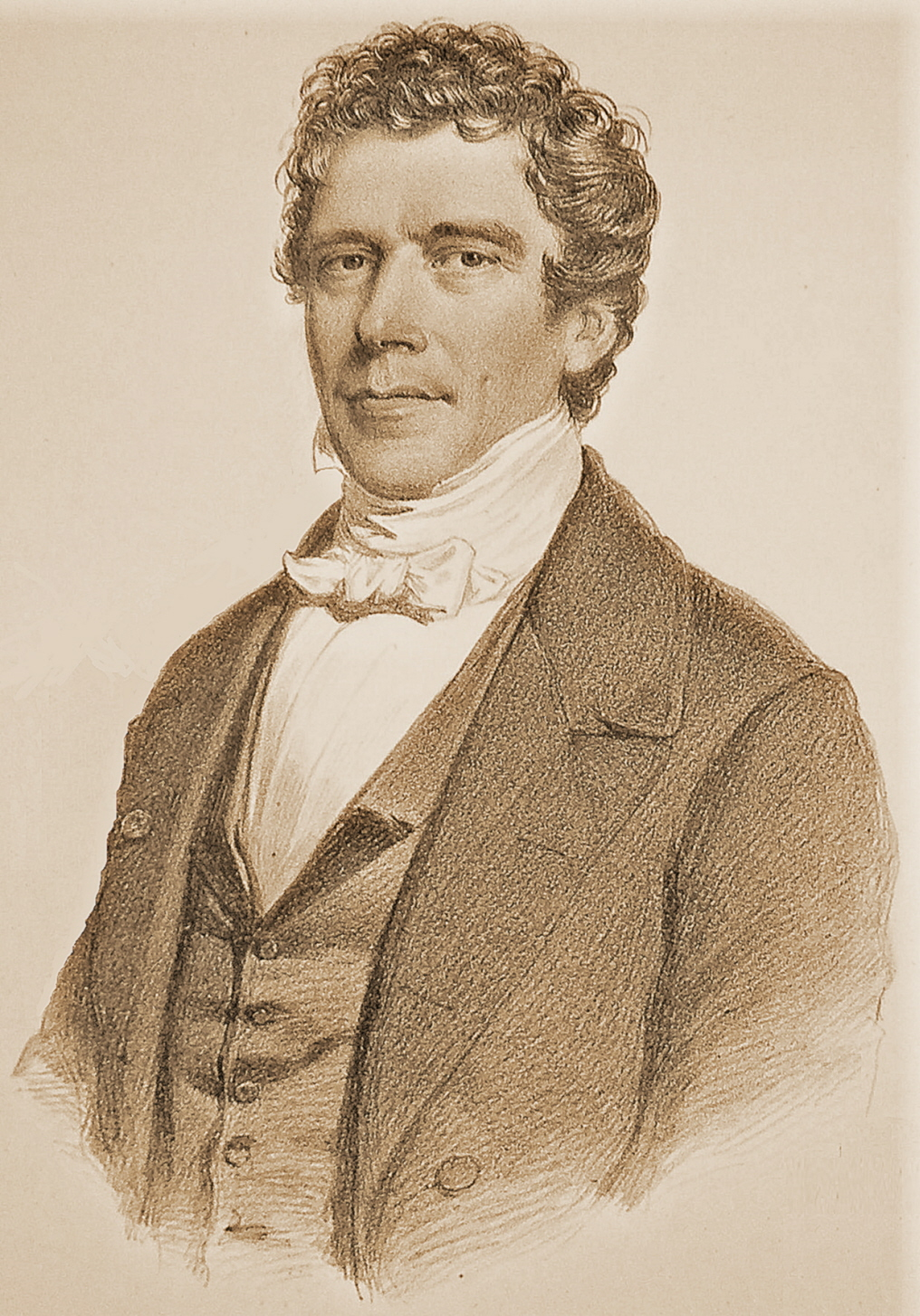
Charles Rogier
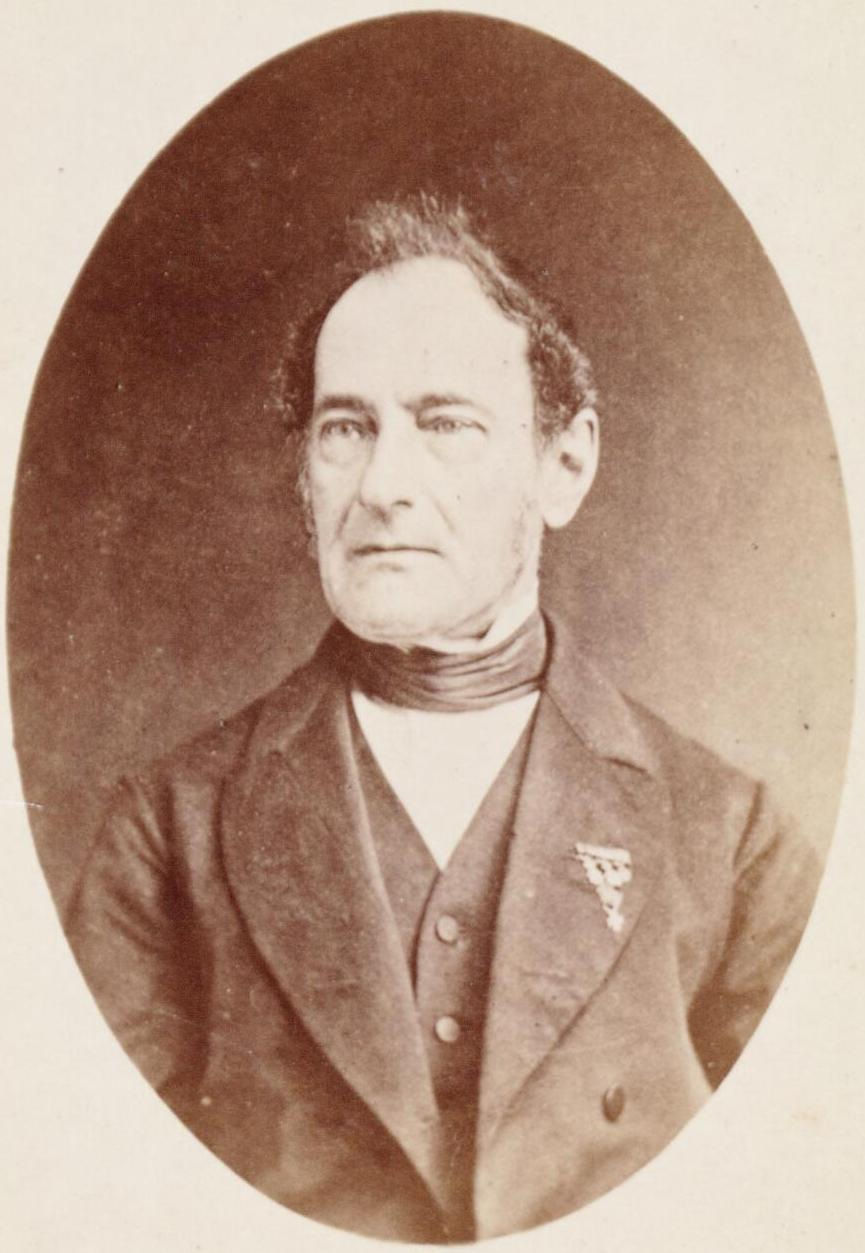
Abraham Rutgers van der Loeff

## S
| - Karel Bernhard van Saksen-Weimar-Eisenach - Johannes Henricus Salomon - Aegidius Clemens August Schönstedt - Cornelis Didrik Adrianus Schutter - Hendrik Gerard Seelig - Jean Theodore Serraris | - Emmanuel Servais - Johan de Sitter - Louis Philip Jacob Snabilié - Frederik Johannes Sorg - Jan van Speijk - Johannes Theodorus van Spengler | - Karel Spilthoorn - Johannes Petrus Sprenger - Godefroid Stas - Maximiliaan Henry Steenberghe - Friedrich Stoecker - Frans van der Straten van Thielen - François Vincent Henri Antoine de Stuers - Lambertus Josephus Corneille Antoine Marie de Stuers | - Anthoon Hendrik Pieter Carel van Suchtelen van de Haare - Erasme Louis Surlet de Chokier - Jan van Swieten - Gerard Regnier Gerlacius van Swinderen |

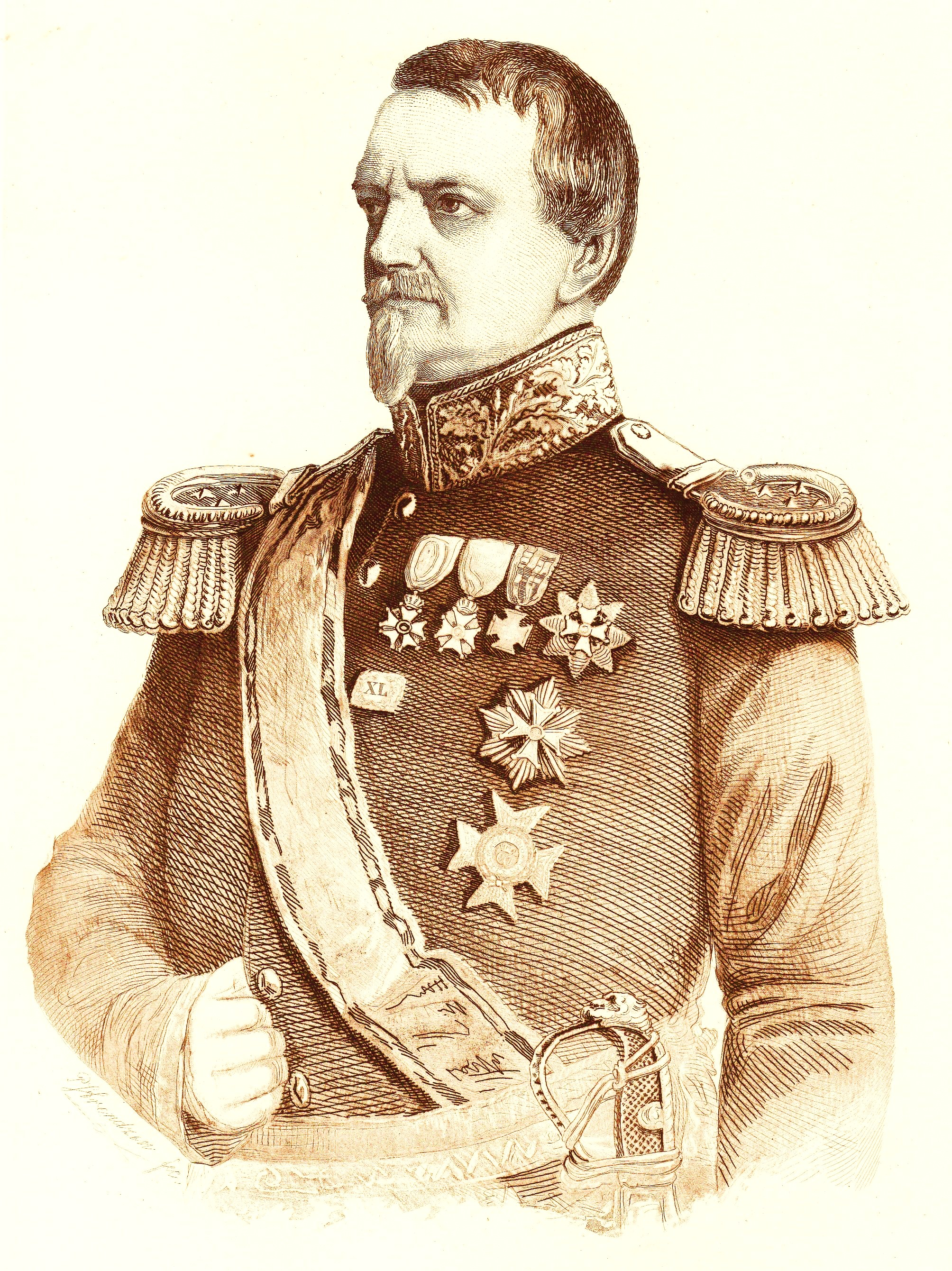
Karel Bernhard van Saksen-Weimar-Eisenach
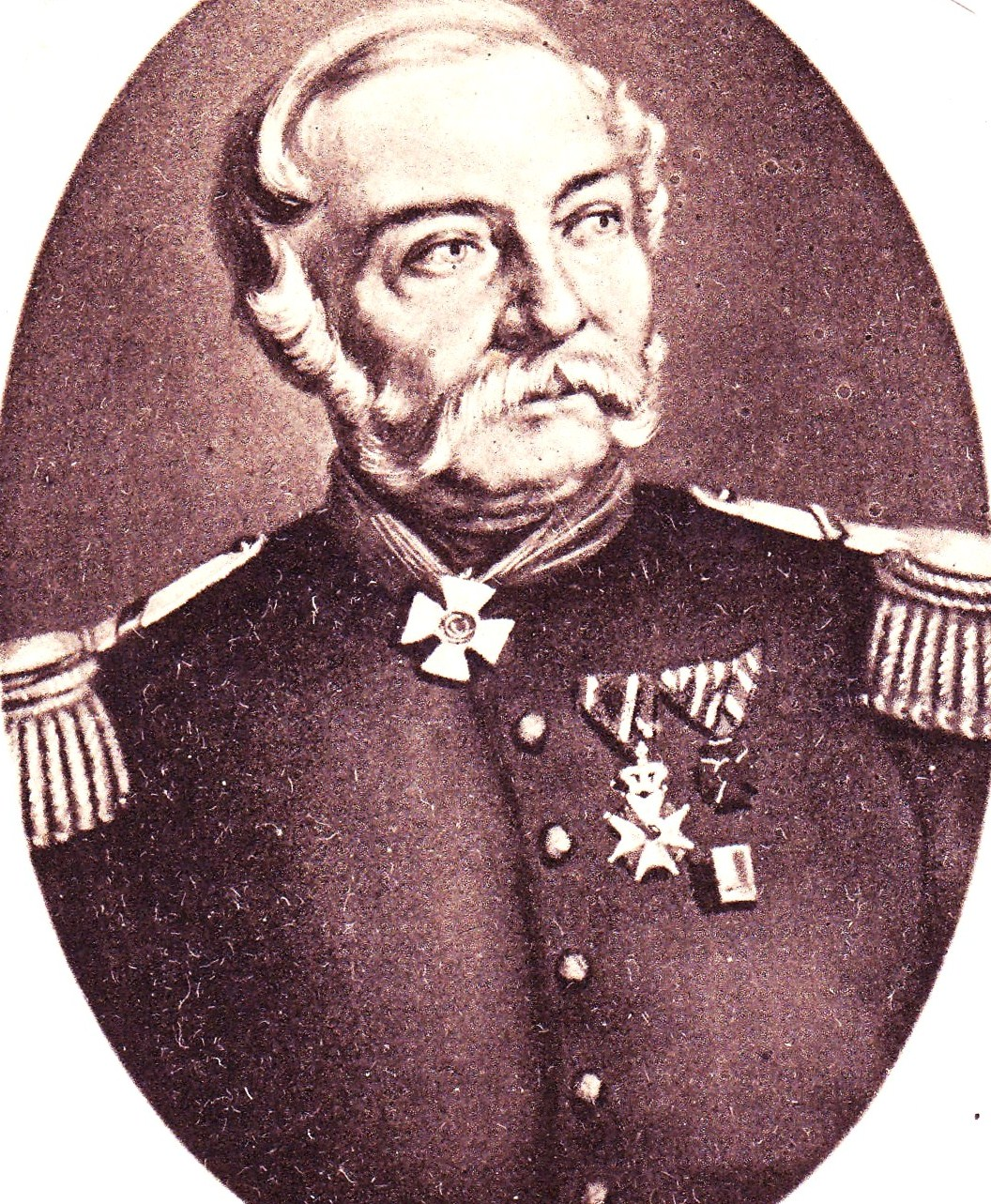
Johannes Henricus Salomon
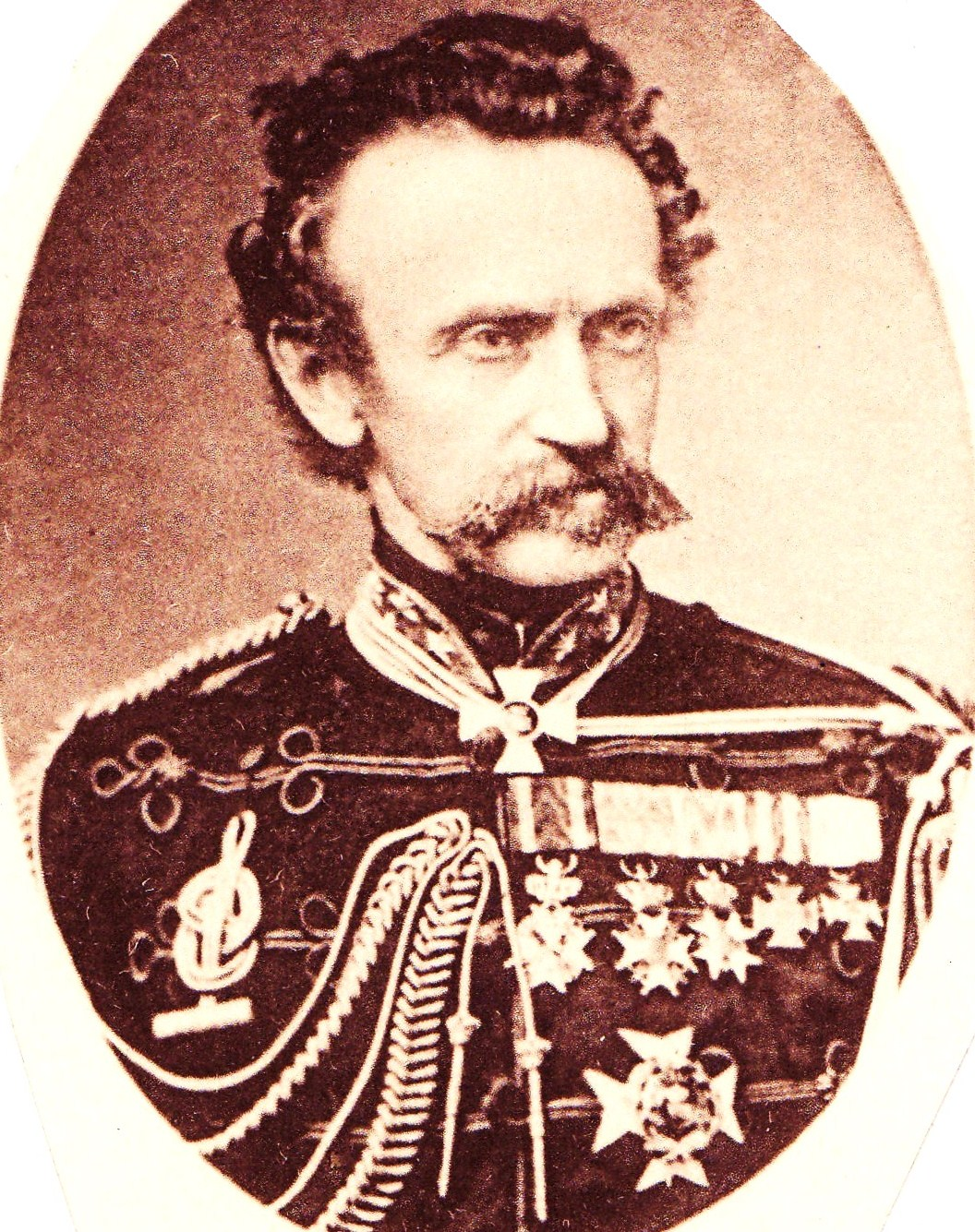
Aegidius Clemens August Schönstedt
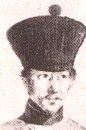
Cornelis Didrik Adrianus Schutter
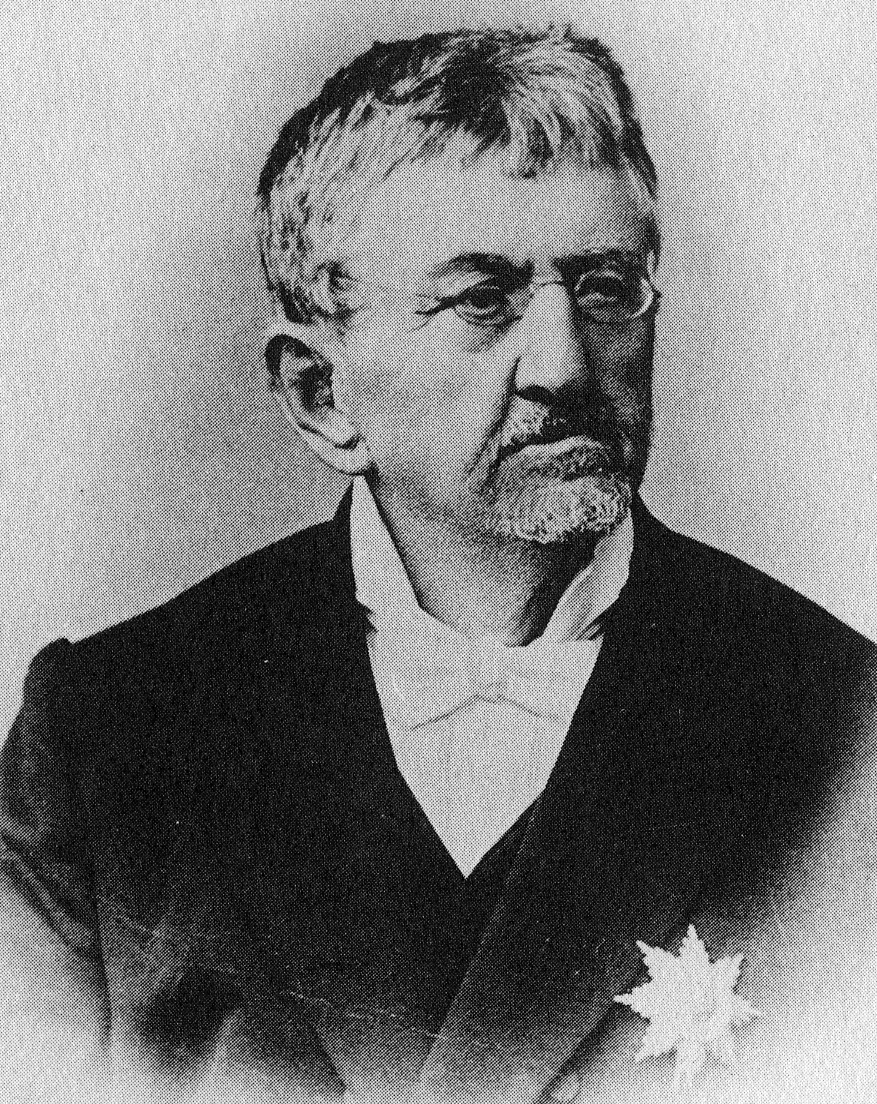
Emmanuel Servais
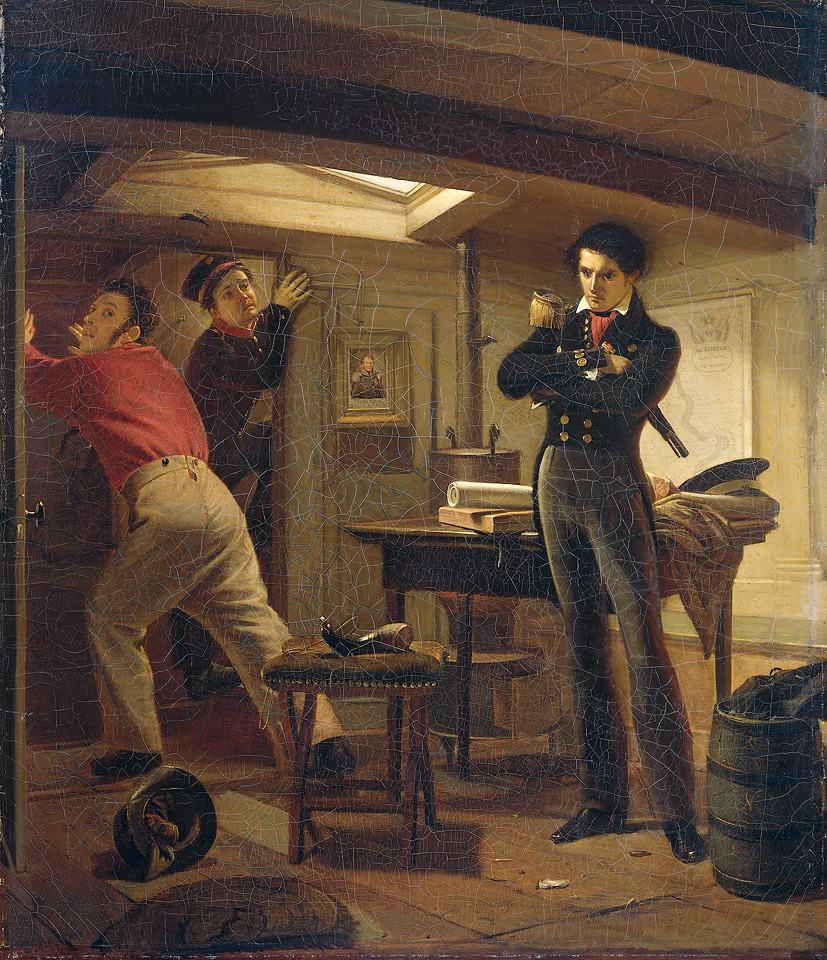
Jan van Speijk
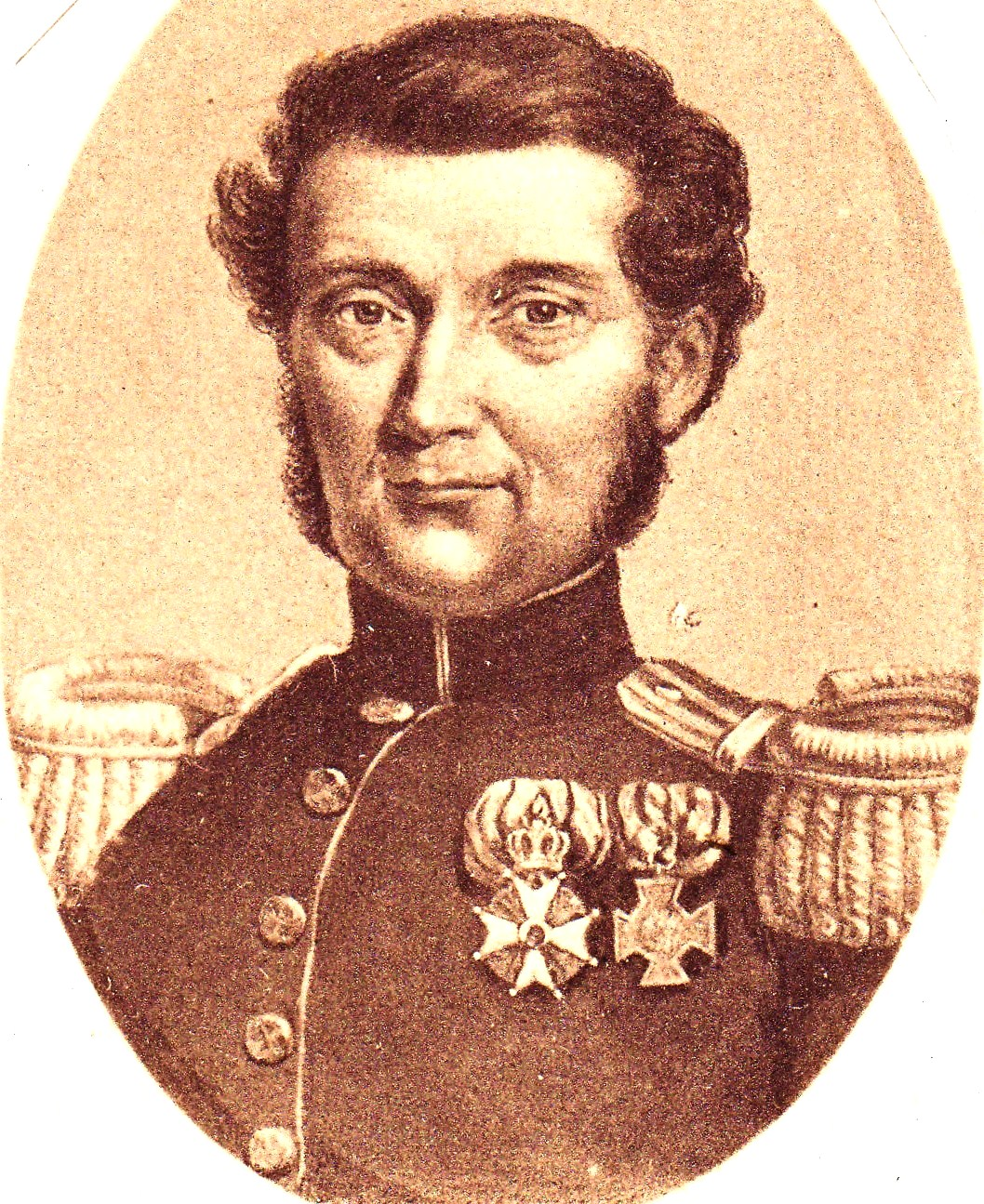
Hendrik Gerard Seelig
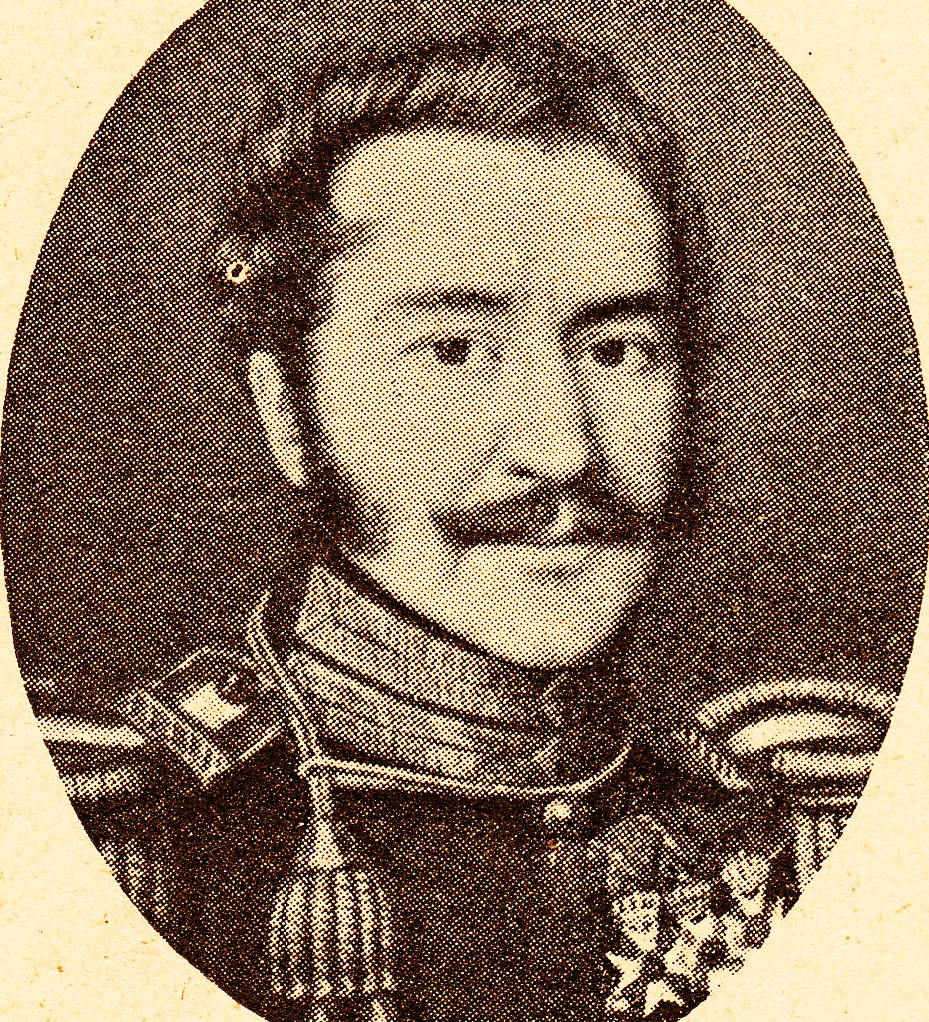
Jean Theodore Serraris
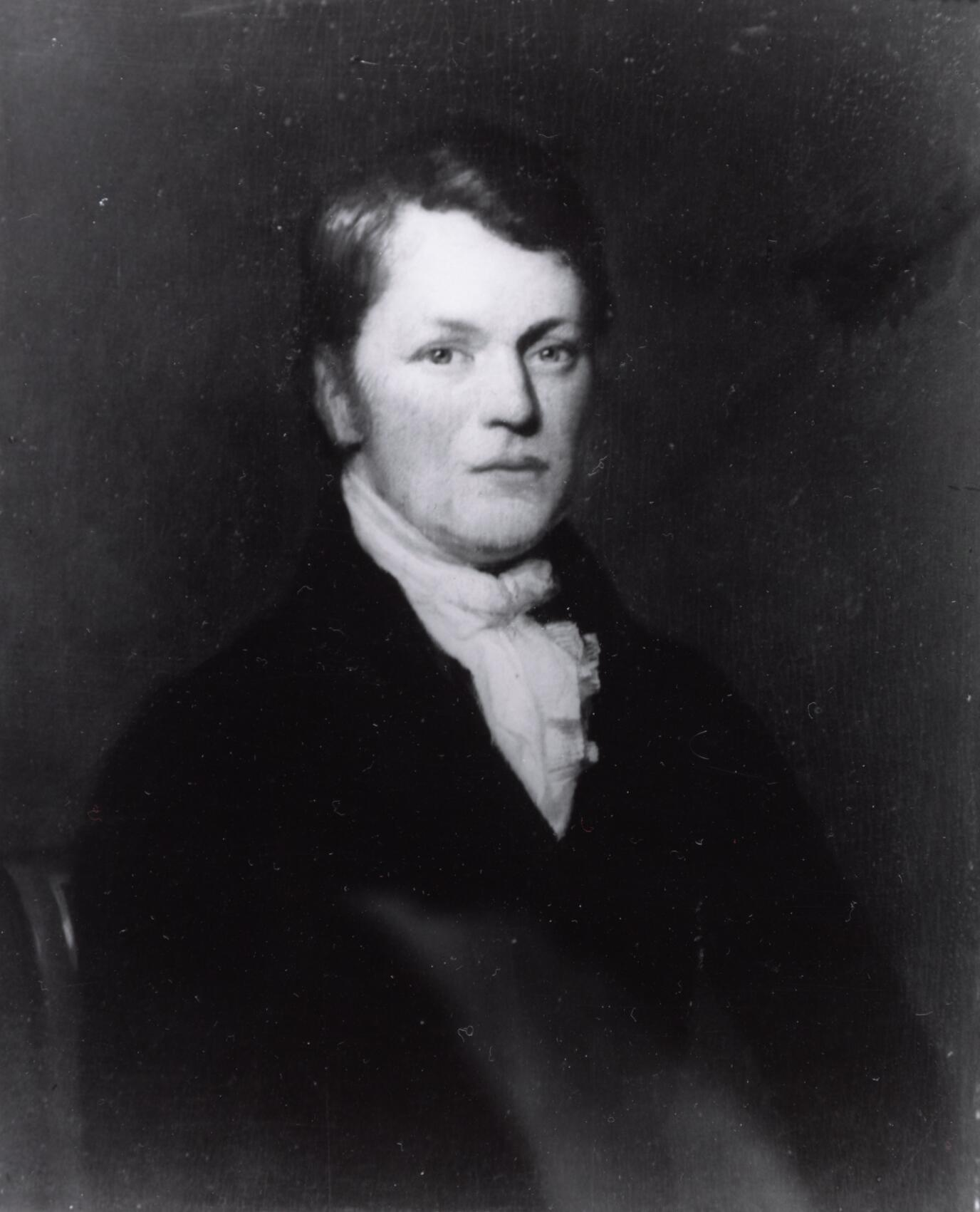
Johan de Sitter
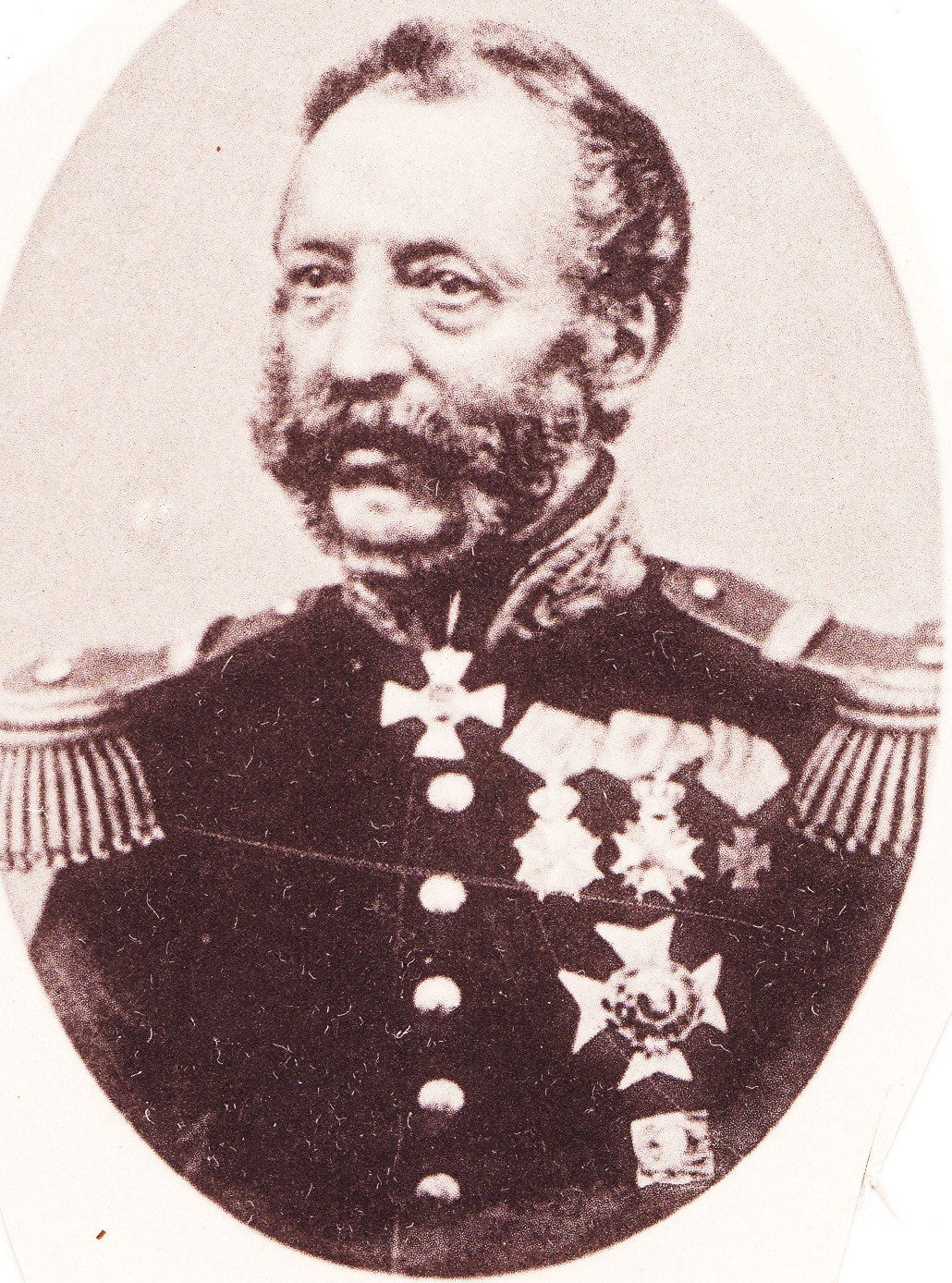
Louis Philip Jacob Snabilié
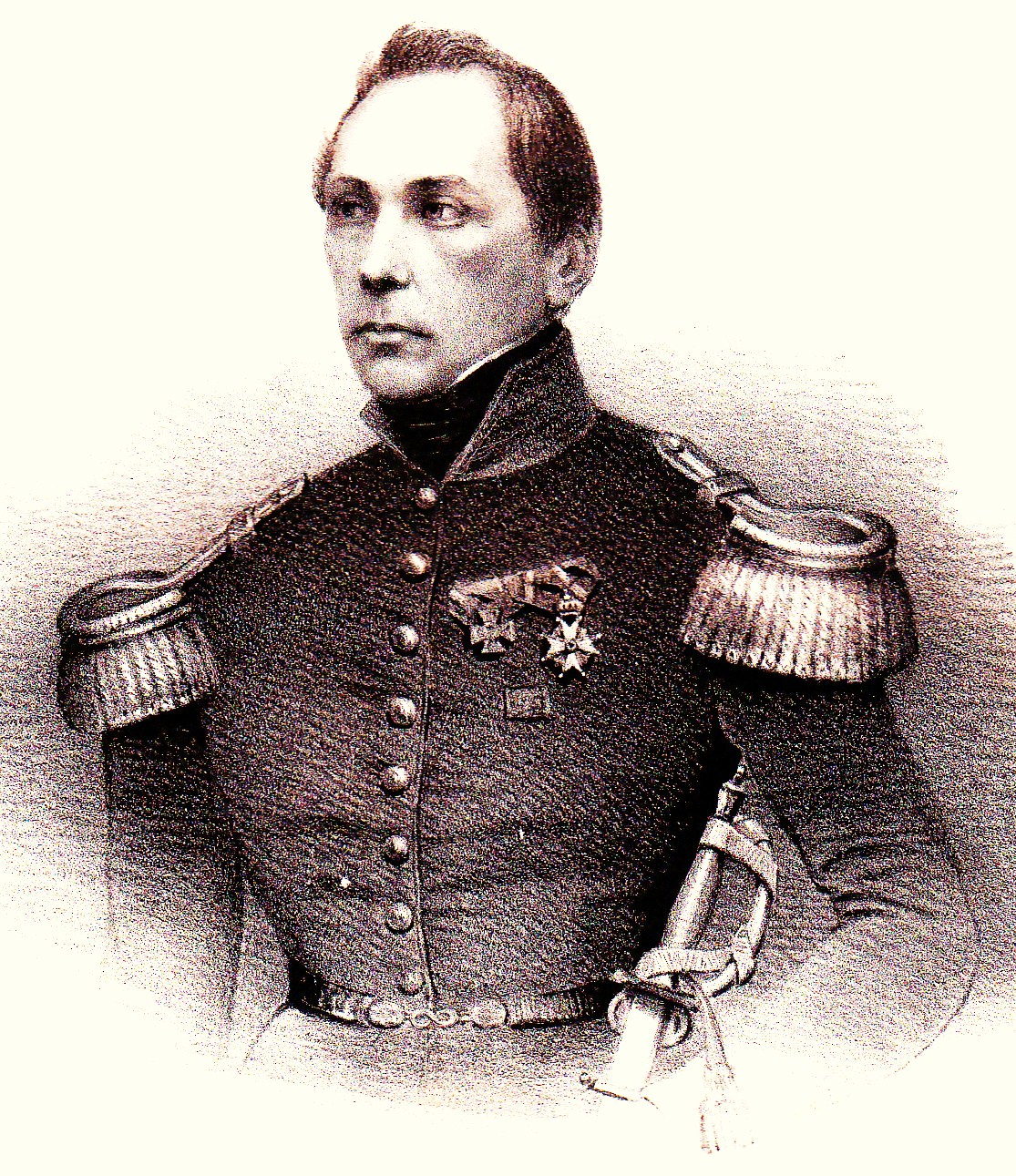
Frederik Johannes Sorg
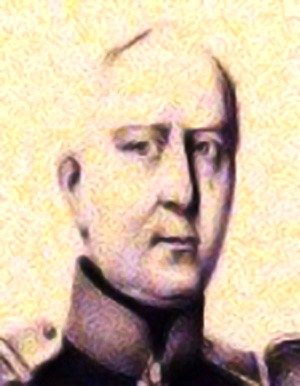
Johannes Theodorus van Spengler
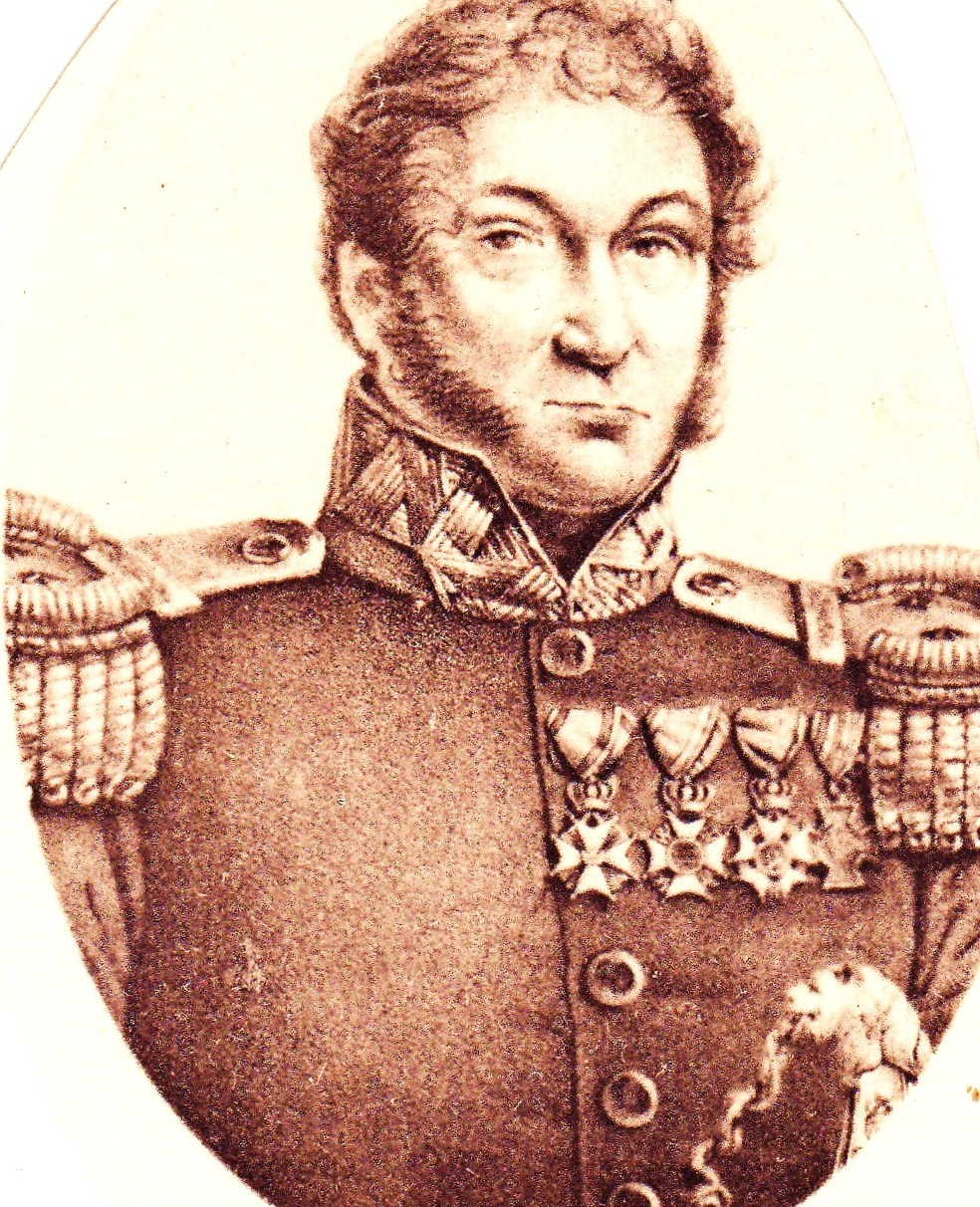
Johannes Petrus Sprenger
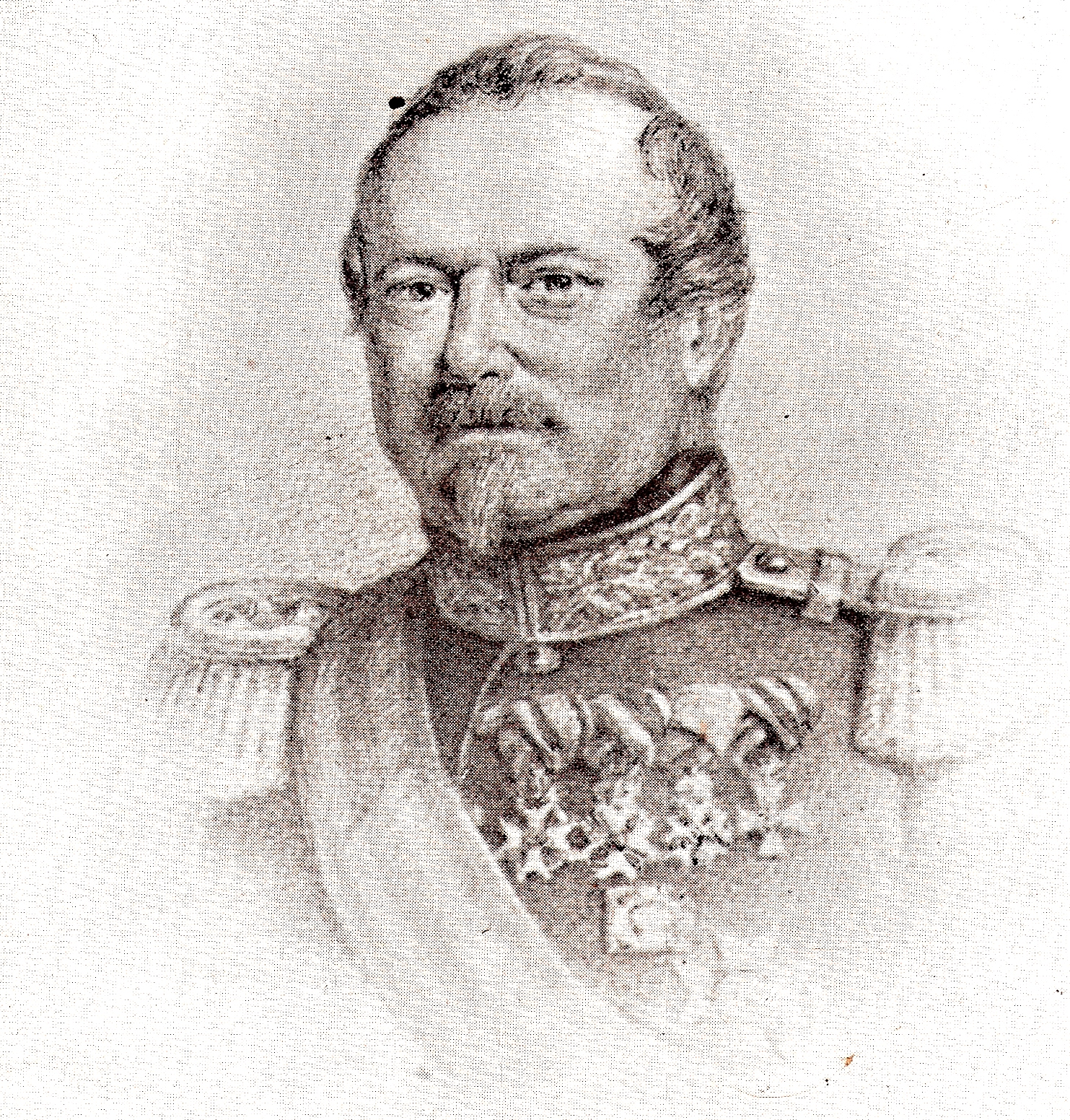
Maximiliaan Henry Steenberghe
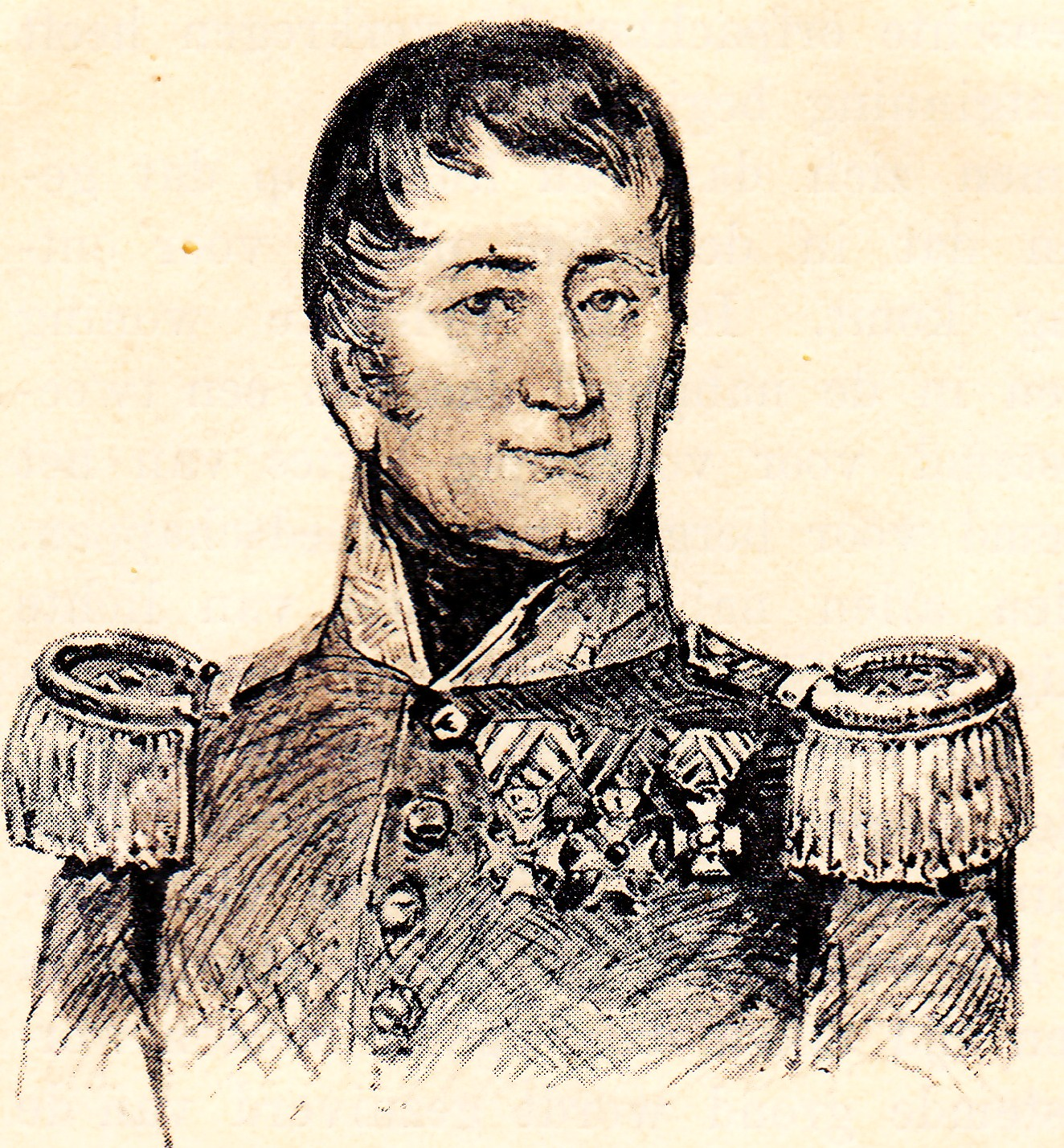
Friedrich Stoecker
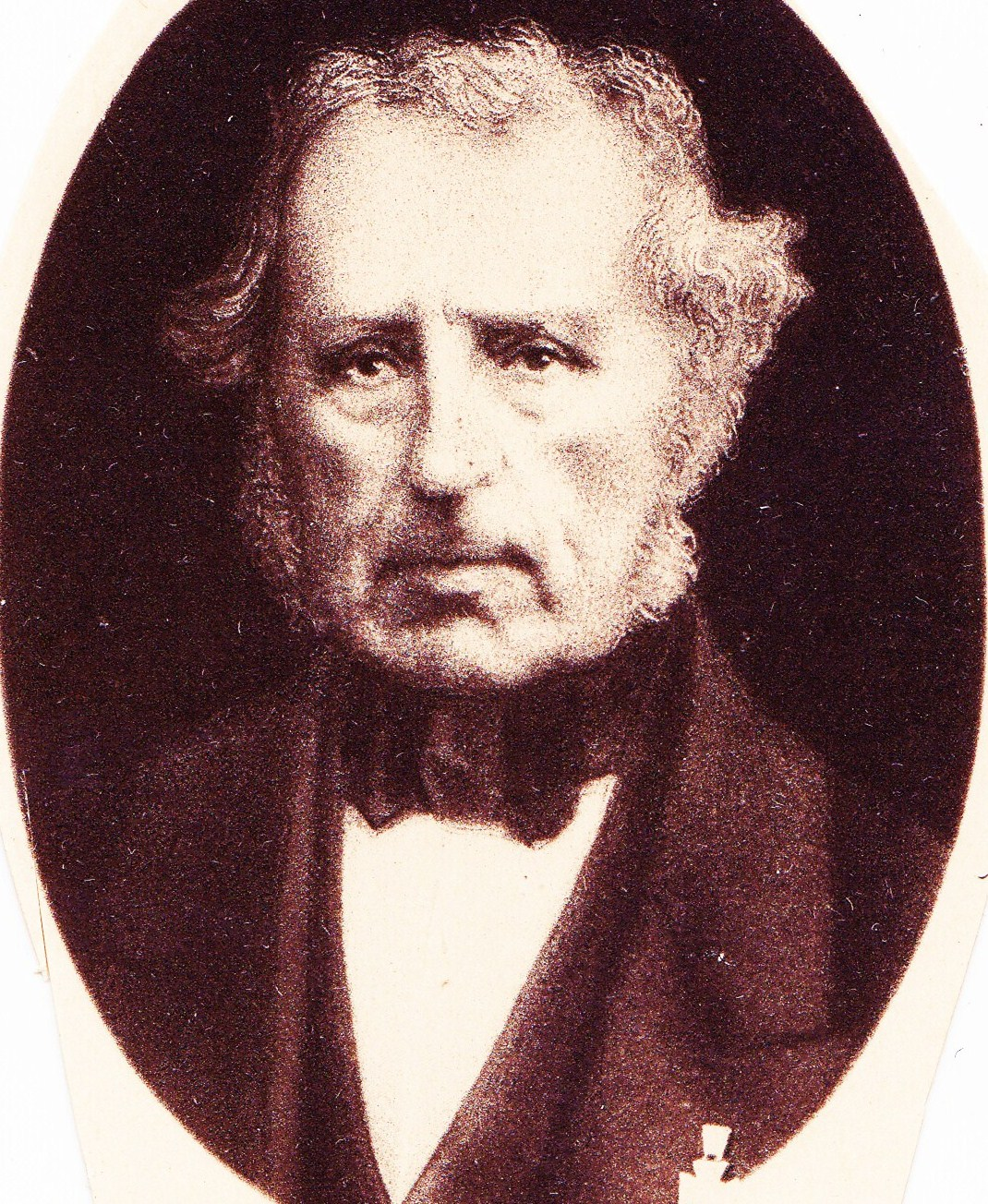
Frans van der Straten van Thielen
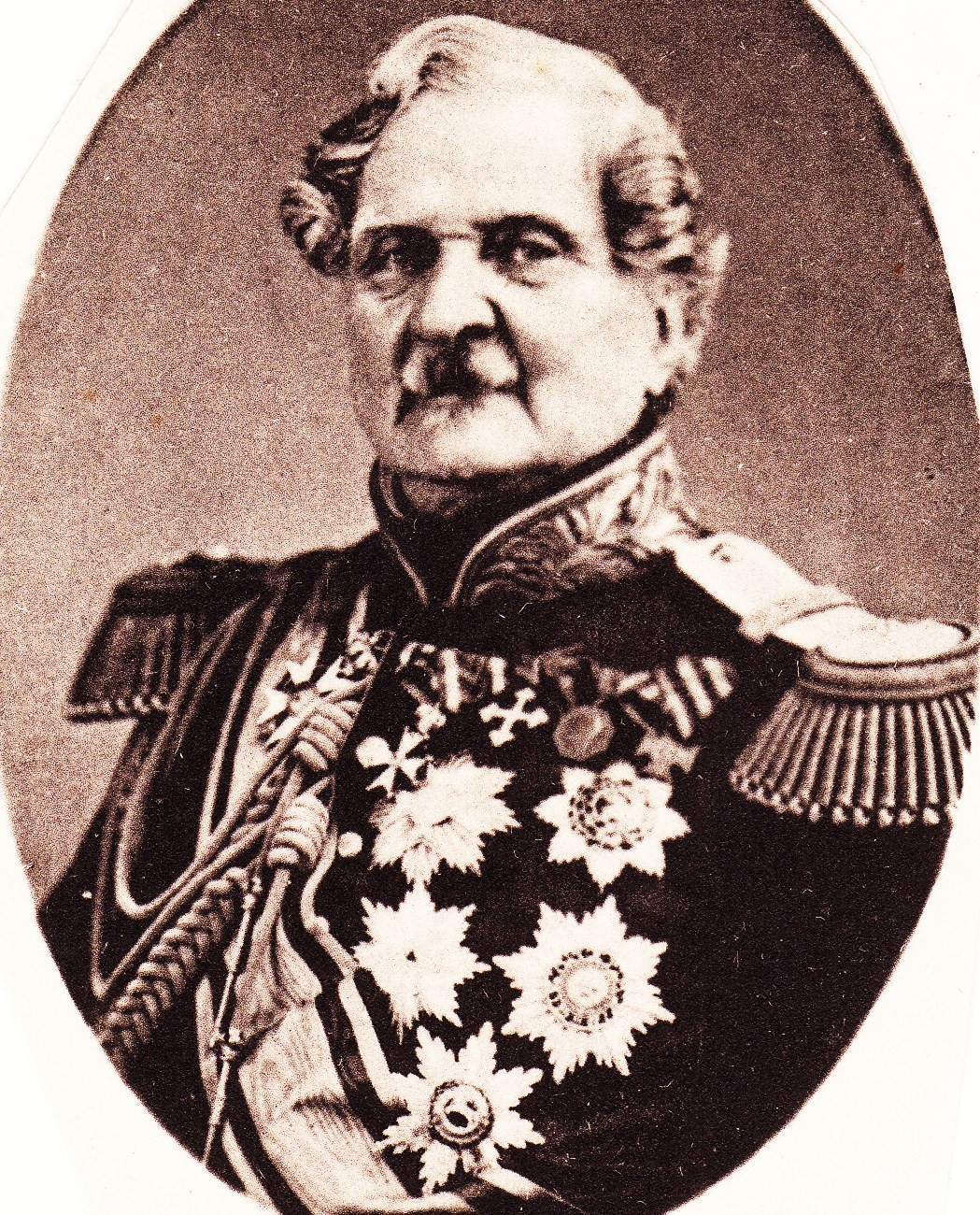
François Vincent Henri Antoine de Stuers
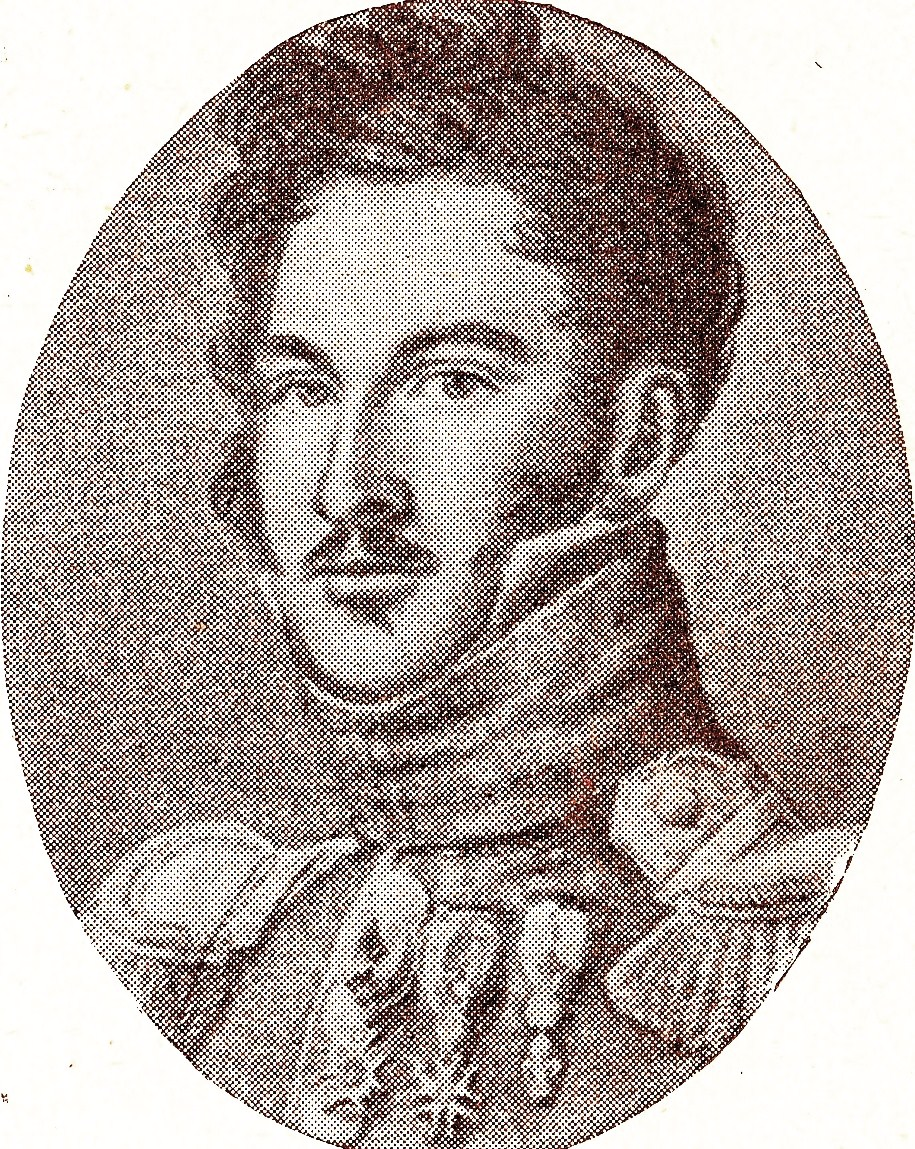
Lambertus Josephus Corneille Antoine Marie de Stuers
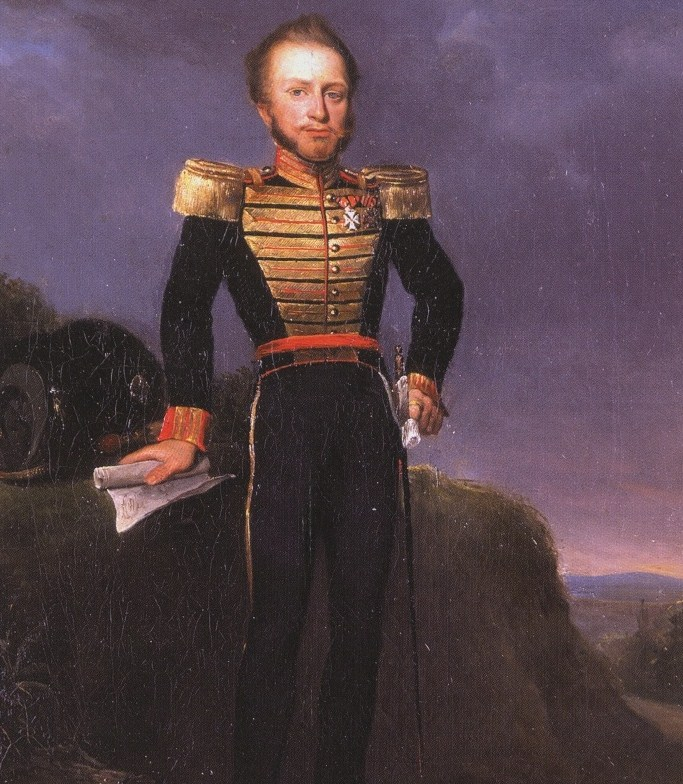
Anthoon Hendrik Pieter Carel van Suchtelen van de Haare
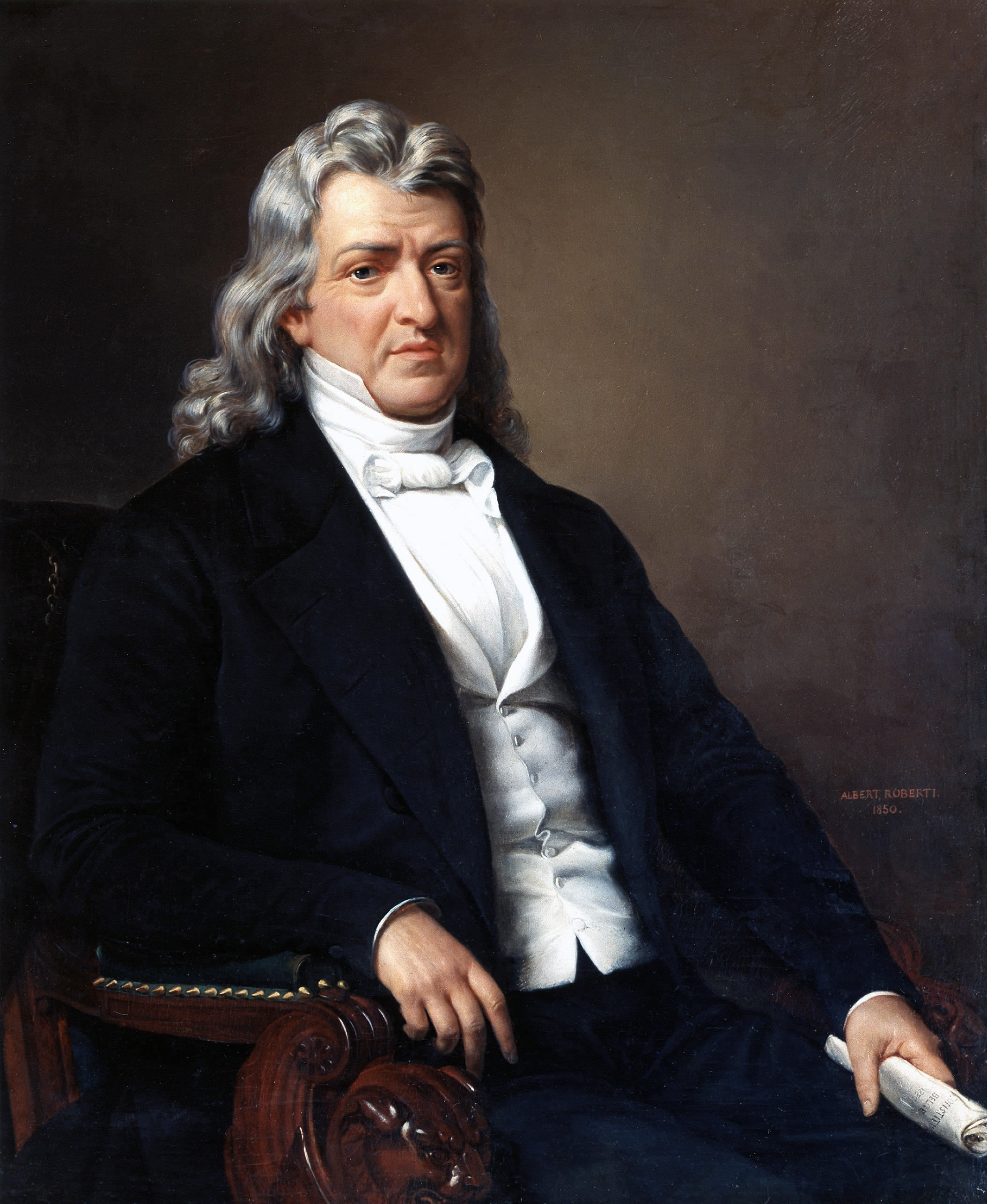
Erasme Louis Surlet de Chokier
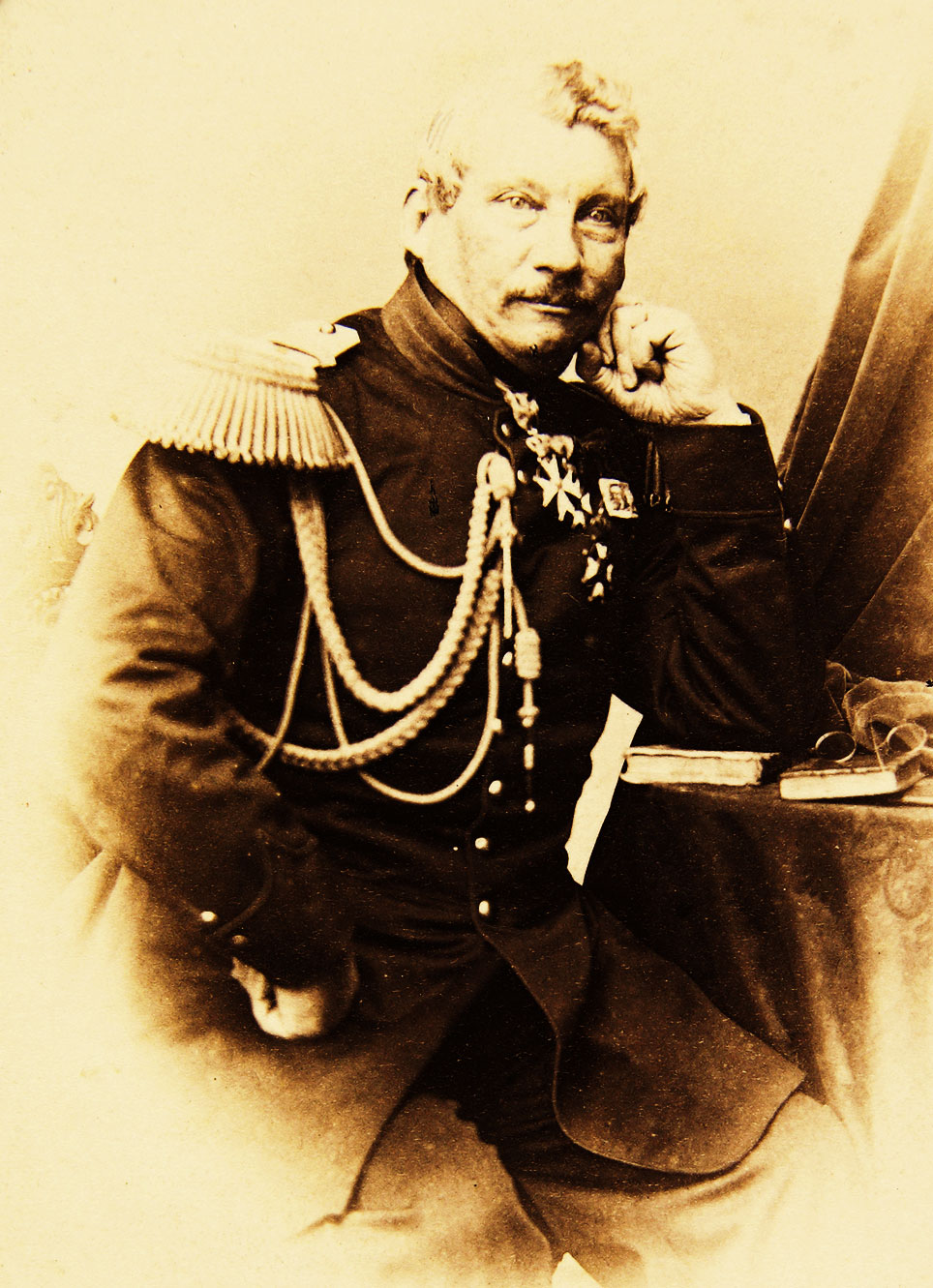
Jan van Swieten

## T
| - Charles-Maurice de Talleyrand | - Jean Thienpont | - Gerhard Frederik van Till | - Leonard Jean Tindal | - Victor de Tornaco |

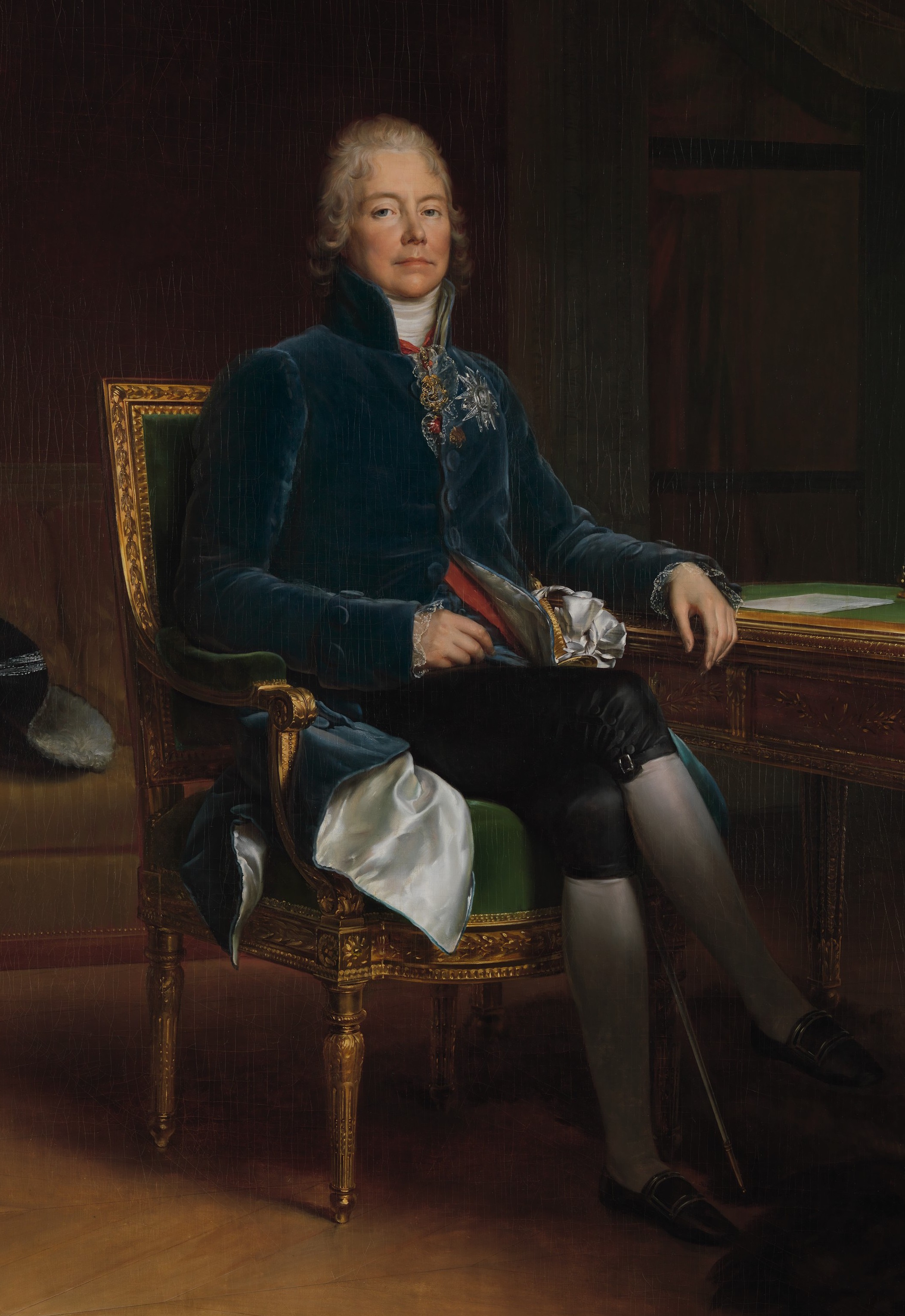
Charles-Maurice de Talleyrand
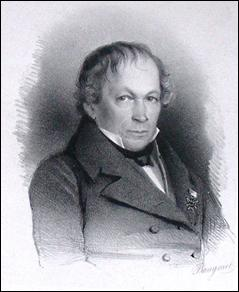
Jean Thienpont
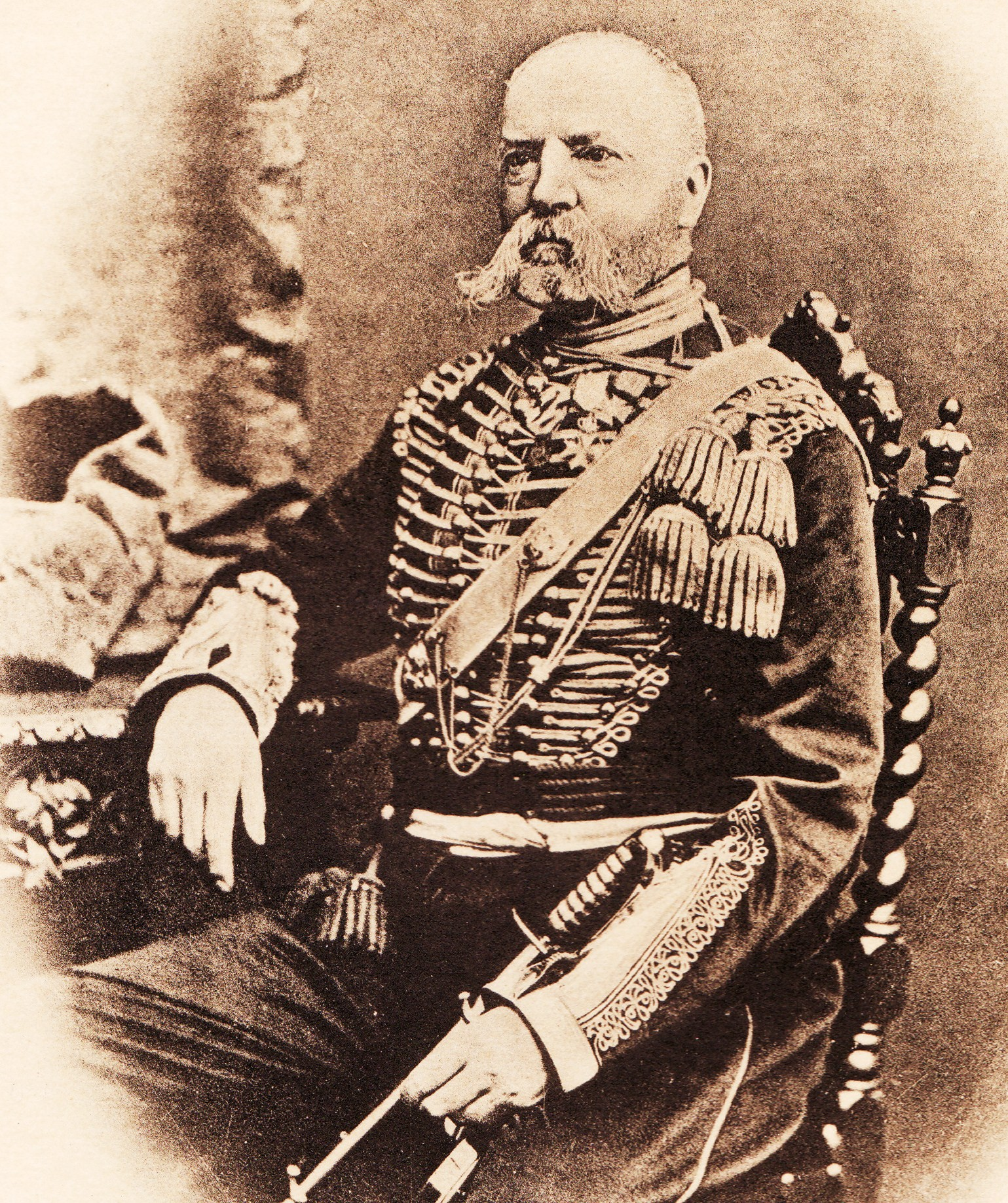
Leonard Jean Tindal
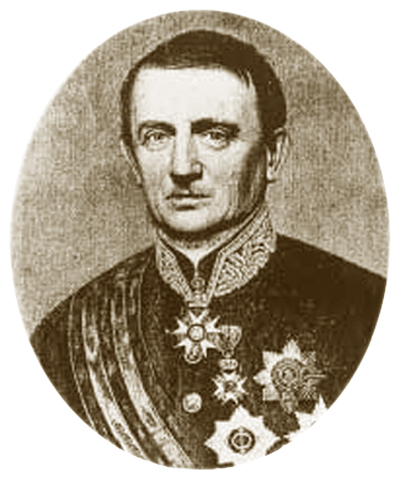
Victor de Tornaco

## U
| - Olke Arnoldus Uhlenbeck |

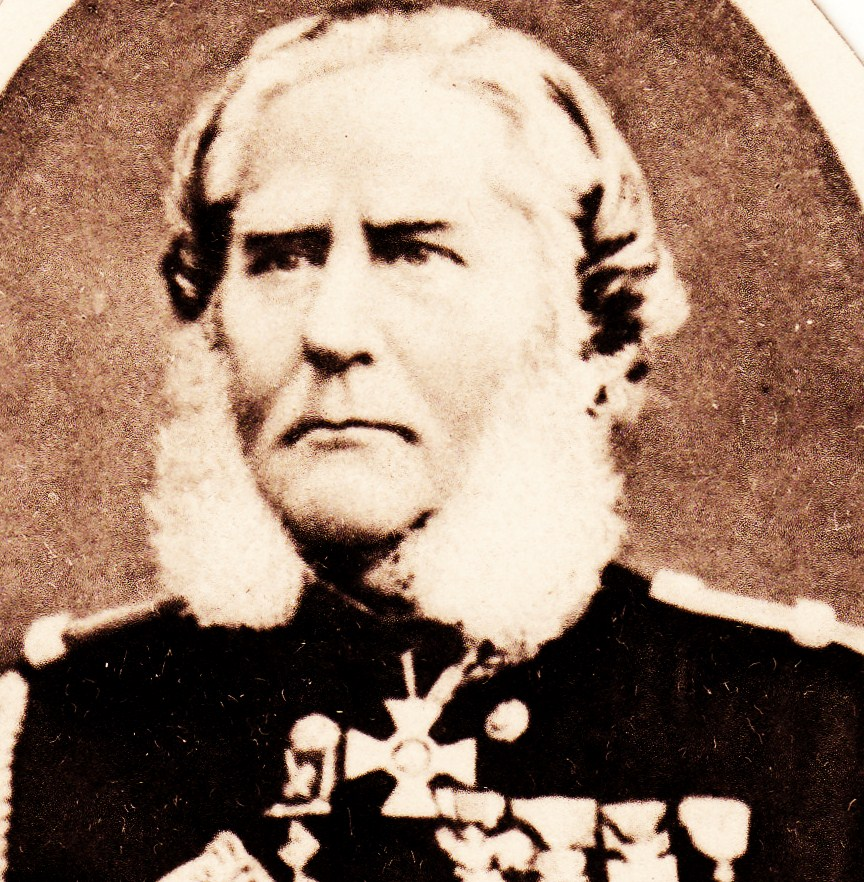
Olke Arnoldus Uhlenbeck

## V
| - Coenraad van Valkenburg - Johannes Vertholen (1771-1853) | - Johannes Vertholen (1804-1874) - Pieter Otto Coenraad Vorsselman de Heer | - Daniël de Vos Brouwer - Willem Vrolik |

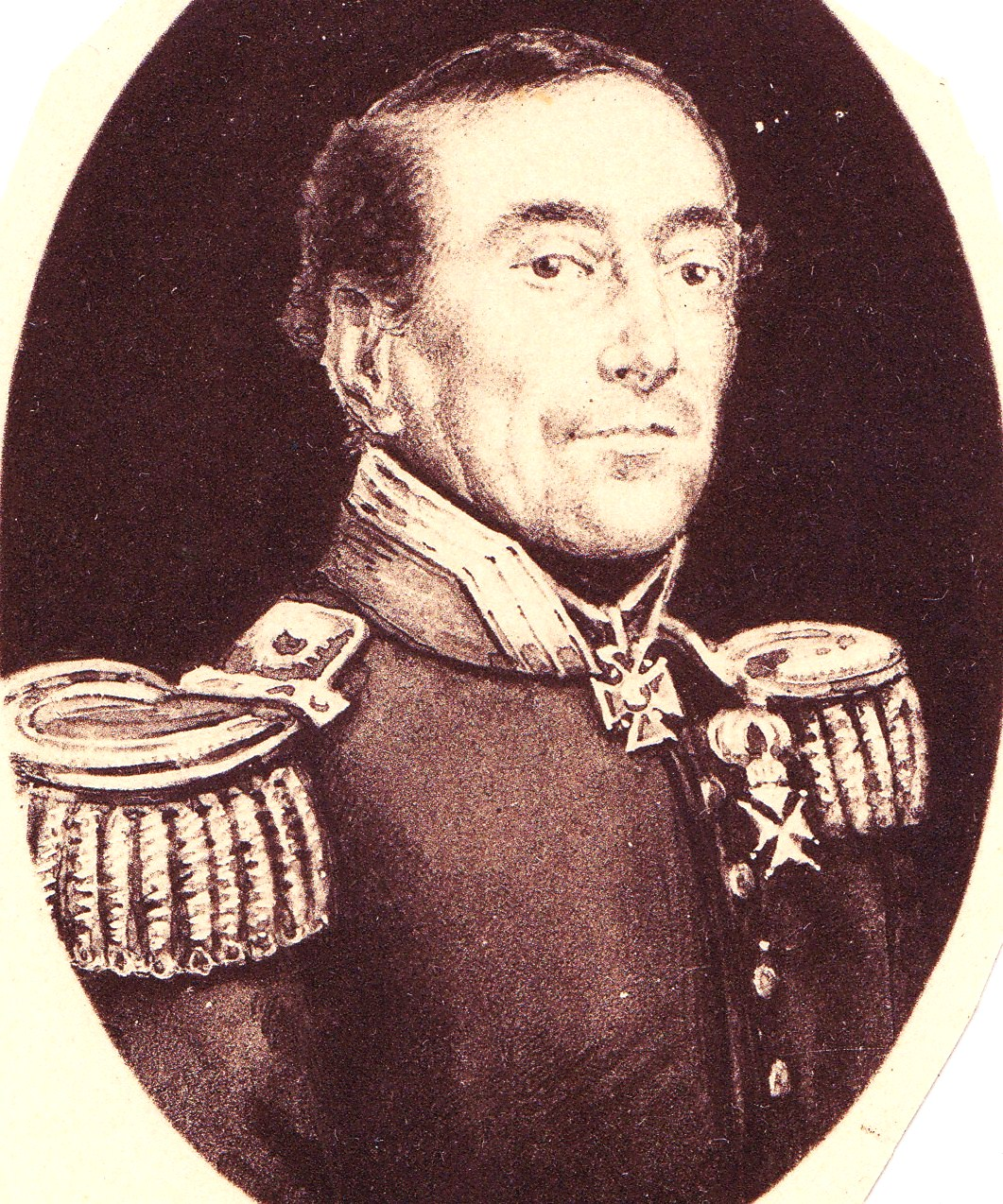
Johannes Vertholen (1771-1853)
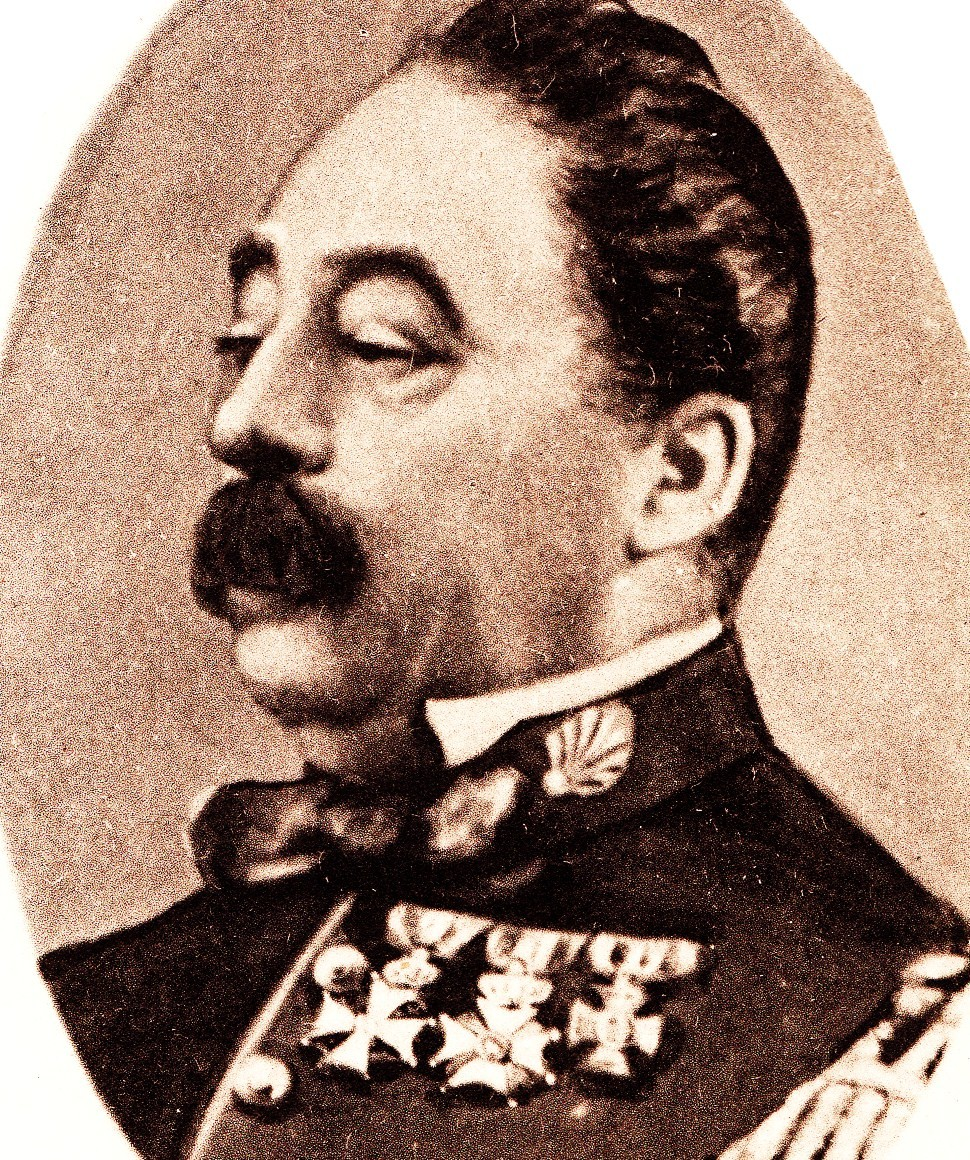
Johannes Vertholen (1804-1874)
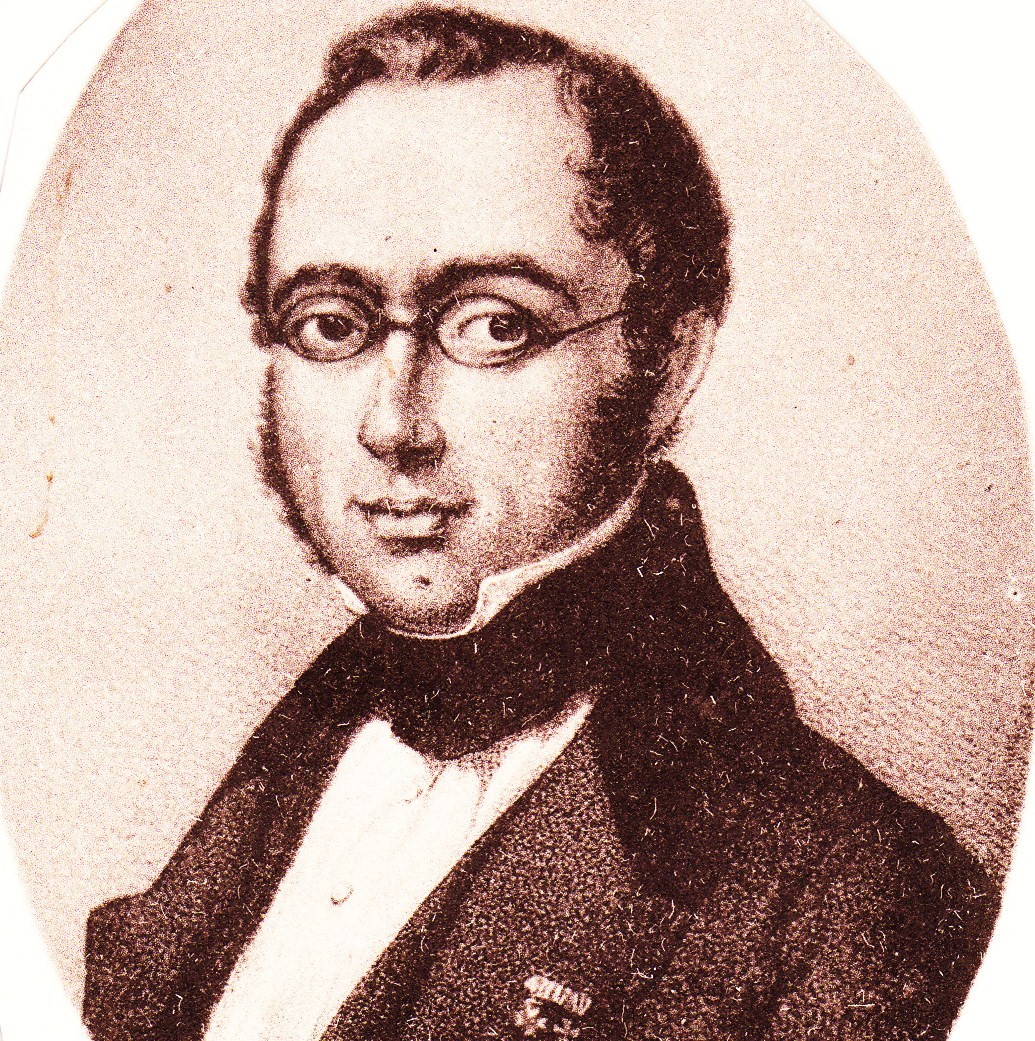
Pieter Otto Coenraad Vorsselman de Heer
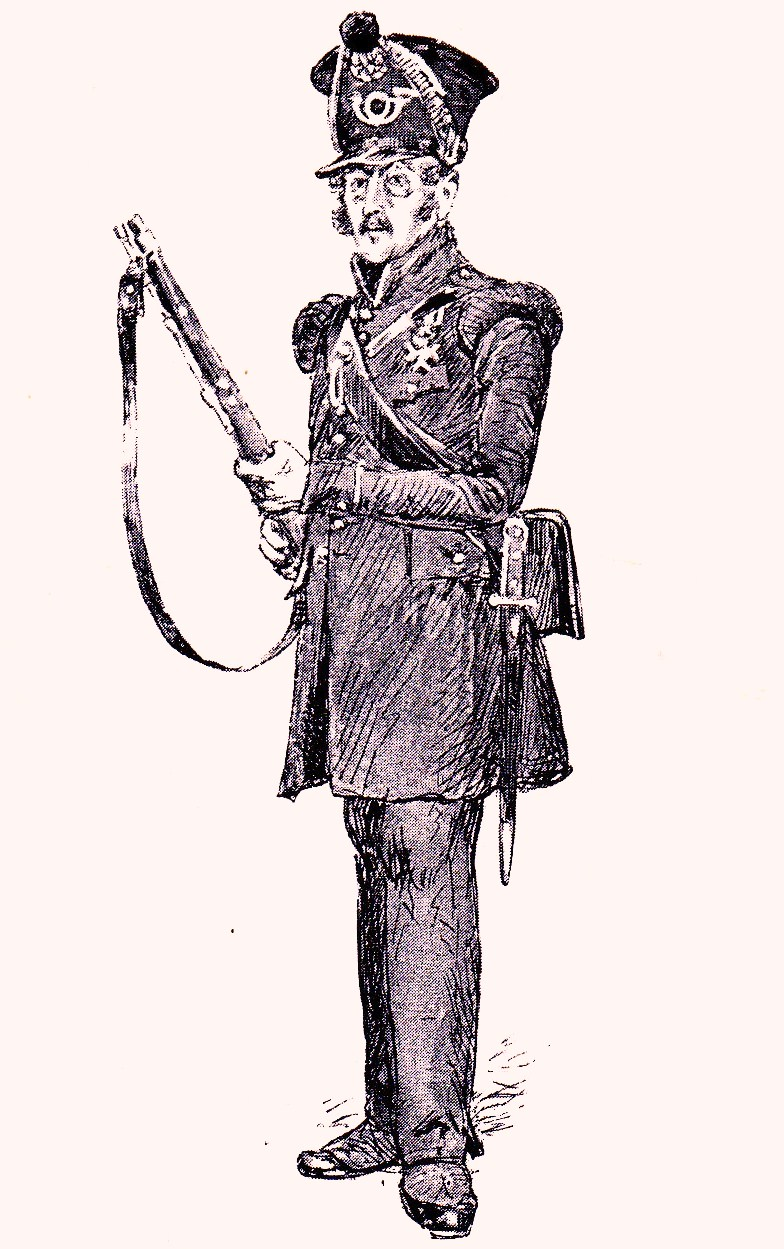
Daniël de Vos Brouwer
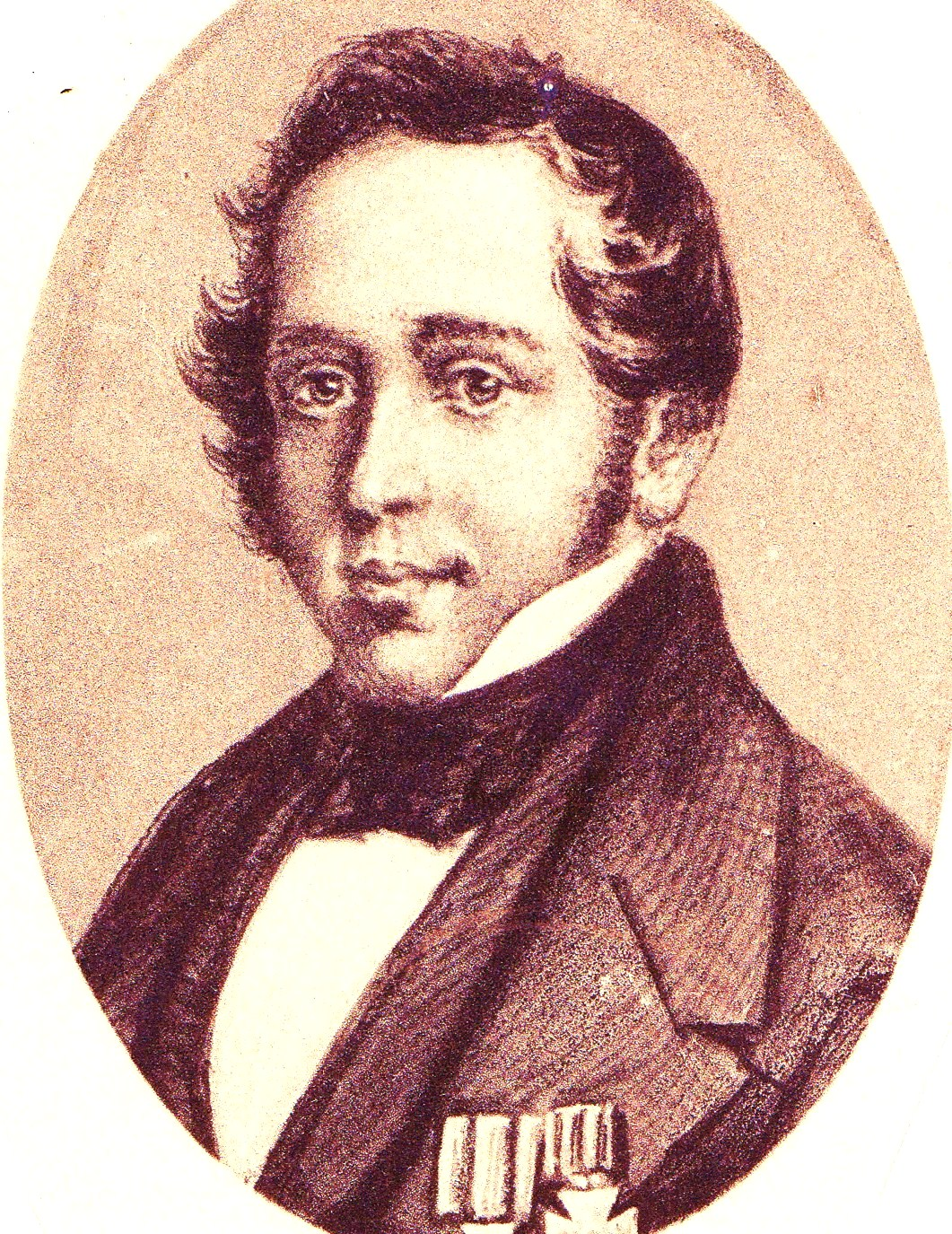
Willem Vrolik

## W
| - Isaak Wilhelm Walther - Louis de Wellens van ten Meulenberg | - Sylvain Van de Weyer - Jan Ernst Wildeman - Dulon Evertus Wilhelmie | - Jean-Jacques Willmar - Jean-Pierre Willmar | - Hendrik Wipff - Carel August Frederik Willem Wollweber - Theodoor de T'Serclaes de Wommersom |

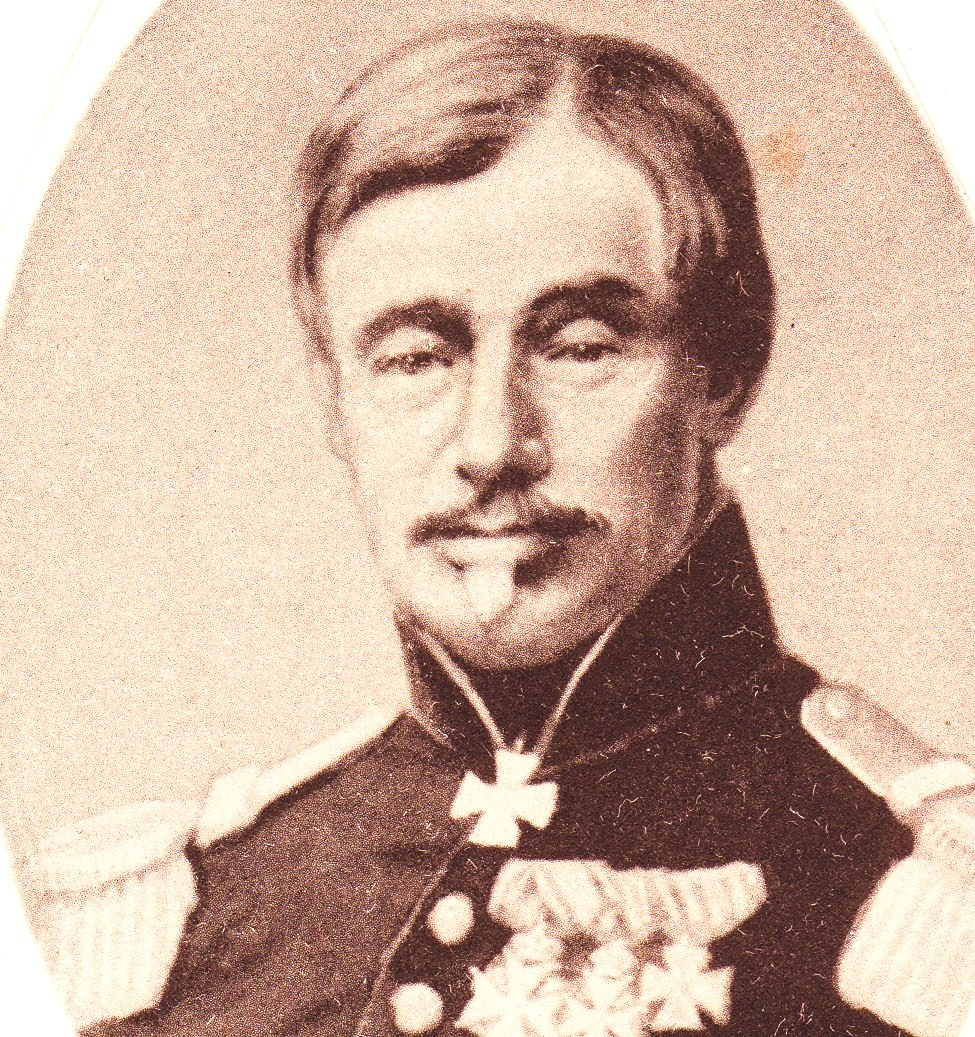
Isaak Wilhelm Walther
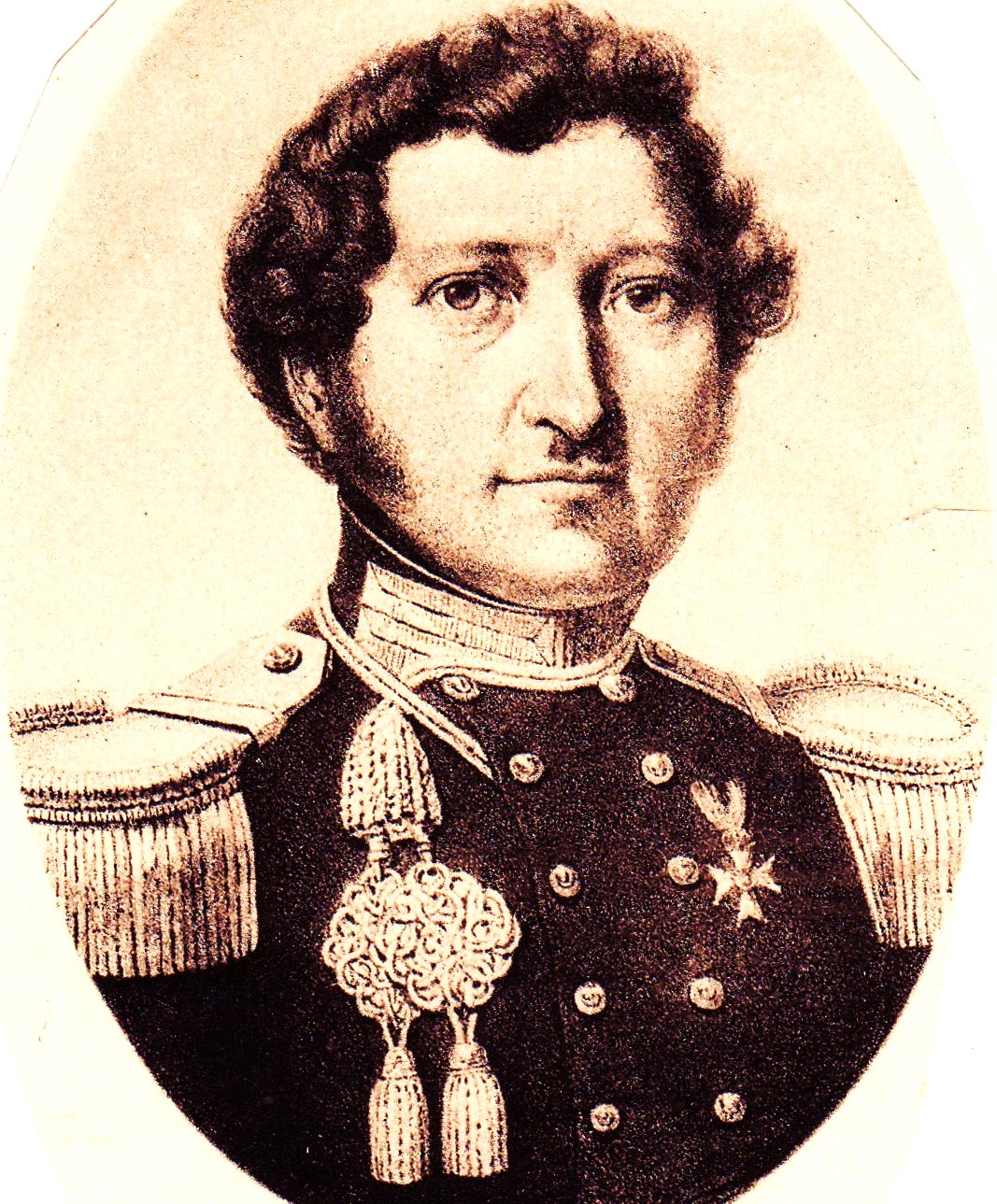
Dulon Evertus Wilhelmie
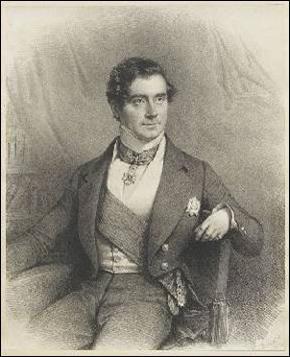
Sylvain Van de Weyer
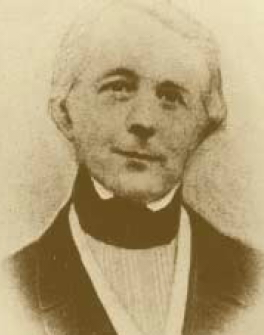
Jean-Jacques Willmar
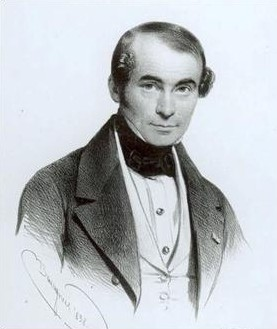
Jean-Pierre Willmar
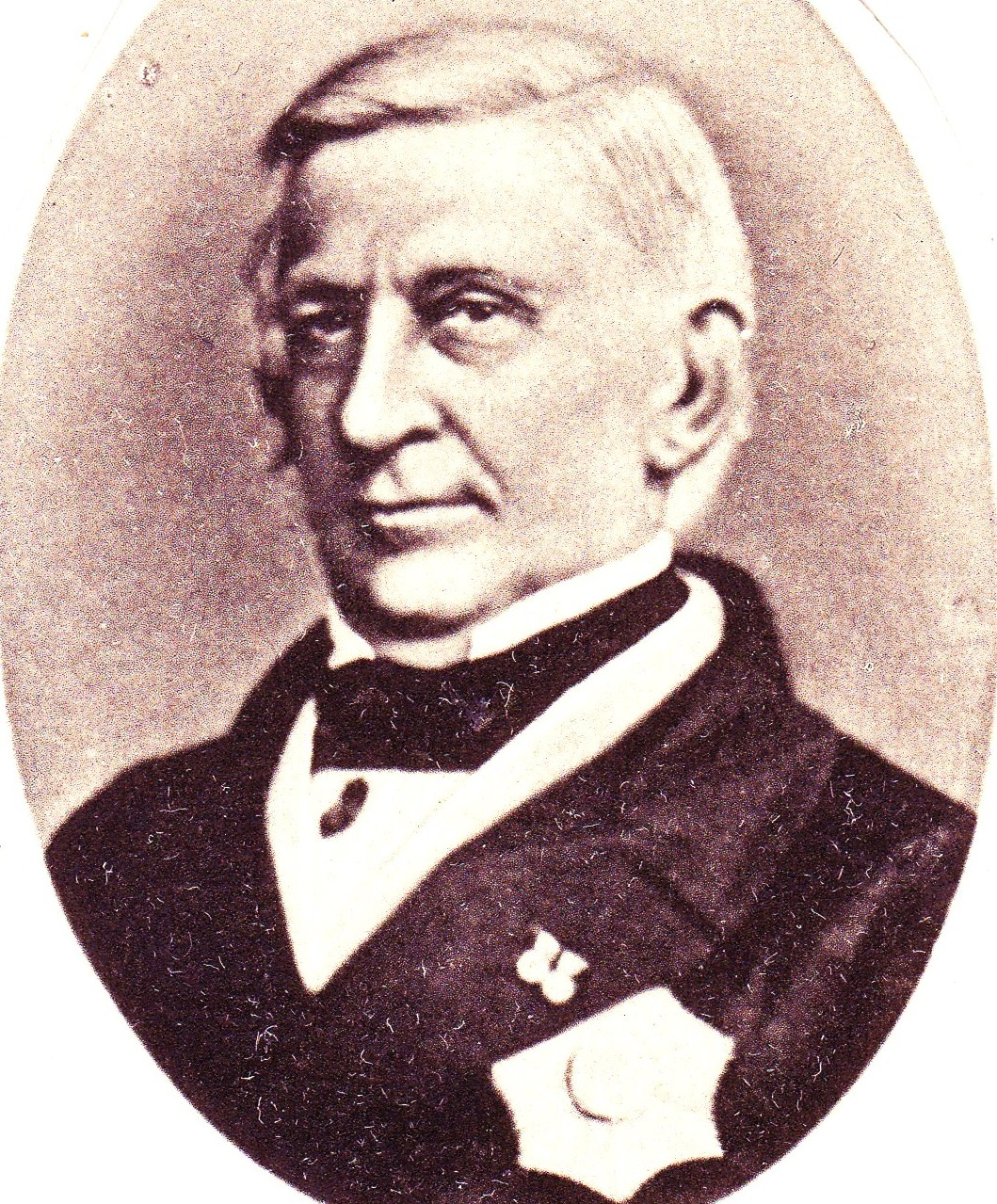
Hendrik Wipff
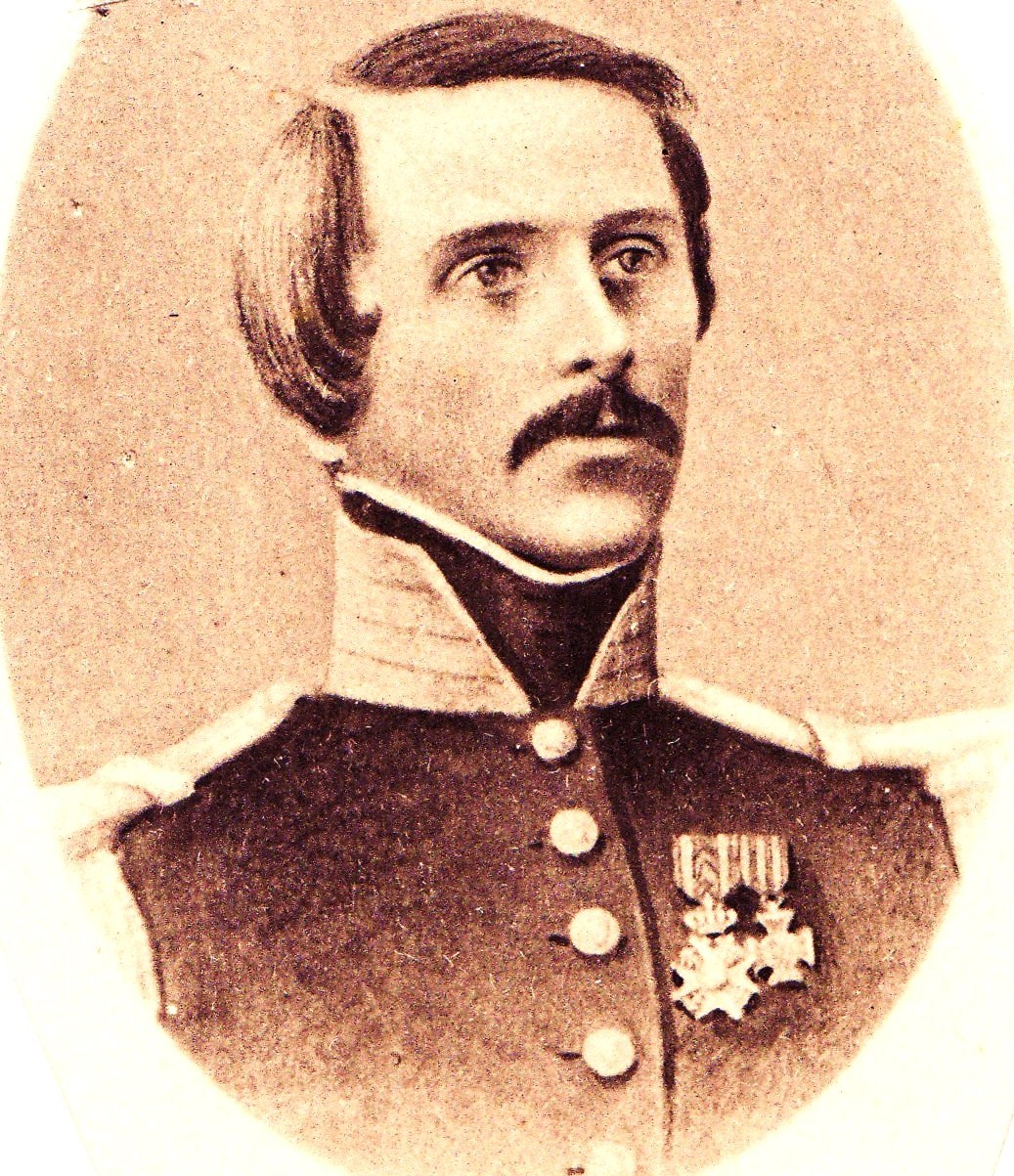
Carel August Frederik Willem Wollweber